# Боровичи
Боровичи́ — город (с 1770 года) в Новгородской области России. Административный центр Боровичского района. Образует городское поселение «Город Боровичи». В рамках административно-территориального устройства является городом областного значения.
Население — 46 325 человека (2025). Второй по численности жителей населённый пункт в Новгородской области.
Указом президента Российской Федерации от 2 июля 2020 года городу было присвоено звание «Город трудовой доблести».

## География
Город расположен на реке Мста в 171 км от Великого Новгорода, в 320 км от Санкт-Петербурга, в 430 км от Москвы.
Участок реки Мста длиной 30 км между Боровичами и селом Опеченский Посад относят к природоохранной зоне «Горная Мста». Расположенные в ней Мстинские (Боровицкие) пороги — одно из самых популярных мест водного туризма в средней полосе России.
В 30 км от города находятся железнодорожные станции Окуловка и Угловка, где делают остановку скоростные поезда «Сапсан» и «Ласточка», а также транзитные пассажирские поезда РЖД. Отдельный поезд Угловка — Боровичи ходит по выходным дням. Несколько раз в день ежедневно ходят автобусы Окуловка — Боровичи. Продолжительность поездки 40—45 минут.

## Население
| 1856    | 1897    | 1913    | 1931    | 1939    | 1959    | 1967    | 1970    | 1973    | 1976    | 1979    | 1982    |
| ------- | ------- | ------- | ------- | ------- | ------- | ------- | ------- | ------- | ------- | ------- | ------- |
| 8600    | ↗9400   | ↗11 000 | ↗23 500 | ↗41 000 | ↗44 123 | ↗55 000 | ↘54 763 | ↗56 000 | ↗57 000 | ↗59 646 | ↗61 000 |
| 1986    | 1987    | 1989    | 1992    | 1996    | 1998    | 2000    | 2001    | 2002    | 2003    | 2005    | 2006    |
| ↗63 000 | ↗69 000 | ↘63 009 | ↘62 500 | ↘61 500 | →61 500 | ↘61 400 | ↘60 700 | ↘57 755 | ↗57 800 | ↘57 500 | ↘57 200 |
| 2007    | 2008    | 2009    | 2010    | 2011    | 2012    | 2013    | 2014    | 2015    | 2016    | 2017    | 2018    |
| ↘56 700 | ↘56 100 | ↘55 412 | ↘53 690 | ↗53 700 | ↘53 383 | ↘53 141 | ↘52 687 | ↘52 212 | ↘51 555 | ↘50 896 | ↘50 144 |
| 2019    | 2020    | 2021    | 2025    |         |         |         |         |         |         |         |         |
| ↘49 071 | ↘49 012 | ↘47 883 | ↘46 325 |         |         |         |         |         |         |         |         |

На 1 января 2025 года по численности населения город находился на 331-м месте из 1124 городов Российской Федерации.
Национальный состав
По итогам переписи населения 2020 года проживали следующие национальности (национальности менее 0,1 % и другое, см. в сноске к строке «Другие»):
| Национальность | Численность, чел. | Доля     |
| -------------- | ----------------- | -------- |
| Русские        | 33 532            | 70,03 %  |
| Украинцы       | 175               | 0,37 %   |
| Армяне         | 86                | 0,18 %   |
| Азербайджанцы  | 71                | 0,15 %   |
| Белорусы       | 68                | 0,14 %   |
| Татары         | 67                | 0,14 %   |
| Узбеки         | 49                | 0,10 %   |
| Другие         | 13 835            | 28,89 %  |
| Итого          | 47 883            | 100,00 % |

## История

### Великий водный путь

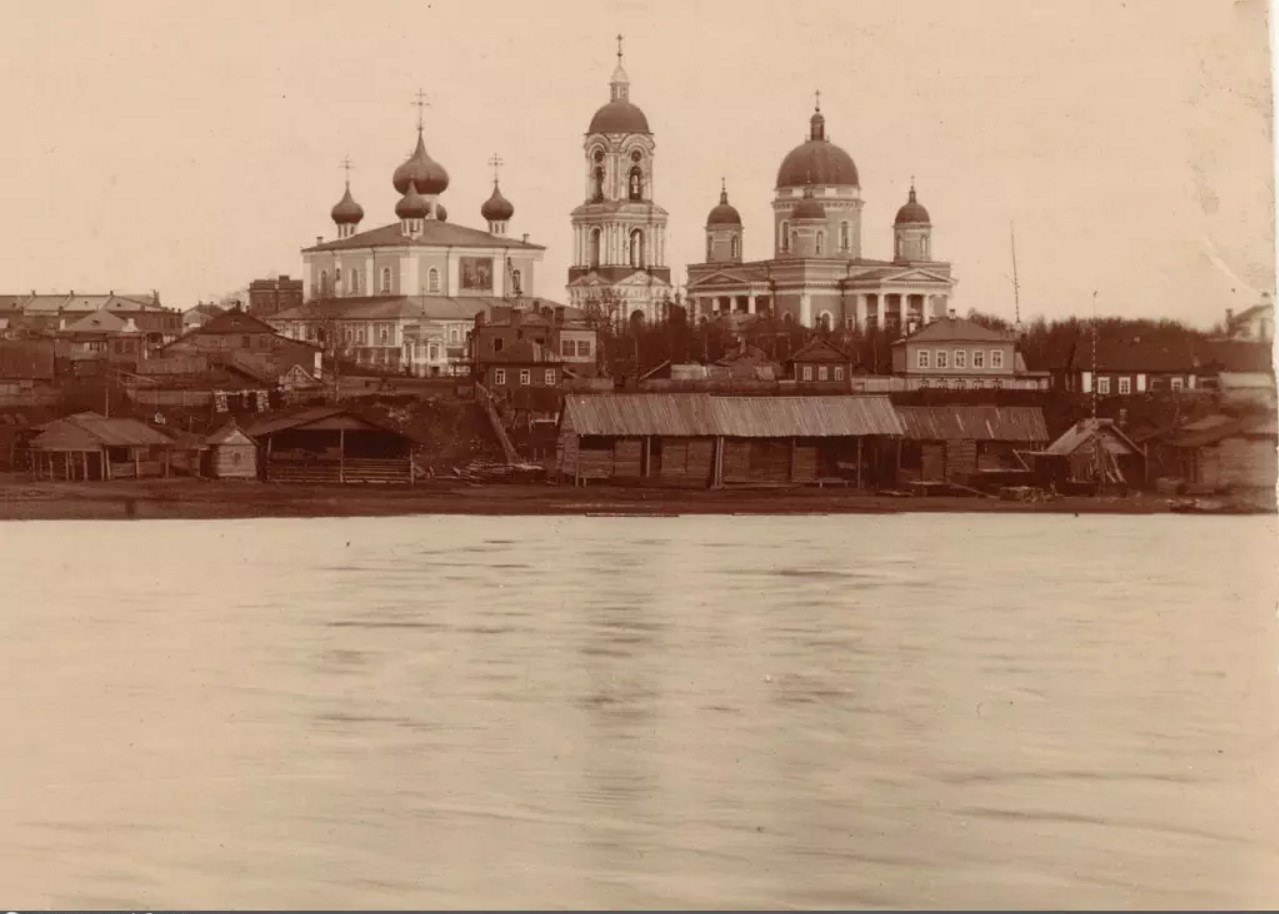
Боровичи. Вид с реки Мста на Троицкий собор и на собор Введения Пресвятой Богородицы с колокольней (фотография XIX века)

История Боровичей — второго по величине и значению города в Новгородской земле — уходит далеко вглубь веков. Практически на границах города находятся два древнеславянских городища — Сушанское и Бобровское, в окрестностях имеется большое количество сопок и жальников.
В 1935 году работница Керамкомбината Конюхова, пропалывая картошку на участке между Потерпилицами и Боровичами, нашла и передала в Эрмитаж клад из 60 серебряных арабских монет, старейшая из которых была чеканена в 751 году, а позднейшая — в 866 году.
Здешние земли вдоль рек и озёр были обжиты ещё в дохристианскую эпоху на Руси. В Лаврентьевской летописи под 947 годом записано: «Иде (княгиня) Ольга (к) Новгороду и устави на Мсте повосты (погосты) и дани…».
После прошедшей Московско-новгородской войны (1477—1478) в Воскресенской летописи под 1484 годом сказано: «Тое же зимы поимал Князь Великий больших бояр новгородцкых и боярынь, а казны и села все велел отписати на себя, а им подавал поместья на Москве под городом».
На земли, отобранные у новгородских бояр, Великий Князь поместил детей боярских из московских городов.
Боровицкий погост впервые отдельно подробно описан как вотчина великого князя в переписной оброчной книге Деревской пятины Новгородской земли около 1495 года.

Оригинал первого листа главы переписной оброчной книги 1495—1496 года с заглавием «Погост Боровицкой Великого Князя Деревни (Дворни)». Полное описание погоста и его жителей на страницах манускрипта № 469—482

В 1564 году упомянут уже как торгово-промышленное поселение Боровицкой рядокъ. В нём значилось 114 дворов, 42 лавки, 11 амбаров.
Основным занятием жителей Боровичей и окрестностей XVIII—XIX веков была проводка судов по мстинским порогам (Боровицкие пороги в Горной Мсте), что отражено в высочайше пожалованном в 1772 году Екатериной II гербе города изображением легендарного петровского перьевого руля.

«…Ни одно сословие простонародья не живёт так привольно, как лоцманы этих мест», — писал знаменитый русский поэт Н. А. Некрасов в романе «Три страны света».
А писатель, поэт и гофмейстер императорского дома Константин Случевский писал про эти места так:

 «…река Мста — одна из красивейших рек в России и представляет для художника чрезвычайно много разнообразных, живых мотивов».
Ещё в IX—XII веках по реке Мсте шёл Волжский, или Волго-Балтийский, торговый путь — самый первый из трёх великих речных путей, соединявших Арабский Халифат со Скандинавией в тёмные века и раннем средневековье.
На протяжении всего XVIII века и в XIX веке река Мста была частью важнейшей Вышневоло́цкой во́дной систе́мы — самой старой искусственной водной системы в России, связавшей центральную часть страны с новой столицей империи Санкт-Петербургом и решившей вопрос его продовольственного снабжения.
Боровицкие пороги были самым трудным и опасным местом для судоходства во всей России (40 стремительных порогов на протяжении 31 километра, из которых только 8 километров — тихая вода). Проскок всех этих порогов с командами рулевых из местных жителей (до 15 человек на каждый из четырёх рулевых 20-метровых потесей барки и сам пороговый лоцман) занимал всего 1.5 часа и регулировался сигнальным телеграфом из 26 ручных семафоров на берегах. Чтобы поднять уровень Мсты для прохода огромных караванов судов периодически в особом порядке открывали плотины многочисленных водохранилищ на её притоках. В ожидании этого момента в Опеченском Посаде собирали одновременно до 400 барок. Их швартовали к сохранившейся до настоящего времени огромной каменной, почти километровой пристани 1824 года постройки.
Боровицкие пороги во главе имели особенного директора из штаб-офицеров Корпуса Путей Сообщений. Власть полицмейстера мстинского на порогах была недействительна. В 1773 году новгородский губернатор граф Яков Сиверс был первым назначен на новую должность директора водяных коммуникаций;

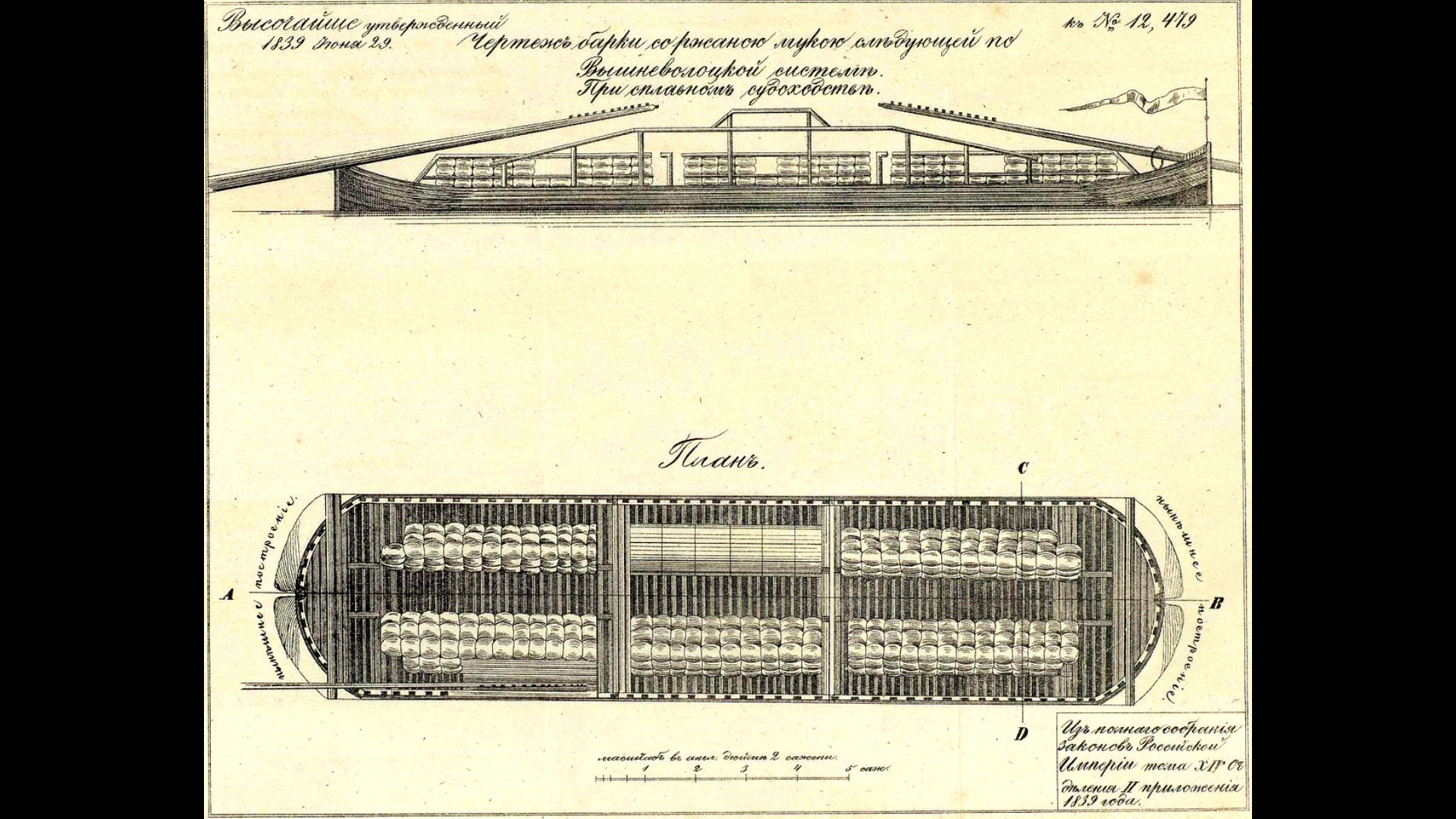
Высочайше утверждённый самим императором Николаем I чертёж типовой 38-метровой барки с осадкой 0.63 метра (14 вершков), гружённой мешками с мукой, предназначенной для прохода через Боровицкие пороги. Хорошо видны спереди и сзади барки деревянные стержни, т. н. «потеси», при помощи которых команда рулевых, 60 человек на одну барку, исполняла указания порогового лоцмана и управляла баркой в порогах

Даже в 1870-х годах, в самый пик развития судоходства по Мсте, 10 % разбившихся на порогах барок считалось приемлемым для дела убытком.
Примечательно, что судовладельцы и владельцы груза перемещались в экипажах по берегу вдоль Боровицких порогов, а не рекой на своих барках.
После открытия в 1851 году Николаевской железной дороги и, особенно, после открытия в 1870 году Рыбинско-Бологовской железной дороги, значение Мсты как важнейшей государственной водной транспортной артерии практически утратилось по экономической причине, так как перевозка грузов по железным дорогам была дешевле в 1,5—2 раза и занимала только неделю, вместо прежних 90 дней водой с угрозой зазимовать в пути из-за её нехватки. Однако барки имели важное преимущество — они использовались как склады на воде в Петербурге до полной реализации товара и шли потом на дрова, а вагоны требовали немедленной разгрузки и организации дальнейшего складского хранения грузов.
Последняя транзитная барка с Волги по Мстинским порогам прошла в 1893 году.

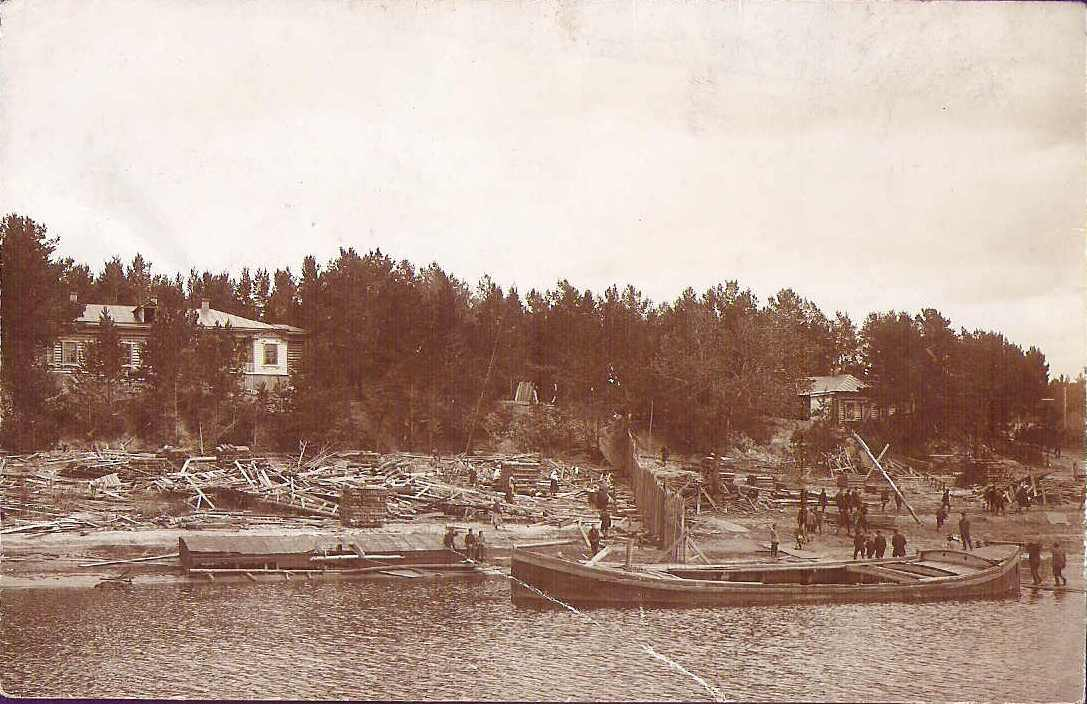
Разбитая, разгруженная и разоружённая полубарка на Мсте. Видна снятая мачта и другие детали разобранных барок и полубарок на берегу. Чётко различается высокая ватерлиния порожней полубарки, то есть она притоплена и лежит на грунте с креном на левый борт

Артефакты и исторические документы, касающиеся Великого водного пути, находятся в Краеведческом музее в Боровичах и музее Лоцманов Боровицких порогов и Палеонтологии Горной Мсты, расположенном на левом берегу реки Мста в селе Ровное Боровичского района.

### Боровицкая битва
В период Смутного времени во время Русско-шведской войны 1610—1617 (швед. Ingermanländska kriget — «ингерманландская война») в феврале 1612 года, 25-го числа, состоялась битва при Боровичах — месте переправы через реку Мста, где сходились 5 древних трактов.
Около 9000 человек с обеих сторон приняли участие в битве на Кровьей (Коровьей) горе между шведскими захватчиками (продвигавшими нового претендента на русский престол — 10-летнего шведского принца Карла-Филиппа Васы, младшего брата короля Густава II Адольфа), и защитниками Русского государства (подданными русского царя Владислава Жигимонтовича — 16-летнего польского королевича Владислава (будущего польского короля Владислава IV), которому 27 августа (6 сентября) 1610 года присягнуло московское кремлёвское правительство (Семибоярщина) и позже многие русские города как русскому царю).

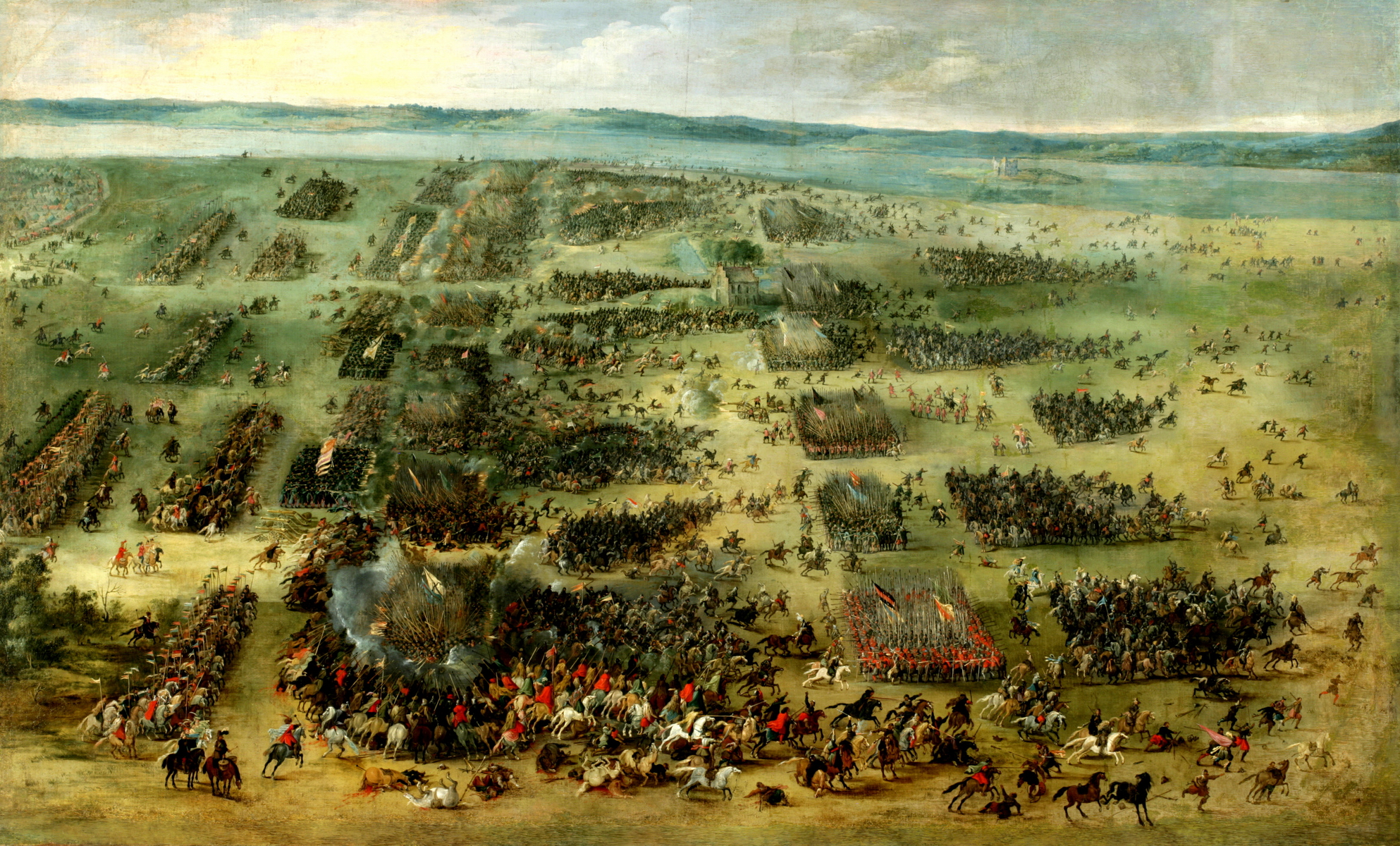
Иллюстрация панорамы близкого по времени и масштабу знаменитого сражения между Швецией и Речью Посполитой (в 1605 при Кирхгольме под Ригой)

Растерзанный толпой заговорщиков «добрый царь» Дмитрий Иоанович (Лжедмитрий I) и убитый позднее своим телохранителем «Тушинский вор» — Лжедимитрий II не смогли стать священными верховными арбитрами борьбы боярских родов, коими и были по существу всегда русские цари. Царём не мог быть теперь и представитель одного из смертельно враждующих между собой боярских кланов. Насильственное пострижение в монахи царя Василия Шуйского это очевидно показало. Более всего для роли царя в тех условиях подходил именно невовлечённый во внутренние конфликты королевич Владислав («Не хощем своего брата слушати: ратнии люди русского царя не боятся, не слушают и не служат ему»).
Отдавая царский престол королевичу Владиславу, русские люди (первоначально это были тушинцы из лагеря Лжедимитрия II во главе с их Патриархом Филаретом [Фёдором Романовым, отцом будущего царя Михаила Романова], а позднее и Семибоярщина с Земским собором на Сухаревом поле), по сути дела, отклонили тем самым предложение польского короля Сигизмунда III о подчинении его власти и выступили за сохранение целостности Русского государства.

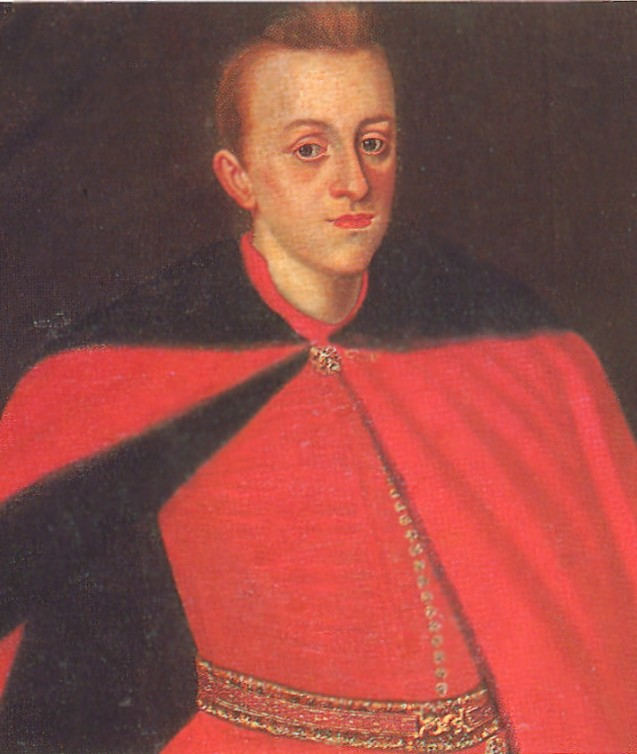
Королевич Владислав. Швед по отцу, австриец по матери, читавший и писавший на латыни, а также по-немецки и по-итальянски, но всегда принципиально говоривший только по-польски. Большой любитель и знаток оперы, живописи и живой природы[41].
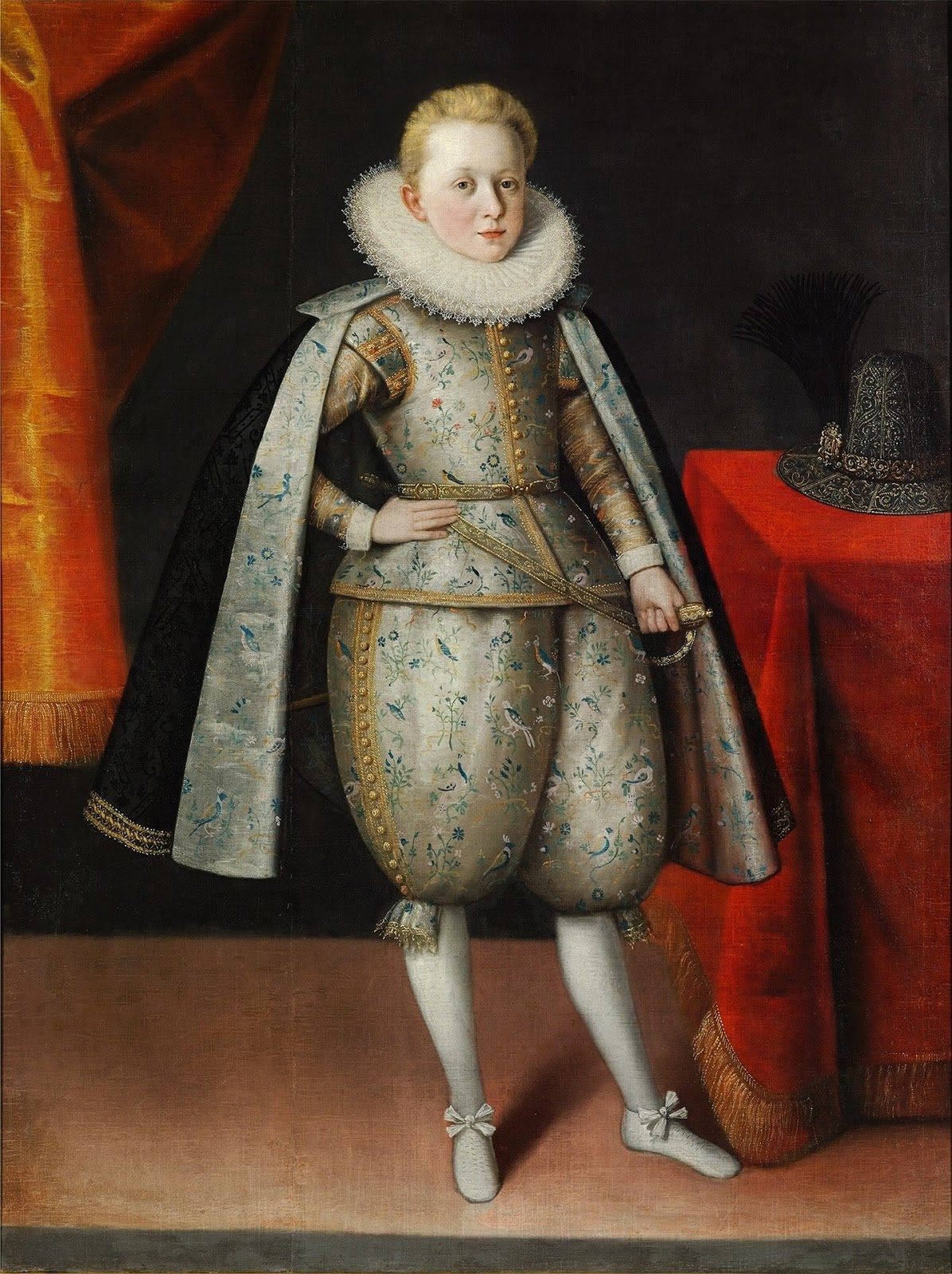
Претендент в 10-летнем возрасте. Внук Юхана III Вазы, правнук Густава Вазы. Потомок тверской княжны Иулиании (Ульяны Александровны), дочери Великого князя Тверского Александра Михайловича Рюриковича. Фактически являлся последним русским царём, имевшем кровное отношение к варяжской династии Рюриковичей.

Точно так же и оккупированные шведами новгородцы упорно мотивировали свой отказ присягать королю Швеции Густаву II Адольфу тем, что они считают своим великим князем его младшего брата Карла Филиппа (сына Карла IX).
27 августа (6 сентября) 1610 года как русский царь королевич Владислав заочно принял присягу московского правительства и жителей Москвы и получил привезённые ему царские регалии, за исключением короны. Так как заранее обещанное ему и его отцу замирение обеих русских сторон внутреннего гражданского конфликта не случилось, 15-летний королевич в Москву не прибыл, православие
не принял, и следовательно, венчан на царство не был.
Московский и Новгородский денежные дворы начали чекан монет с именем Царя Владислава Жигимонтовича, сохранив в неприкосновенности все традиции русского чекана на протяжении всего царствования королевича с сентября 1610 года по сентябрь 1612 года.
Новгородский денежный двор при Владиславе работал короткое время. В октябре 1610 года новгородцев привели к присяге Владиславу, в январе 1611 года Новгород восстал и установил самоуправление, а 16 июля 1611 года Новгород был захвачен шведскими наёмниками.
Видный советский историк, крупнейший специалист по истории России XV—XVI веков, доктор исторических наук, профессор В. Б. Кобрин поставил вопрос об альтернативах Смуты. Он считал, что такой динамичный период, как Смута, был на редкость богат не только яркими событиями, но и альтернативами развития. Он, в частности, предположил, что «воцарение православного Владислава на Руси принесло бы хорошие результаты … он превратился бы в русского царя польского происхождения, как его отец Сигизмунд был польским королём шведского происхождения … Если бы этот документ (Тушинский проект) сработал, вся русская история пошла бы другим путём». Знаменитый русский историк Н. М. Карамзин в своей «Истории государства Российского» сожалел, что «венец Мономахов» не возвратился к «варяжской династии», которая включила бы Россию в систему держав, основавших «равновесие в Европе до времён новейших».
Командующим наёмным войском оккупированного шведами марионеточного Новгородского государства был 27-летний шведский полковник, будущий фельдмаршал Эверт Карлссон Горн (1585—1615), завоеватель русских крепостей — Яма (ныне г. Кингисепп), Копорья и Ивангорода, королевский наместник (штатгальтер) в Нарве и завоёванных русских крепостях, сын фельдмаршала Карла Генрихсона Горна, отец фельдмаршала Густава Эвертсона Горна, старший брат фельдмаршала Густава Горна, родной дядя фельдмаршалов Генриха Горна, Бенгта Горна и Кристера Классона Горна.

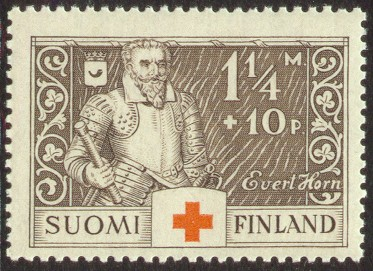
Примечательный портрет шведского захватчика русских крепостей и городов, павшего уже 30-летним фельдмаршалом от русской пули при очередном штурме непокорившегося Пскова в 1615 году.
На всех марках этой серии 1934 года, посвящённой «Полководцам Финляндии» и включающей ещё Леннарта Торстенссона и Якоба Делагарди, изображён крест ордена меченосцев, замаскированный под медицинский. Интересно, что Горн стал фельдмаршалом уже в 1614 году, а Делагарди только в 1620, а на его похороны в Кафедральном соборе Або (Турку) прибыл из Стокгольма сам король.

Про его войско из наёмников в древних источниках сказано: «…три по девятьсот», то есть, войско было собранным из приблизительно 900 шотландцев и голландцев (пресвитериан), 900 французов (гугенотов) и 900 покорённых шведами новгородцев.
Отсутствие в войске собственно шведских королевских солдат объясняется тем, что сама Польско-шведская война (1600—1611) была на тот момент времени остановлена в апреле 1611 года перемирием на 9 месяцев (в апреле 1612 года оба государства продлевают перемирие ещё на 10 месяцев, а 20 января 1614 года заключают соглашение о перемирии до 29 сентября 1616 года).

Иллюстрация вида доспехов и оружия шведских офицеров и европейских солдат того времени. (Картина изображает гибель короля Швеции в сражении при Люцене в 1632 году).

Шведский полковник Эверт Горн разбил в этой Боровицкой битве войска казачьего полковника Андрея Наливайко, бывшего соратника Лжедмитрия II, позднее перешедшего на службу королю Сигизмунду. В 1611 году Наливайко участвовал в неоднократных походах к Москве великого гетмана литовского Яна Кароля Ходкевича для доставки продовольствия польско-литовскому гарнизону в Московском Кремле, приглашённому туда Семибоярщиной как свита нового избранного русского царя Владислава Жигимонтовича с целью подготовки его коронации и для защиты самого кремлёвского боярского правительства от войск самозванца Лжедмитрия II — «Тушинского вора».
Войско Наливайко состояло из 5200 (по шведским источникам, из 2000) казаков и московских ратных людей, ранее принёсших целование креста на верность некоронованному русскому царю Владиславу Жигимонтовичу, официально приглашённому Семибоярщиной на русский престол.
По мнению историка Андрея Петровича Полевикова (1955—2020), среди защитников города от наёмного войска «немцев» (иноверцев-оккупантов и покорённых ими новгородцев) было и немало боровичан. Они могли быть и сторонниками прежнего законного коронованного русского царя Димитрия Иоановича Рюриковича (в реальности вместо этого царя вероятно была целая когорта последовательных самозванцев Лжедмитриев, выдававших себя за спасшегося от смерти малолетнего сына Ивана IV Грозного — царевича Дмитрия). Тремя месяцами раньше — 4 декабря 1611 года очередной самозванец Лжедмитрий III въехал в Псков, где был «оглашён» царём и возглавил оборону Пскова от шведов.
Серьёзнейшая угроза оккупации Боровицкого Рядка общим врагом: латинянами-иноверцами могла объединить прежних врагов единоверцев — казаков и местных ополченцев. Казаки, московские ратные люди и ополченцы были разгромлены, часть их укрылась за стенами Свято-Духова монастыря.

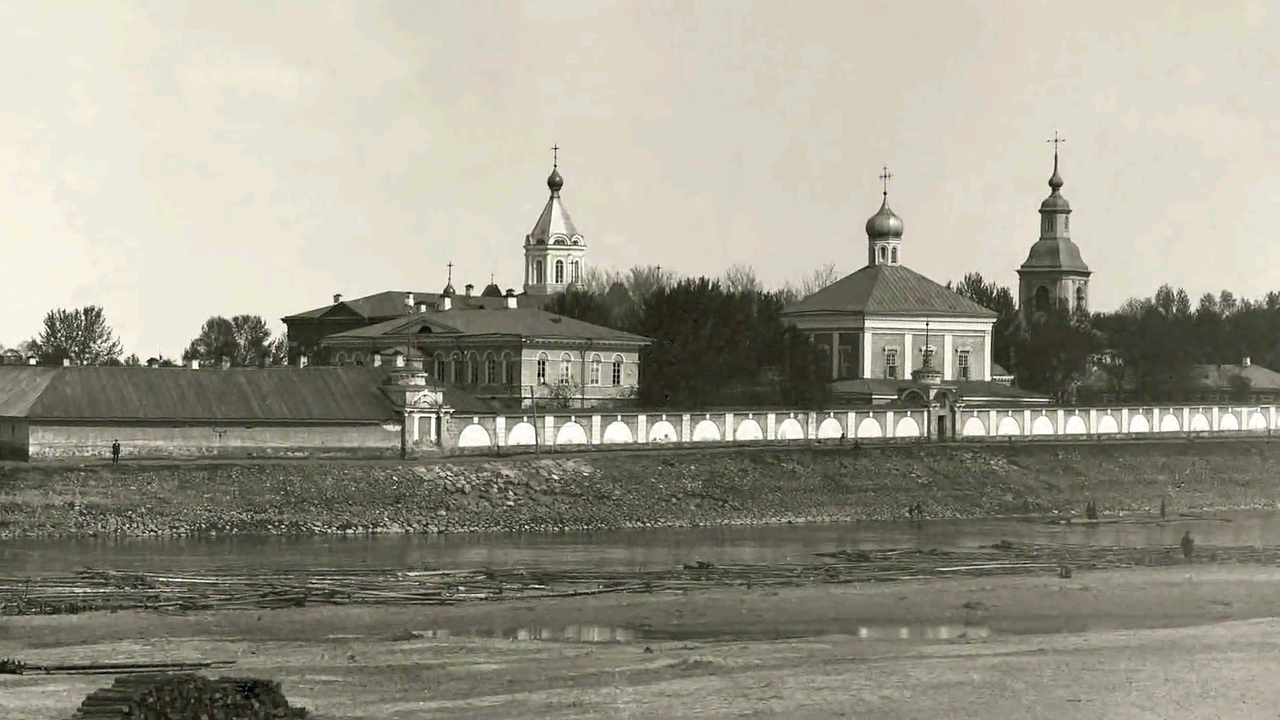
Свято-Духов монастырь на берегу Мсты в Боровичах. (Фото XIX века)

Шведский полковник вынудил Андрея Наливайко, засевшего в монастыре, сдаться и присягнуть на верность марионеточному Новгородскому государству и преследовал остальных не сдавшихся «на протяжении нескольких миль, вынуждая принять бой и, перебив 800 человек, захватил… множество людей со всеми почти запасами и шестнадцать знамён».

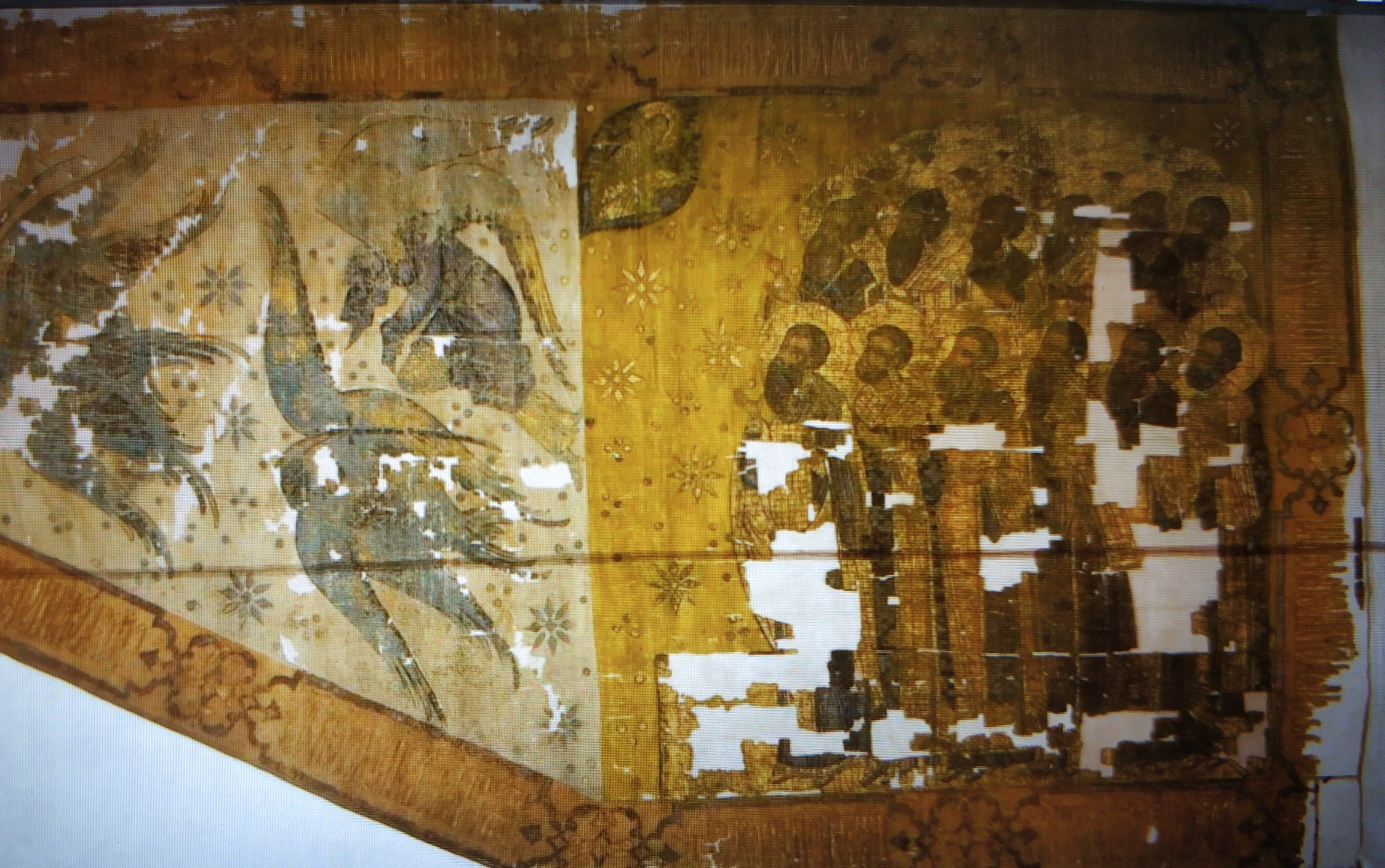
Одно из русских знамён времён описываемых событий, ныне находящееся в Музее армии в Стокгольме

Боровицкий Рядок был полностью сожжён и захирел. Большая часть войска наёмников осталась как минимум до конца зимы с ранеными в Свято-Духовом монастыре, прогнав православных монахов.
Как писал в 1671 году шведский историк Юхан Видекинд о событиях того периода времени: «…шведские солдаты вознаграждали себя за всё, даже жёны и дочери крестьян были в их полном распоряжении».
Длительное пребывание в местности столь разноплемённых войск повлияло на разнообразие генофонда будущих жителей города и района. Так появился «плавильный котёл» Мстинской ямы, со своими обычаями, говором, традициями, бытом.
Тела тысяч погибших предали земле на месте, где стояла первоначальная деревянная Введенская церковь.
В перестроенном из неё уже каменном Введенском соборе в 1874 году произошёл пожар. При ремонтных работах обнаружили трёхметровый слой человеческих костей, лежащих под древним каменным «соборным» крестом, который был найден ещё в 1758 г. на дне реки Мсты, и который при перестройке Введенского собора в камне был вмурован в его стену.
В настоящее время Боровицкий крест находится в Русском музее г. Санкт-Петербурга . Копия креста была создана Н. К. Рерихом и скульптором И. И. Андреолетти для могилы великого русского композитора Н. А. Римского-Корсакова, уроженца соседнего города Тихвина. Подобный Боровицкий крест установлен и на современном памятнике Александру Невскому в Калининграде.

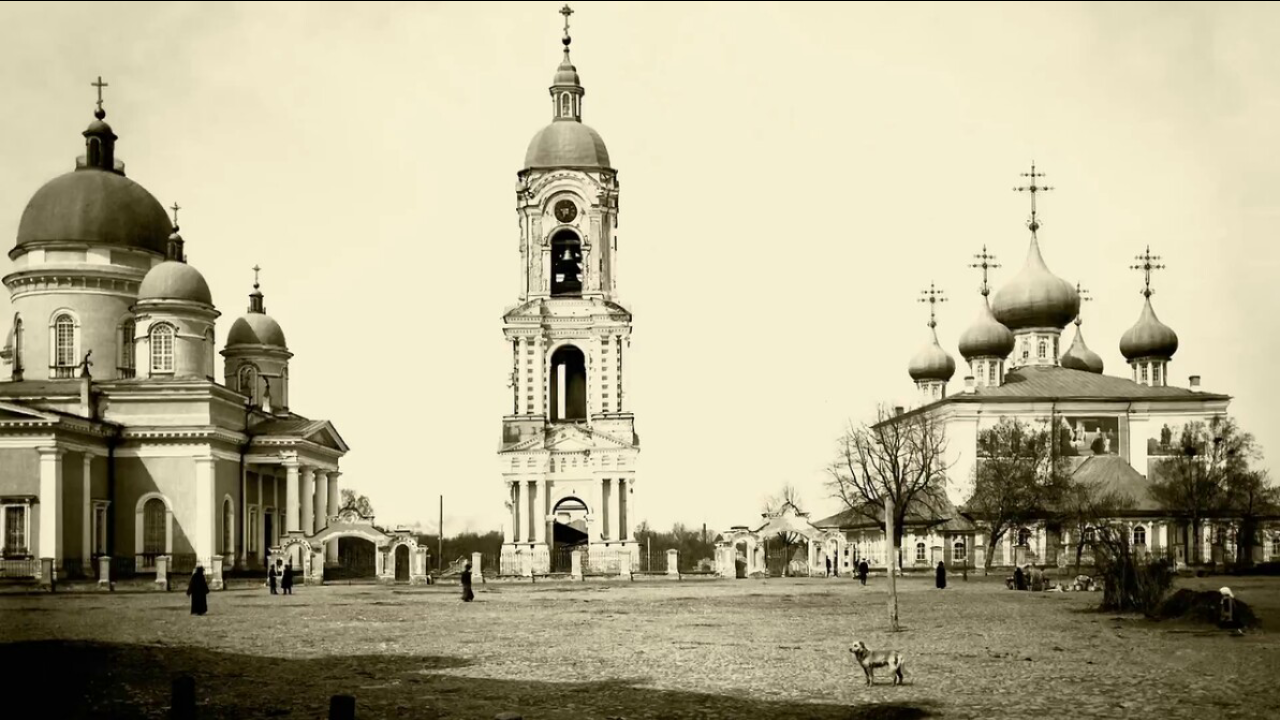
Боровичи. Екатерининская площадь с Троицким собором и Введенский собор с его колокольней. Фото XIX века.

Сейчас эта братская могила воинов Смутного времени закатана под асфальт проезда Гагарина напротив Летнего сада, рядом с Троицким собором и Вечным огнём.

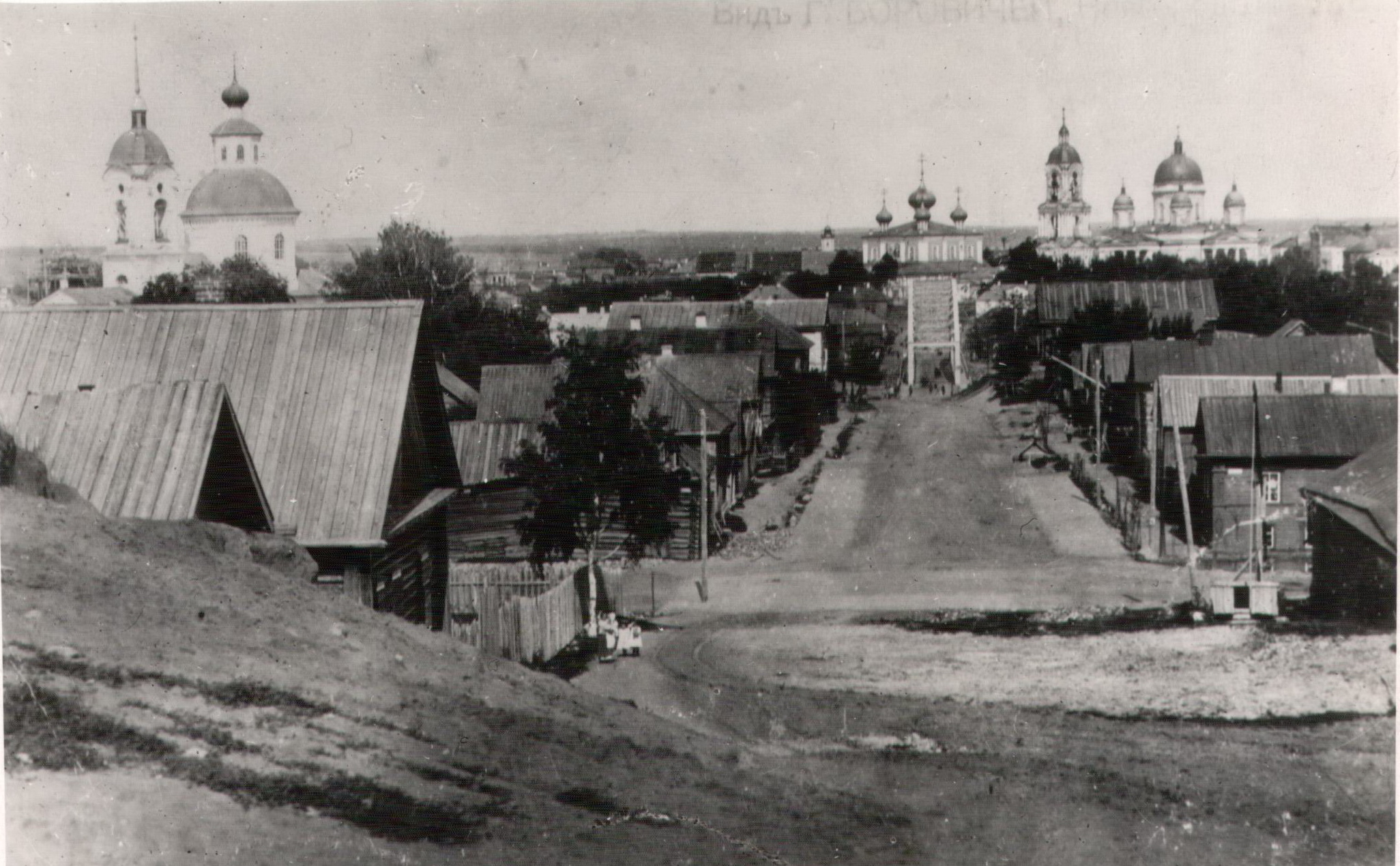
Вид Боровичей начала XX века, на котором хорошо видно, что Введенский собор находился в створе моста Белелюбского, и, следовательно, по его прежнему местонахождению ныне проходит проезд Гагарина.

В Краеведческом музее города содержатся многочисленные экспонаты оружия и доспехов времён этой средневековой «битвы народов».

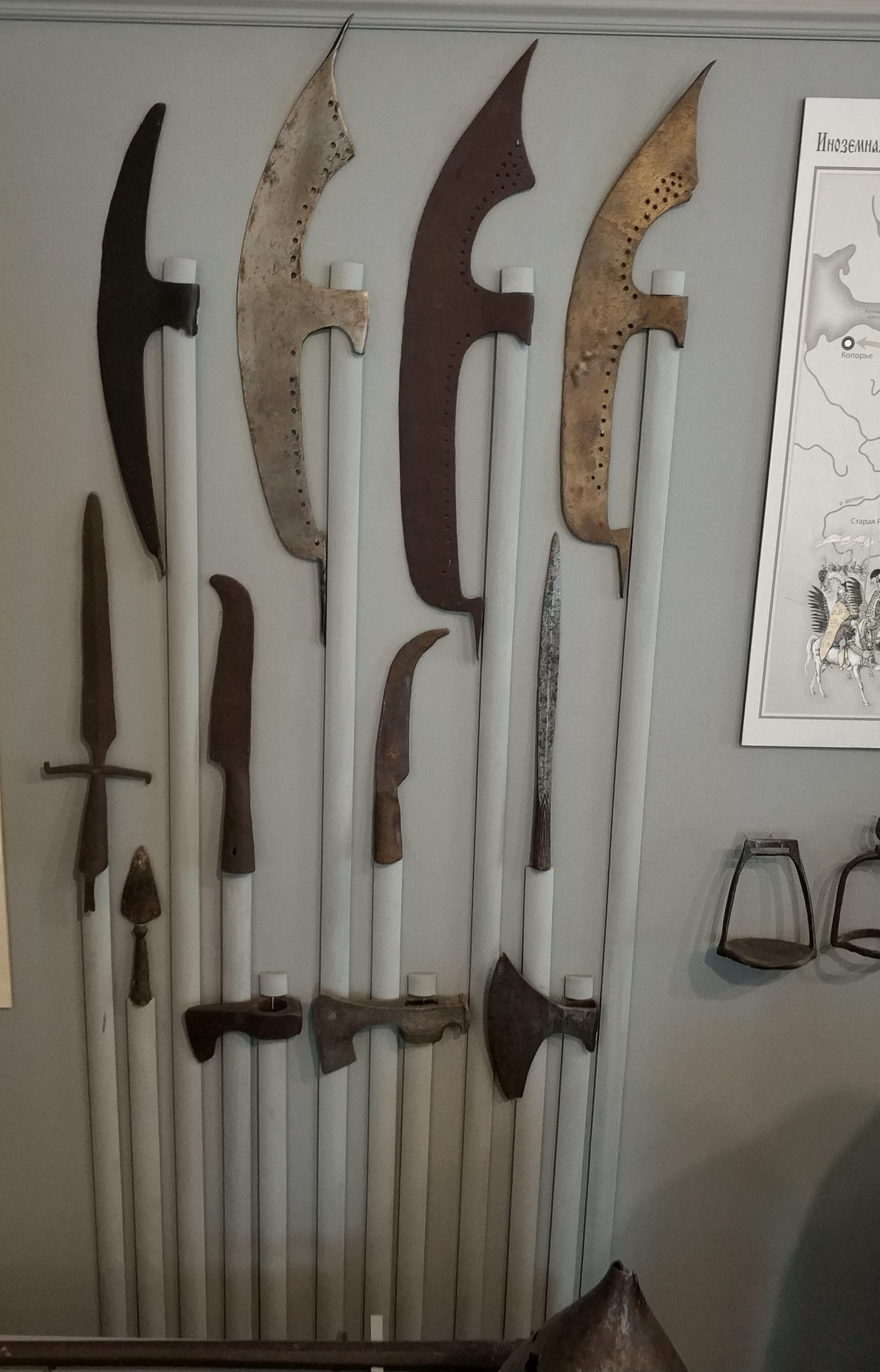
Экспонаты музея. Верхний ряд справа налево: Алебарды — офицерская, стрелецкая (бердыш), сержантская, солдатская;
Средний ряд справа налево — русская рогатина, шотландский билль, французская глевия, голландский эспонтон и протазан.
Нижний ряд справа налево: боевые топоры — бродэкс (скандинавская секира), скеггокс (скандинавский бородатый топор), польская цюпага.

Через год, весной 1613 года отряды русского ополчения под командованием князя Симеона Прозоровского и Леонтия Вельяминова в 50 верстах от Боровичей, около села Устрека, на истоке реки Уверь из озера Коробожа, разбили шведов. «Бысть сеча зла и побежа проклятые немцы…. и мнози от них побиении быже».

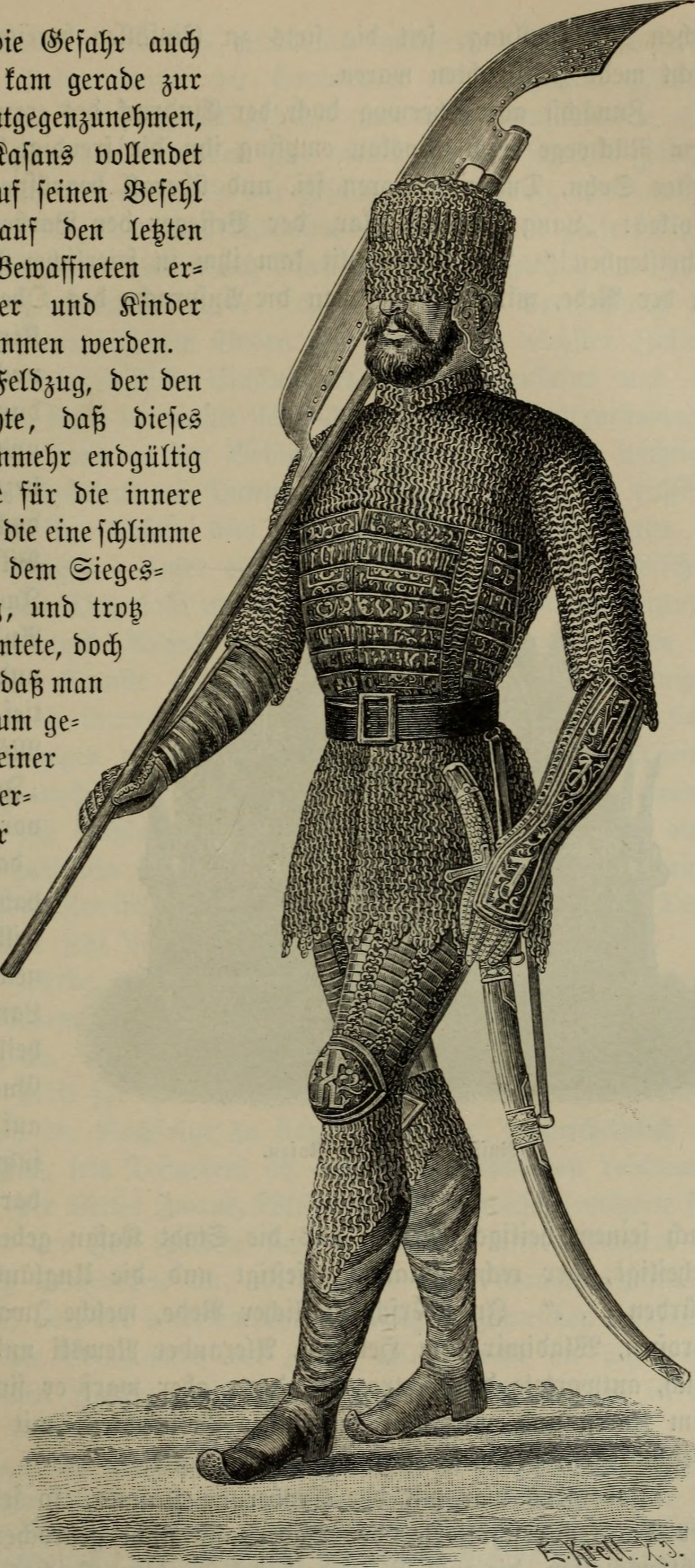
Русский пехотинец XVI века. Иллюстрация из книги Теодора Шимана «Столетие». 1886 г.

Русско-шведская война 1610—1617 годов окончилась подписанием Столбовского мира, по которому Швеция вернула России захваченные в этой войне Новгород, Порхов, Старую Руссу, Ладогу, Гдов и Сумерскую волость (район вокруг озера Самро, ныне Сланцевский район Ленинградской области).
Россия уступала Швеции Ивангород, Ям, Копорье, Орешек, Корелу — то есть весь выход к Балтийскому морю и реке Неве, кроме того, Россия должна была заплатить Швеции 20 тыс. рублей серебряной монетой (что составляло тогда 980 кг чистого серебра).
Только Пётр Великий ценой неимоверно тяжёлой для России Северной Войны 1700—1721 годов смог вернуть земли, захваченные шведскими полководцами Эвертом Горном и Якобом Делагарди в русско-шведской войне 1610—1617 годов.
При этом, по условиям Ништадтского мирного договора Россия выплатила Швеции 2 000 000 иохимсталеров (ефимков), что составляло 56 000 килограммов чистого серебра или половину годового бюджета страны.
Множество православных карелов переселилось в земли нынешнего Боровичского района с территорий, отошедших к Швеции по Столбовскому мирному договору 1617 года. В частности, крепостные графа Суворова в Кончанском были карелами, и он сам говорил с ними на карельском языке.

### Боровичи в XVIII веке
Царь Пётр I в январе 1703 года поручил князьям Василию и Матвею Гагариным построить в Вышнем Волочке вместо существовавшего волока между реками Тверцой и Цной судоходный канал. Его сооружение было закончено в 1708 году.
Но Боровицкие пороги остались главной трудностью пути.
Проводка судов по порогам поручалась судопроходцам и спущикам, которых Пётр I потом назвал лоцманами и рулевыми.
В 1703 году Яков Баранов с товарищами послал ему челобитную: «Живём мы, нижеписанные, на реке Мсте на Боровицких порогах. А повелено нам проводить по ней тялки и буера и казанские леса…». Они просили царя разрешить уборку опасных камней с фарватера и постройку оградительных бонов.
Единственное крупное судно, которое дошло летом 1708 г. до Ладоги, а затем в Петербург — это была яхта «Св. Апостол Пётр». Яхта, при помощи посланного от московского губернатора князя М. П. Гагарина капитана Жеребцова и рабочей силы пятисот человек, была проведена через пороги до Вышнего Волочка. А в следующем году была уже на Ладоге: Г. Меншиков доложил Петру — «Яхт … который зимовал при Вышнем Волочке, в Новую Ладогу прибыл, и оснастясь здесь пошёл в Санкт-Петербург». Князь Гагарин в письме Меншикову характеризовал яхту Св. Апостола Петра, как судно, «которое величеством больше всех тех судов», с размерами (в голландских футах) 94 × 25 (26 х 7 метров), «глубиной шло в воде 7 фут (2 метра)». То есть — вполне себе небольшой фрегат, но в любом случае судно было довольно крупным и вероятно трёхмачтовым.
Участник навигации 1709—1710 годов Голиков писал: «Трудность сего хода была несказанной. Вода во многих местах была не выше как на один и на полтора фута…(то есть, 30-45 сантиметров). Во многих местах надлежало прорывать песок, вынимать каменья, для поднятия воды делать плотины».
Весной 1712 года для поиска наиболее удобного места строительства плотин на Мсту были отправлены князь Гагарин, капитан-поручик Василий Корчмин и «слюзных» (шлюзных) дел мастер Джон Перри. Им вменялось также в обязанность изыскать пути в обход порогов по рекам Уверь и Виль (ныне Вельгия).
Первое положительное известие о плавании относительно крупных грузовых судов по порогам относится к 1713 году, когда гвардии капитан князь Гагарин провёл через пороги в Санкт-Петербург 41 талку, род небольших судов с рулём и палубой, используемых на Зейдерзе в Голландии и на побережье Германии. Суда были загружены пушками и порохом. И в дальнейшем, помимо основных хлебных грузов с Волги, через пороги проходили с Уральских заводов пушки, ружья и порох.

Водный путь с Урала в Петербург и Москву в XVIII веке.

Плотины и водохранилища помогали повысить уровень воды настолько, что по порогам могли бы пройти даже тяжёлые барки.
Однако, сам канал был построен по проекту голландского гидротехника Адриана Гуттера неудачно и работал с большими перебоями. Весной 1718 года паводком были повреждены шлюзы, и канал перестал функционировать.
Дальнейшее строительство Вышневолоцкой водной системы Пётр I поручил в 1719 году предприимчивому российскому купцу монгольского происхождения Михаилу Ивановичу Сердюкову, по собственной инициативе обратившемуся к царю с оригинальными идеями по улучшению условий судоходства по системе. Сердюков дважды (в 1718 и 1719 годах) обращался к Петру I с предложениями отремонтировать канал.
Автор проекта предлагал использовать «бесполезно протекающую» реку Шлину, для чего решил направить её воды с помощью плотины и канала через озёра Ключинское и Городолюблинское в реку Цну выше Тверецкого канала. Он надеялся, что в этом случае в реках Цна и Тверца вода «умножится и всяким судам будет Тверцою свободный ход и государству польза в том будет». А в конце сделал приписку: «Ежели сделаю — о взыскании милости просить буду, а буде не сделаю — убытков своих возмещать не желаю. Вашего величества нижайший раб, новгородец Михайла Сердюков».
Сердюков был «мунгальского роду», имя его с рождения Бароно Имегенов сын. Родился он в 1678 г. на реке Селенге. Отец его делал луки и стрелы. Как-то во время стычки монголов с российскими казаками Бароно, которому в то время было 13 лет, попал в плен. В Енисейске его за 10 рублей купил приказчик Иван Сердюков, выучил грамоте, счёту, приобщил к торговому делу и крестил Михаилом.
Пётр I вызвал Сердюкова в Санкт-Петербург, ознакомил его с планом переустройства Вышневолоцкой системы, и подарил ему книгу французского гидротехника Буйе «О способах, творящих водохождение рек свободное».
С помощью и по проектам самоучек, подобных Михаилу Сердюкову — Якова Баранова, К. Родионова, И. Ефимова, было построено несколько гидротехнических сооружений, среди них Уверский и Березайский бейшлоты. Перестроенные позже в камне, они сохранились до сих пор.
Пётр I не раз сам проходил пороги и не всегда успешно.
Уже в 1721 году за шесть месяцев пороги преодолели шедшие с Волги 1007 барок, 1 шкут, 90 эверсов, 7 шлюпок, 212 плотов и станков, 26 лодок, 2 бота и 4 струга.
В 1744 году спасителю и арендатору Вышневолоцкой водной системы Михаилу Ивановичу Сердюкову были переданы от казны работы по расчистке фарватера Боровицких порогов на Мсте, при этом казна гарантировала компенсацию его затрат.

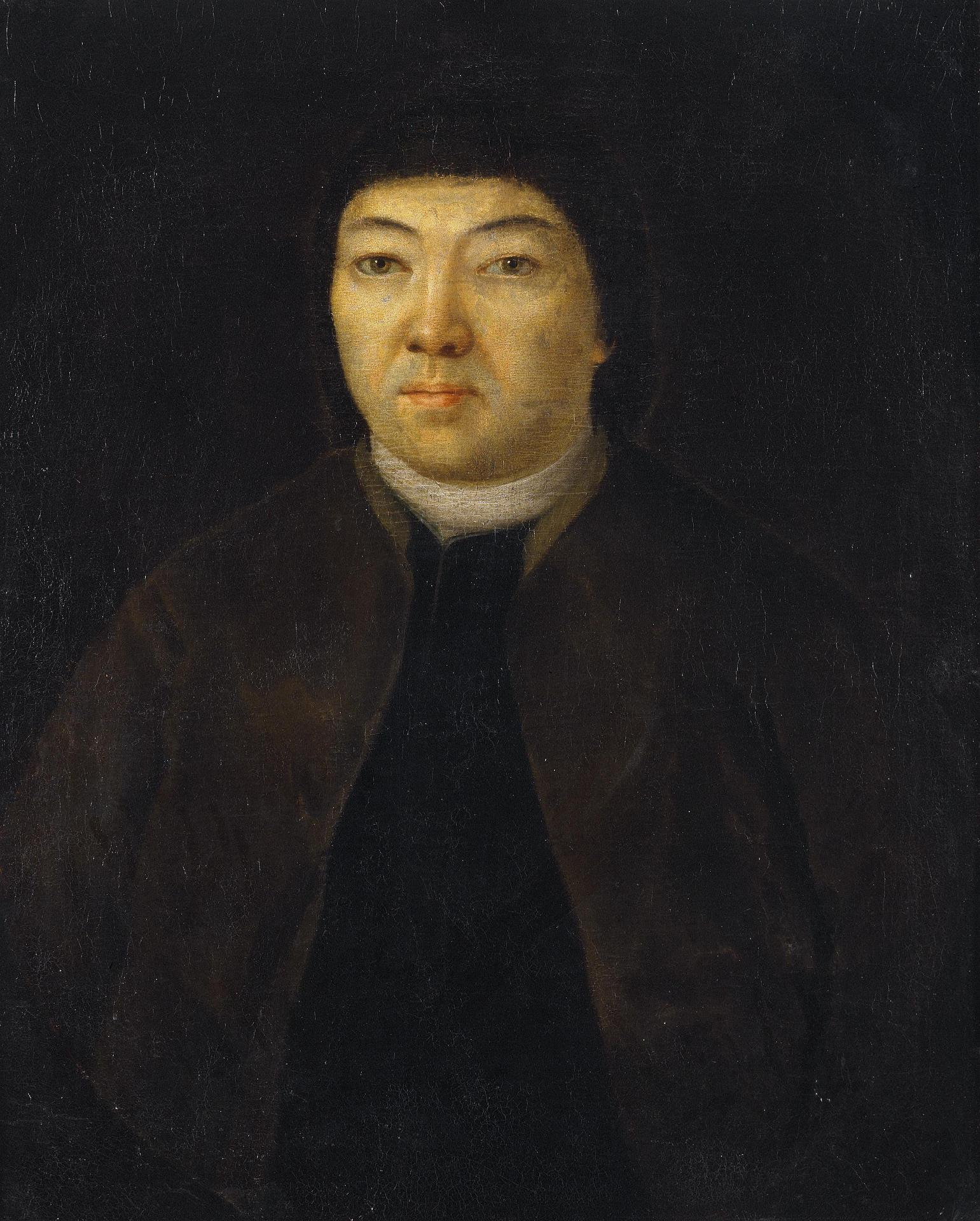
Михаил Иванович Сердюков (при рождении Бароно Силингинов или Бароно Имегенов; 1678—1754)

Для устранения опасностей на порогах некоторые гряды их были расчищены, уступы реки уничтожены, омуты загорожены; некоторые мысы, выдававшиеся в реку, срезаны; для того, чтобы суда не разбивались о каменные гряды, были устроены упругие заплавни, и сверх всего этого уровень воды четыре раза в год поднимался сбросом накопленной воды из Вышневолоцких и Мстинских резервуаров для проводки караванов барок через пороги. Вышневолоцкая водная система заработала после расчистки фарватера порогов в полную силу (до 6000 барок с хлебом в год), и с этого момента начался расцвет Боровичей и Санкт-Петербурга.
Весной в Боровичский Рядок сходились сотни рабочих из края и соседних губерний, он становится крупным населённым пунктом со множеством торговых и питейных заведений и кустарными промыслами. 6 декабря 1750 года Сенат сделал замечание Соляной конторе за то, что она не учредила в Боровичах пункт по продаже соли, так как «село Боровичи почитается знатное». Местные купцы сами отправляли в Петербург до 500 судов с грузами в год. В 1765 году один боровицкий купец Иван Колобов за навигацию сплавил в столицу свыше 18 тысяч сосновых брёвен.
Во второй половине XVIII века село стало одним из самых крупных в губернии.
Стремясь упорядочить управление и деятельность полиции, суда и аппарата по сбору различных податей, новгородский губернатор Я. Е. Сиверс выдвинул в 1764 году проект административно-территориального переустройства губернии и возведения в ранг городов ряда населённых пунктов. Сиверс отмечал выгодное географическое положение Боровичей и «ко всяким промыслам склонной нрав боровицких жителей».
Статус города был присвоен Боровичам 28 мая 1770 года Екатериной Великой.
В апреле 1772 года Правительствующий Сенат утвердил план и герб города Боровичей.

#### Визит Императрицы Екатерины Великой
Летом 1785 года Екатерина II решила совершить ознакомительное путешествие по Вышневолоцкому водному пути. Путешествие началось 24 мая из Царского Села, откуда выехали в дорожных экипажах, предполагая в Боровичах пересесть на речные суда. Екатерина II сидела в большой шестиместной карете, в которой с нею ехали приближённые лица и те из свиты, кого она приглашала для беседы.
Посетив по пути Новгород, 29 мая доехали до Вышнего Волочка, где Екатерина II осмотрела шлюзы и каналы, соединяющие Мсту с Тверцою.
Спутник императрицы французский посол граф Сегюр отдал должное М. И. Сердюкову: «Работы, предпринятые для устройства этих шлюзов, могут сделать честь самому искусному инженеру. Между тем они были задуманы и исполнены в царствование Петра простым крестьянином Сердюковым, который никогда не путешествовал, ничему не учился и едва умел читать и писать. Ум часто пробуждается воспитанием, но гений бывает врождённым».
В этом свидетельстве есть неточности; например, ошибочно утверждение, будто Сердюков едва умел грамоте (сам царь Пётр подарил ему книгу французского гидротехника Буйе «О способах, творящих водохождение рек свободное»), но важно, что его творение производило впечатление и спустя 65 лет после пуска системы.
Не окончив осмотр шлюзов, 30 мая императрица неожиданно отправилась в Москву, уступив просьбе московского губернатора графа Я. А. Брюса «побывать у него в гостях», так как сама Екатерина была в Москве последний раз десять лет назад.
До Твери путешественники добирались водой (по Тверце), а затем пересели в кареты. 31 мая императрица делилась дорожными впечатлениями с сыном и невесткой: «Все городки по пути стали так красивы, что приходит охота посетить один за другим» (Примечание: речь идёт о Вышнем Волочке, Торжке, Твери).
За три дня в Москве Екатерина показала спутникам свои дворцы в Петровском, Коломенском и Царицыне, городские сады и новый ростокинский водовод, устроенный по её распоряжению.
После короткой отлучки в Москву 6 июня императрица вернулась в Вышний Волочёк, где остановилась в Путевом дворце, на набережной канала, который в честь её приезда был иллюминирован тысячами светильников в глиняных плошках и массой факелов. На нём была построена пристань и галерея с балюстрадой и гирляндами.
На другой день, 7 июня, Екатерина II наблюдала ввод судов в Тверецкий шлюз, «обозревала» вышневолоцкие каналы с их сооружениями, вновь устроенный гранитный Заводской бейшлот и выпуск гружёных судов из Цнинского шлюза в озеро Мстино. Затем она отправилась из Вышнего Волочка по береговой дороге, идущей от Цнинского канала по левому берегу реки Цны, озера Мстино и реки Мсты. Сплав судов по озеру Мстино императрица смотрела с высокого берега, на котором специально для этого был устроен павильон, а выпуск судов из озера Мстино в Мсту — с галереи при Мстинском шлюзе. При этом она лично указала место для постройки нового гранитного Мстинского шлюза в двух верстах ниже по течению (был построен в 1792 г.).
Затем Екатерина II отправилась далее по Боровицкой береговой дороге, через пристани Ношкинскую и Басутинскую. На Опеченскую пристань прибыла уже поздно вечером и ночевала в доме директора «Боровицкой водяной коммуникации». Здесь её ожидал ранее прибывший сюда гофмаршал князь А. С. Барятинский, а также вице-адмирал П. И. Пущин и «находящийся при собственных Её Императорского Величества судах флота капитан Мосолов».
Утром 8 июня, императрица отправилась в Боровичи. У первого боровицкого порога Выпь, она «благоволила выйти со всею Высочайшею свитою на берег реки Мсты и изволила шествовать в нарочно приготовленную тут галерею для обозрения проводимых через пороги барок с разным грузом…». С первого проходящего судна Екатерину II приветствовали князь Г. А. Потёмкин, французский посол граф Сегюр, а также генерал-поручик Н. П. Архаров, директор водяных коммуникаций. Это было большой неожиданностью для неё. Во время прохода порогами барка дала течь, но распорядительностью Архарова и усилиями судовых рабочих неисправность была исправлена, и опасность миновала. По воспоминаниям Сегюра, императрице понравилась эта выходка, хотя она и пожурила их за излишний риск. Затем Екатерина II «изволила сесть в экипаж и шествовать 17 вёрст, до назначенной для обеденного стола станции, в город Боровичи», где остановилась в доме петербургского купца Гуттуева.
Пребывание императрицы в Боровичах была непродолжительно, уже вскоре она отправилась на Потерпелицкую пристань, куда заранее выехала часть её свиты для посадки на суда. Но и здесь государыня долго не задержалась, так как ещё до полудня последовал отвал императорской флотилии от пристани.

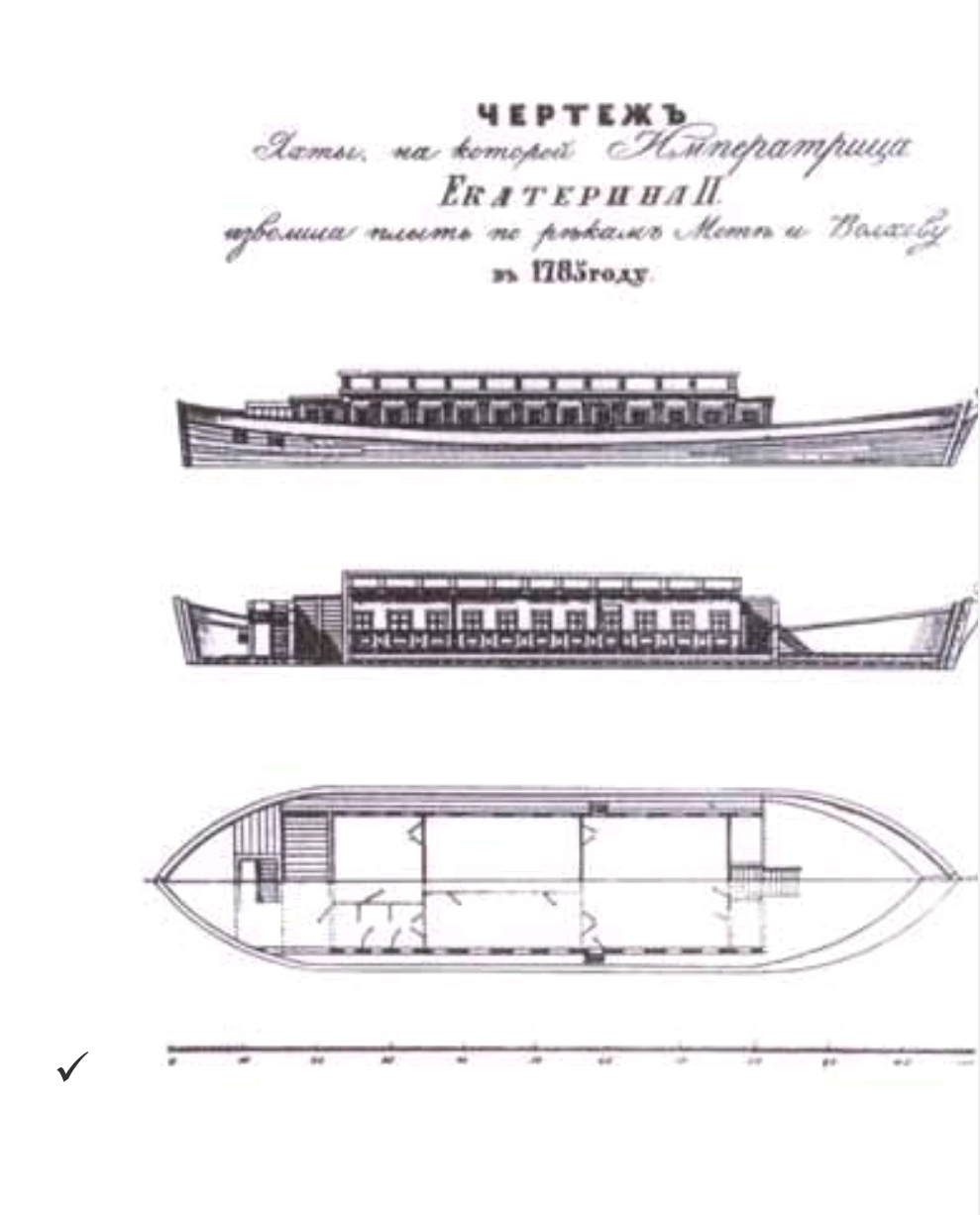
Чертёж яхты Екатерины Великой, построенной в Боровичах, на которой она осуществила водное путешествие в 1785 от Боровичей до Санкт-Петербурга. Сама яхта была подарена позже императрицей новгородскому дворянству и до начала XX века хранилась в специально построенном здании между Кремлём и Волховом на Екатерининской горке.

Французский посол Сегюр отмечал, что «мы все пересели в красивые галеры, особенно великолепной была галера, предназначенная для императрицы. В той, где поместили австрийского посла графа фон Кобенцеля, французского посланника графа фон Фитц-Гербета и меня, были три изящно убранных комнаты и хор музыкантов, будивших и усыплявших нас сладкой музыкой».
С Потерпелицкой пристани весь остальной путь по нижней части Мсты, Ильменю, Волхову, Ладожскому каналу и Неве Екатерина II совершила водою за 10 дней (вместо обыкновенных 30 дней), прибыв в Петербург 19 июня. Для этого заранее была собрана флотилия, состоящая из 30 речных судов, различной величины и назначения. Судно для самой императрицы было построено в Боровичах, а для свиты и обслуги — в Вышнем Волочке, Боровичах и на Потерепелицкой пристани. Руководил постройкой судов обер-интендант флота вице-адмирал П. И. Пущин. Под его наблюдением «все суда были оснащены, снабжены лоцманами и рабочими, одетыми в новые зелёные кафтаны с серебряными галунами, с красными кушаками и в шляпах с красными лентами». Ниже Потерпелицкой пристани по маршруту следования императрицы были устроены 17 особых станций, то есть, мест остановок, «для ночлега и обеденного стола», куда заранее были отправлены «придворные служители» и заготовлены необходимые припасы, по Мсте — 10, а по Волхову — 7 станций, в среднем — около 30 вёрст одна от другой.
В свиту Екатерины II входил и художник М. М. Иванов, зарисовавший её путешествие по Вышневолоцкому водному пути. Альбом его акварельных рисунков, хранящихся в Государственном Русском музее, даёт нам возможность представить, как это происходило.

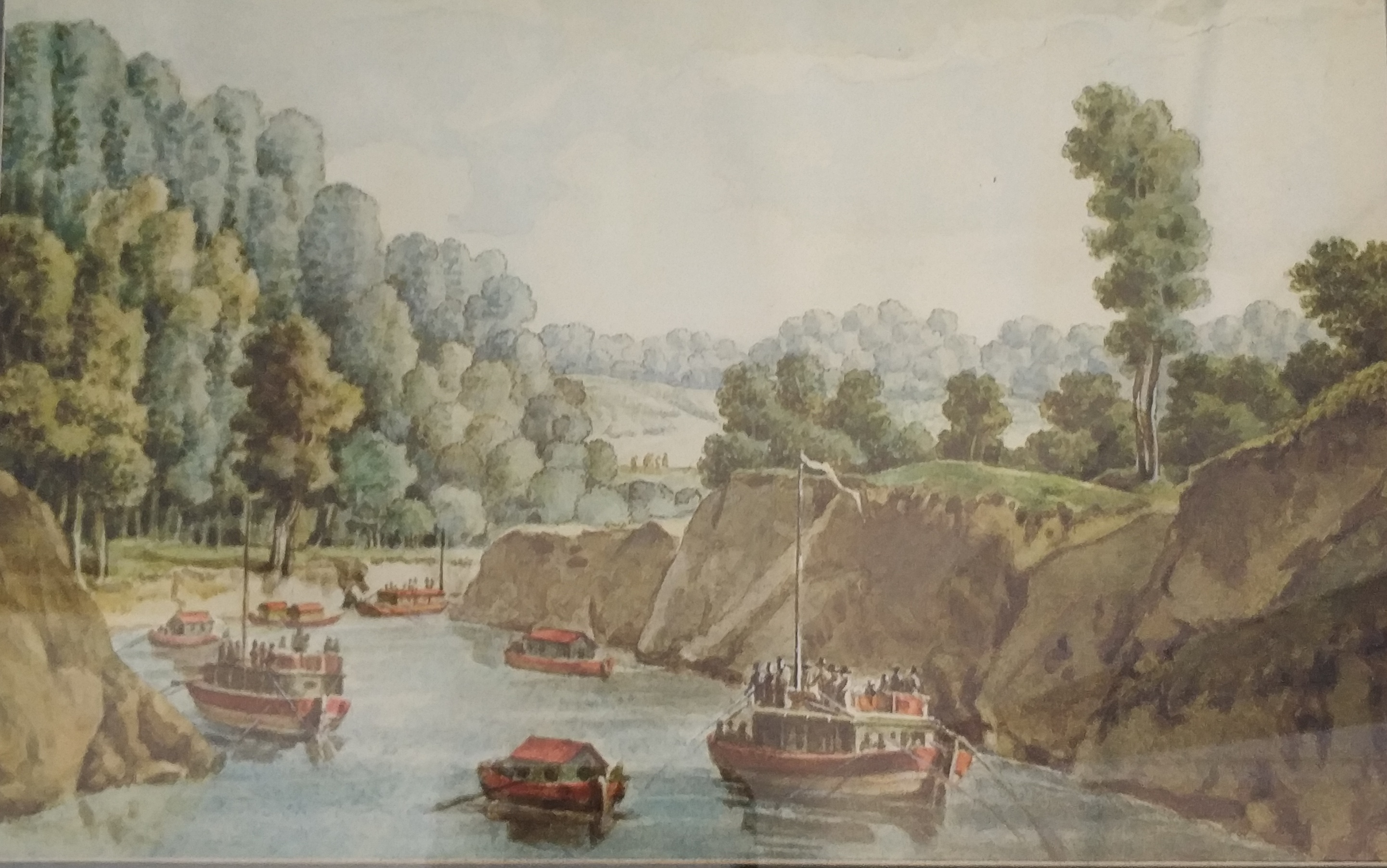
Михаил Матвеевич Иванов. Императорская флотилия на реке Мсте. 1785. Акварель

Новгородское дворянство, в числе 60 человек, провожало Екатерину II до самой Петербургской границы, «будучи преисполнено чувствований искреннейшей преданности и усердия к Августейшей своей Государыни». В благодарность за достойный приём, императрица подарило своё судно новгородскому дворянству, которое, некоторое время спустя, было возвращено из Санкт-Петербурга в Новгород.
Екатерина II была очень довольна этой поездкой «как самой весёлой», которая «когда-либо бывала на свете», и после прибытия в Новую Ладогу изволила щедро наградить тех, кто обеспечил ей это приятное и благополучное путешествие, а именно: «бывшим на судне императрицы, старшему лоцману Меркулу Лаврентьеву — 100 рублей, шести младшим лоцманам — по 75 рублей; 28 лоцманам, сверх обыкновенной платы по 18 рублей на человека, ещё по 30 рублей на каждого; 39 концевым (руководителям рулевых команд на передних или задних потесях), сверх обыкновенной платы по 12 рублей на человека, ещё по 25 рублей на каждого; 639 гребцам сверх обыкновенной платы по 9 рублей на человека, ещё по 15 рублей на каждого». В дальнейшем, из кабинета императрицы было прислано ещё 6253 рубля, которые были распределены так: «за простой рабочих в пути — 2253 рубля, на их прокорм в пути — 1000 рублей, награждения — 3000 рублей». Деньги эти приказано было разделить поровну между всеми лоцманами и рабочими, бывшими на судах во время плавания. Посыпались награды и на чиновников, в виде повышения в чинах и дорогих подарков, состоящих в «бриллиантовых перстнях, золотых и бриллиантовых табакерках, и часах дорогой цены».

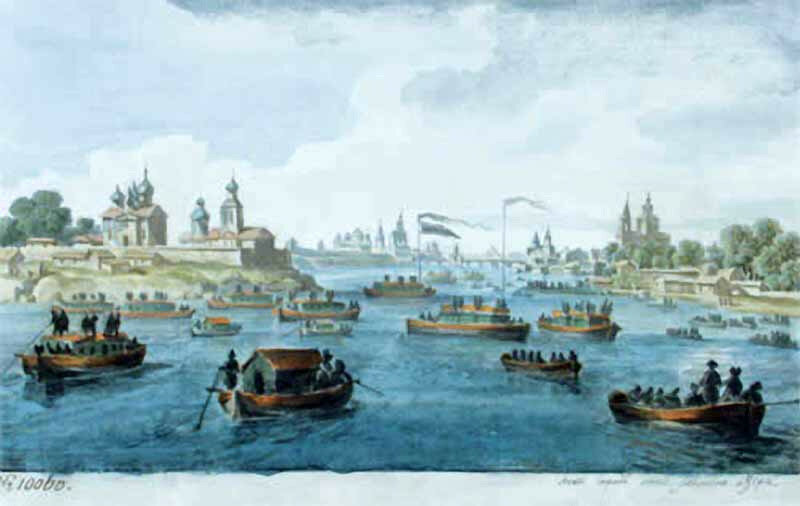
Боровицкая Императорская флотилия входит в Новгород. Михаил Иванов. Акварель 1785 г. На картине изображён момент, когда «…с Ильменя была запущена ракета, возвестившая о приближении императрицы к Новгороду. Немедленно окрестности города огласили колокольные звоны десятков церквей, а с кремлёвских стен раздался пушечный салют».

Примечательно, что принимавший участие в путешествии статс-секретарь императрицы Александр Васильевич Храповицкий был внук М. И. Сердюкова (по ходившим в обществе слухам, его мать была внебрачной дочерью Петра I) и он записывает в своём дневнике: «1785 г. …23 июня. Иоган Конрад Герард и другие Гидраулики похвалили шлюзы, изобретённые Сердюковым; приказано в честь ему поставить монумент». В Вышнем Волочке на следующий год были сооружены четыре гранитных обелиска — два по сторонам Тверецкого шлюза в устье Тверецкого канала, и два другие — у бейшлота Заводского водохранилища, рядом с усадьбой М. И. Сердюкова.
Во время пребывания в Новой Ладоге, императрица в именном указе предложила директору водяных коммуникаций генерал-поручику Н. П. Архарову принять необходимые меры по улучшению Вышневолоцкой водной системы. Практическим результатом поездки Екатерины II явился указа об отпуске ежегодно суммы в 40 тысяч рублей для реконструкции и поддержании в рабочем состоянии Вышневолоцкой водной системы.
На часть этих денег в 1786 году в Боровичах были созданы школа водных коммуникаций и больница. В 1787 году начались занятия в малом народном училище. К 1785 году в Боровичах уже имелось 16 каменных, 317 на каменном фундаменте и 373 деревянных дома, 3 кирпичных завода, мельница. А также достроен каменный Собор Введения Пресвятой Богородицы во Храм (основанный ещё в XV веке).
На площади перед собором дважды в год проходили ярмарки.

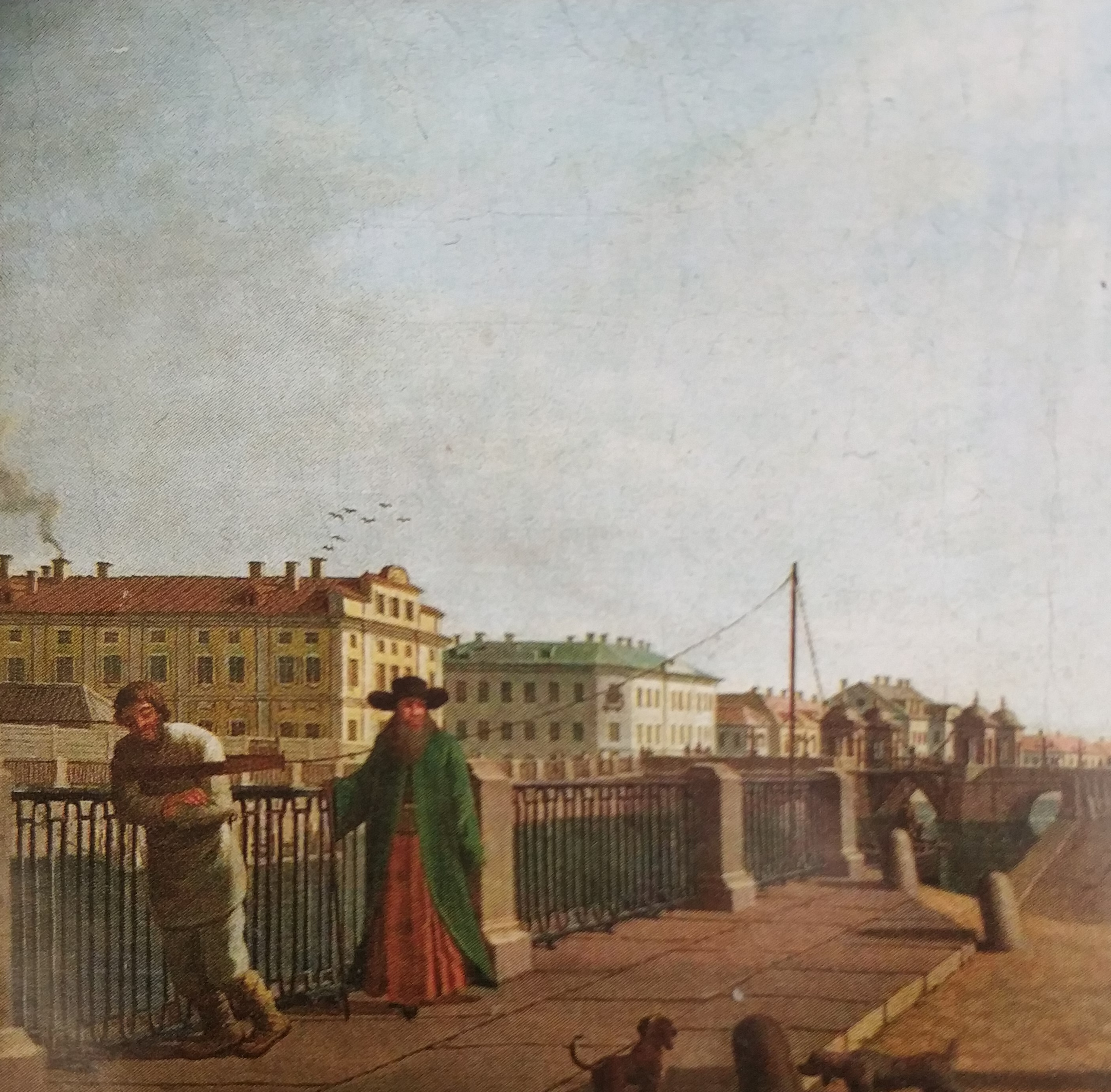
Бурлак тянет барку уже по Фонтанке в Санкт-Петербурге до конечного адресата. Примечательно, что все мосты на Фонтанке были подобные типовые разводные именно для проводки таких барок. Илюстрация демонстрирует тогдашнюю огромную роль барок, в том числе из Боровичей, в повседневной жизни столицы империи (Фрагмент картины 1798 года Бенджамина Патерсона).

#### Ссылка А. В. Суворова
История Боровичского края тесно связана с именем великого русского полководца Суворова. В 35 километрах от города находится село Кончанское-Суворовское, в котором он отбывал ссылку с 5 мая 1797 года по 6 февраля 1799 года, именно отсюда он отправился в знаменитый альпийский поход. С 1942 года там открыт «Музей-заповедник А. В. Суворова».
В бывшей старой церкви в селе ныне расположена диорама «Альпийский поход Суворова» — эпическое 16-метровое полотно со множеством действующих лиц, частично перетекающее в инсталляцию с пушками, ядрами и горящим костром.

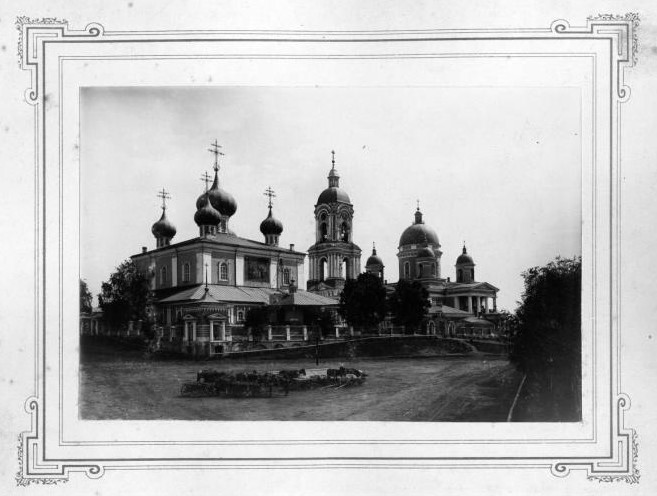
Боровичи. Собор Введения Пресвятой Богородицы (XVII—XVIII века) на переднем плане. Далее колокольня Введенского собора и Троицкий собор. Фото 1880—1910 гг.

### Боровичи в XIX и XX веках
Во время войны с Наполеоновской Францией многие жители Боровичей участвовали в военных действиях, город готовился ко встрече со стремительно наступающим врагом: были сожжены амбары с хлебом. Но до самого города французы так и не дошли. По окончании Отечественной войны, в городе неоднократно вспыхивают бунты и восстания крепостных крестьян, безуспешно ожидавших отмены рабства после войны.
В 1824 году Император Александр I посетил Боровичи.
После 1861 года, с отменой крепостничества в России, в городе начинается становление капитализма.

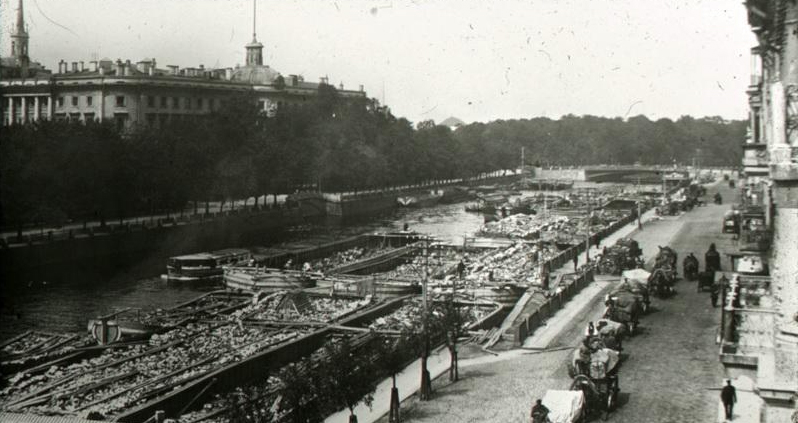
«Судоходный канал Фонтанка! Барок такая бездна, что не понимаешь, где всё это могло поместиться» (Ф. М. Достоевский).
Боровицкие лоцманы и рулевые проводили через пороги 6000 (!) барок в год, направлявшихся в Санкт-Петербург. На фотографии изображены многочисленные барки на реке Фонтанке около Михайловского замка и Летнего сада. Илюстрация демонстрирует тогдашнюю огромную роль барок, в том числе из Боровичей, в повседневной жизни столицы империи.

27 мая 1862 года в Боровичах вспыхнул огромный пожар, уничтоживший значительную часть города, что вызвало необходимость обращения погорельцев к царскому правительству за материальной помощью, которая и была им оказана субсидией 50 000 рублей под проценты.
В 1869 году Боровичи были связаны телеграфом с основной страной.
В 1876 году была построена железная дорога Боровичи-Угловка.
В 1884 году город Боровичи с инспекцией посетил Великий Князь Владимир Александрович в сопровождении гофмейстера двора, тайного советника Константина Случевского — русского поэта, писателя, драматурга и переводчика, написавшего главу о Боровичах того времени в своей книге об этой поездке «На русском севере».

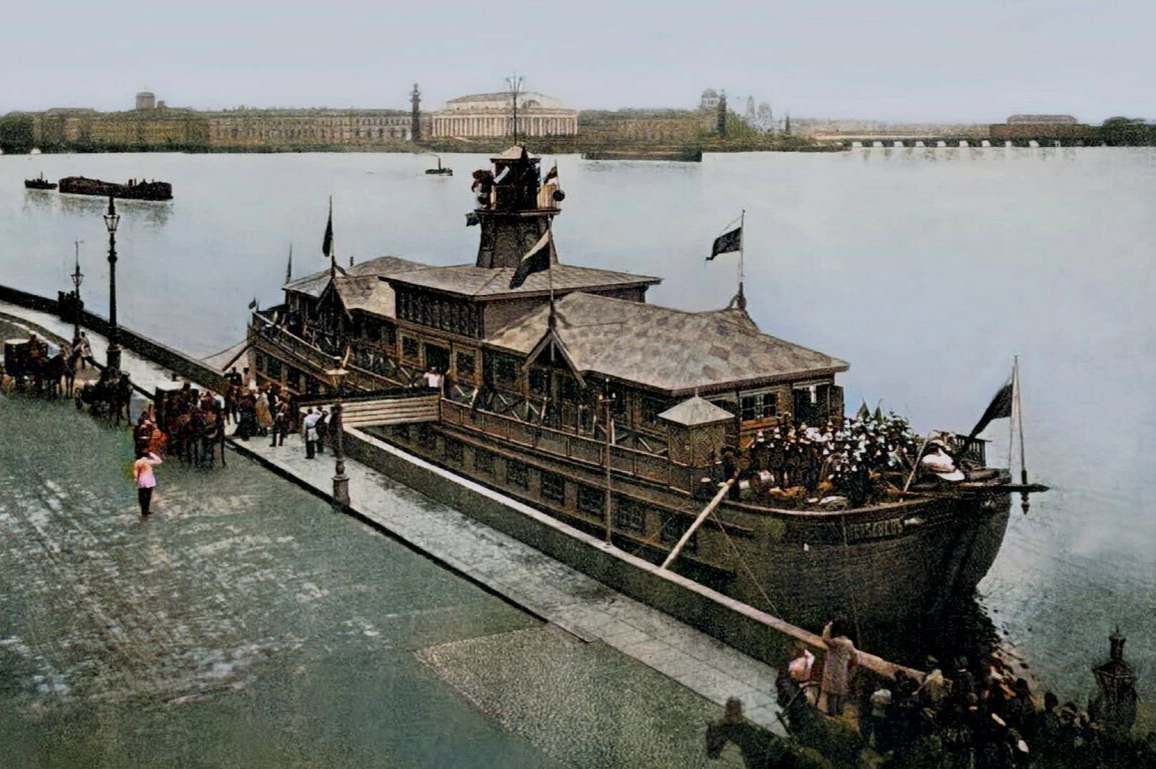
Пожарная выставка на барке на Дворцовой набережной Невы перед Эрмитажем. На заднем плане видны многочисленные буксиры, тянущие гружённые барки. Иллюстрация демонстрирует тогдашнюю огромную роль барок, в том числе из Боровичей, в повседневной жизни столицы империи.

В 1893—1905 годах городским головой Боровичей был купец 1-й гильдии Матвей Яковлевич Шульгин, много сделавший для развития образования и благоустройства города, в частности, благодаря его усилиям был построен железный арочный мост через реку Мсту.

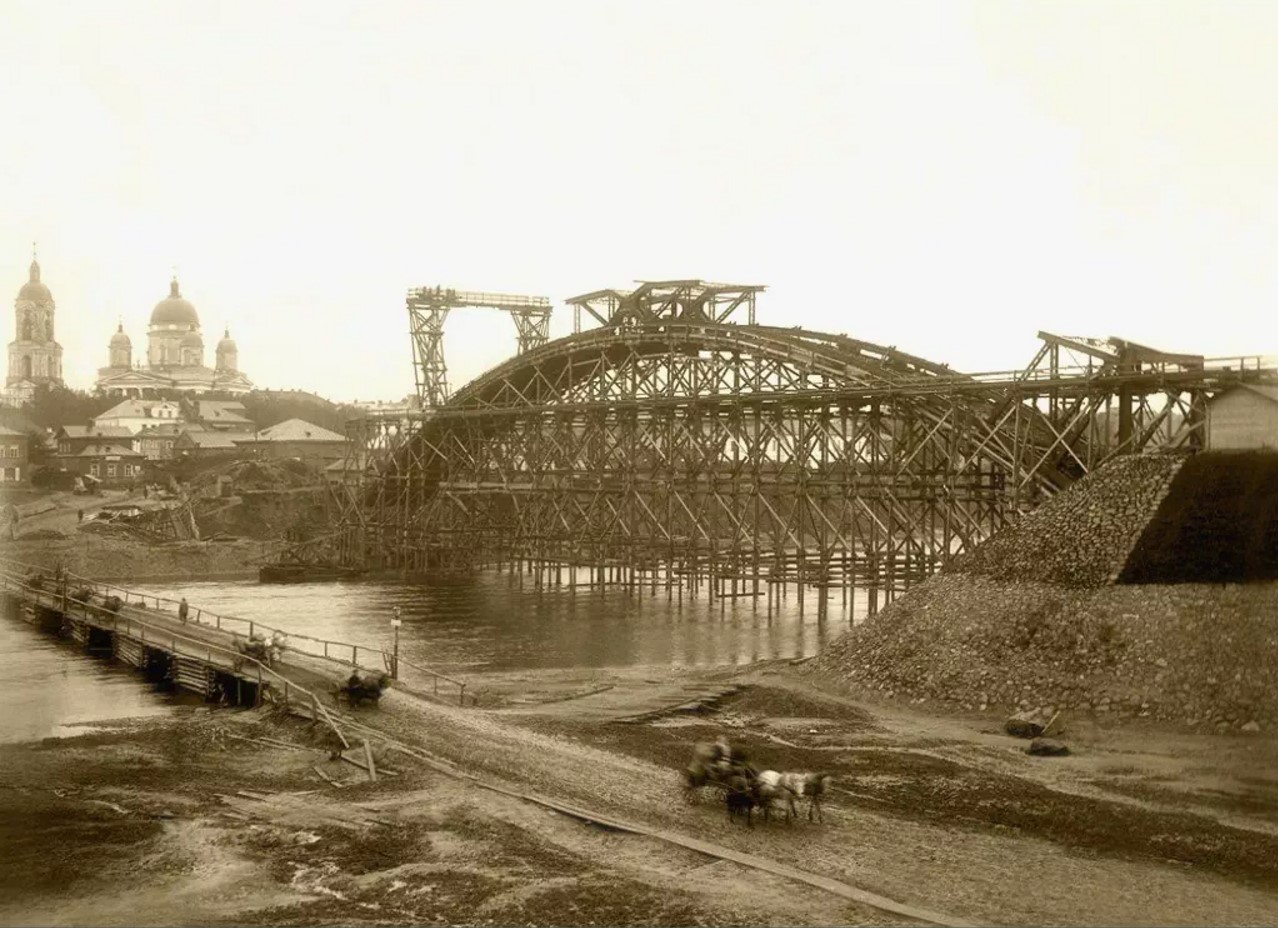
Строительство моста Белелюбского. 1904

В 1874 году, по инициативе земства было организовано Сельскохозяйственное общество, задачей которого была консолидация сил, направленная на развитие в уезде сельского хозяйства и промышленности. По его инициативе в 1894 году состоялась первая сельскохозяйственная кустарно-промышленная выставка в Боровичах, учреждённая под покровительством принца Ольденбургского, «видя её безусловную полезность для края между двумя Российскими столицами».
В 1906 г. выходит первая местная
газета — «Боровичский листок», а с 1908 г. — газета «Мстинская волна», выходящая и сейчас
в качестве приложения к газете «Красная искра».
М. Я. Шульгин и И. Ф. Новак пытались организовать телефонную связь в городе Боровичи уже в самом начале XX века.
В 1915 году в городе наконец появилась общая телефонная сеть. (Телефон на железной дороге уже существовал с 1886 года).
Промышленное развитие города связано с производством огнеупорных кирпичей для металлургической промышленности в первую очередь и началось в 70-х годах XIX века.
После открытия в 1810 году Мариинской водной системы, открытия в 1851 году Николаевской железной дороги и, особенно, после открытия в 1870 году Рыбинско-Бологовской железной дороги значение Мсты как важнейшей государственной водной транспортной артерии практически утратилось, и развитие огнеупорной промышленности стало новым этапом в истории города.

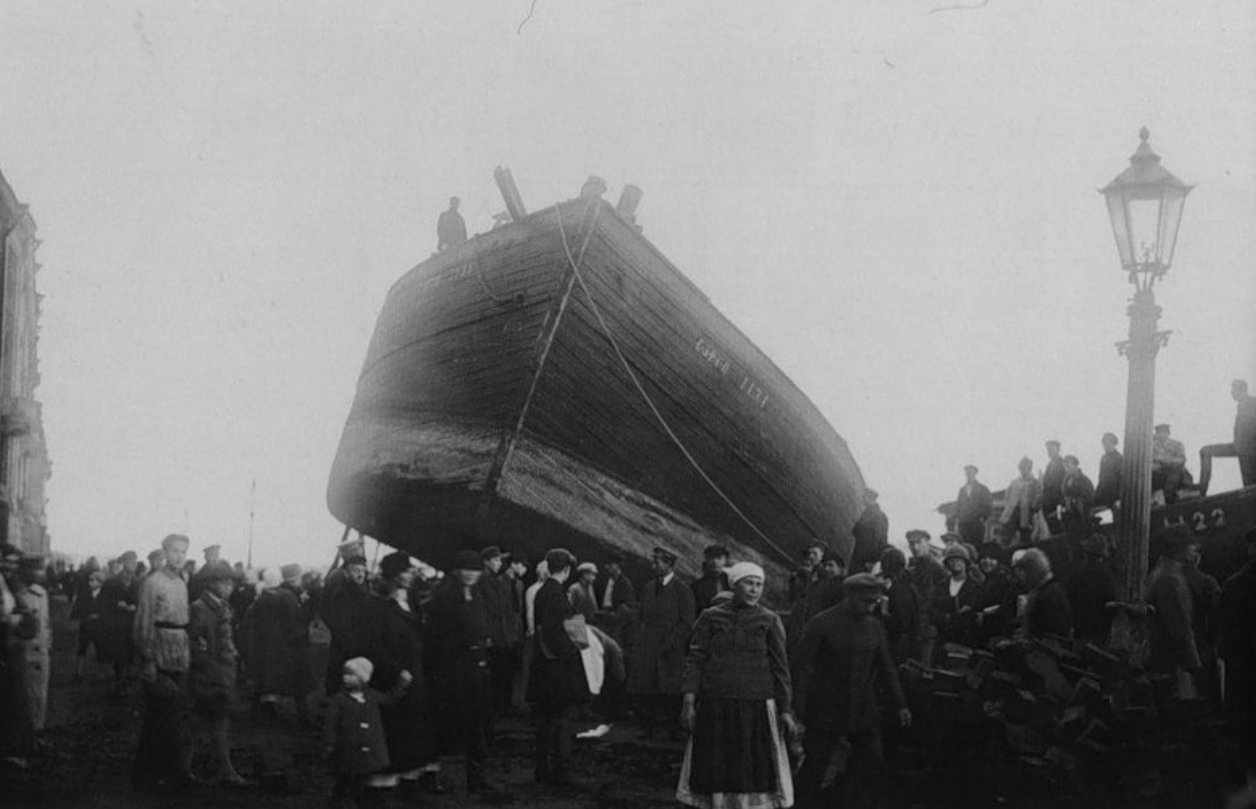
Барка типовая, выброшенная наводнением на набережную Петербурга

В окрестностях Боровичей были обнаружены большие запасы извести, серного колчедана, бурого угля и огнеупорных глин. Ещё в 1786 году в устье Крупы, притока Мсты, была пробита первая в России штольня для добычи бурого угля. В 1855 году недалеко от Боровичей Эммануил Эммануилович Нобель основал первый завод огнеупорных изделий.
Ещё одним крупным предприятием города является Боровичский комбинат строительных материалов, основанный в 1910 году. Комбинату принадлежит единственная в Новгородской области и одна из немногих в России электрифицированная узкоколейная железная дорога длиной свыше 2 километров.
Во время Первой Мировой Войны 1914—1918 гг. Боровичи приняли значительное количество раненых с фронта, о чём гласит надпись на сохранившемся в городе памятнике воинам, умершим от ран.
28 октября (10 ноября) 1917 года, когда власть в городе взял в свои руки Совет рабочих и солдатских депутатов, в Боровичах была установлена Советская власть.

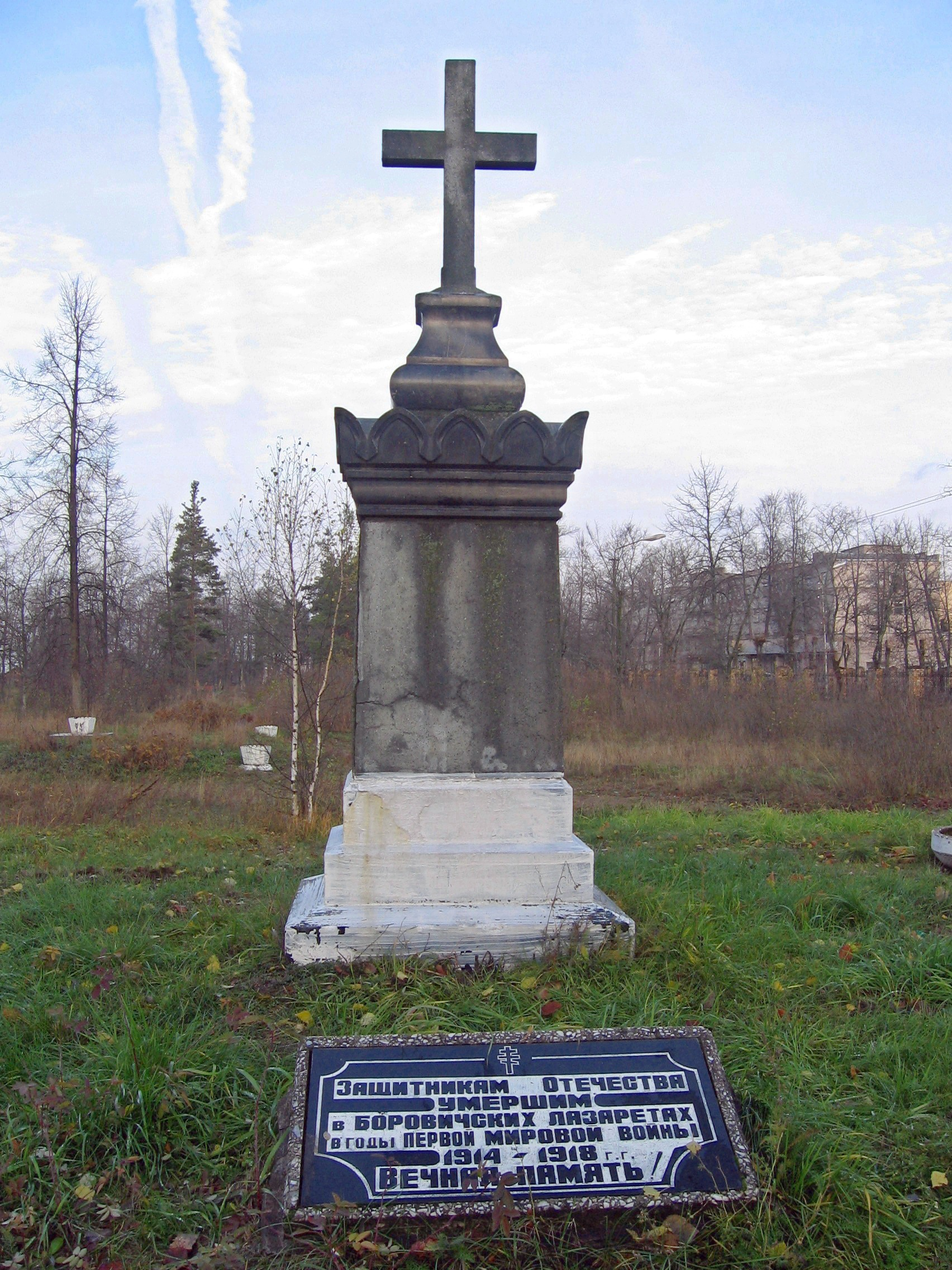

Установление советской власти в городе было мирным, значительную роль в нём сыграли
большевики латышского происхождения (М. А. Реппо, Р. К. Пуцит, А. О. Каршеник и др.) — их именами назван ряд улиц города.
16 января 1918 года в Боровичах произошло выступление горожан против действий Советской власти по учёту монастырского имущества.
В 1918 году в Боровичах открыли первую в России фабрику великорусских народных музыкальных инструментов «Русская балалайка». Из небольшой артели она превратилось в производство, на котором трудилось более 200 человек.
В 1930-х годах был полностью снесён Собор Введения Пресвятой Богородицы, разрушена колокольня и сняты купола и башни у Троицкого собора, превращённого в дом культуры.
26 февраля 1930 года лётчик ОСОАВИАХИМа В. П. Чкалов и его авиамеханик Иванов прибыли в Боровичи для перегонки в Ленинград опытного нового самолёта-лодки «Ш-1», который застрял здесь на аэродроме из-за неблагоприятной погоды. После вылета самолёт из-за ухудшившихся метеоусловий потерпел крушение над станцией Вялки. При этом в ходе расследования выяснилось, что Чкалов успешно вписал самолёт в предельный габарит пространства под мостом, спасая машину, и показал исключительные лётные навыки и самообладание. После этого случая его пригласили в отряд лётчиков-испытателей.
В 1939 году в Боровичах и окрестностях был образован ИТЛ (исправительно-трудовой лагерь) на строительстве Мстинской гидроэлектростанции. К 1940 году численность заключённых на строительстве достигала 40 тысяч, при том, что в самих Боровичах было тогда всего 35 тысяч жителей. Строительство Боровического гидроузла велось до начала военных действий в 1941 году, строители успели соорудить каналы в обход Мсты и котлован ГЭС.
Заключёнными в лаготделениях были заняты здание бывшей Спасской церкви, Устье, Боровичи-Бобровик, Опочно, Шиботово, Свято-Духов монастырь, значительная их часть находилась в селе Ёгла.
В апреле 1941 года Боровичский горисполком принял решение разместить в здании Успенской церкви склад управления строительства Мстинской ГЭС. С началом войны работы приостановились, часть заключённых призвали в армию, других направили на строительство оборонительных сооружений.

#### Город во время Великой Отечественной войны
В Боровичах, входивших до 1944 года в Ленинградскую область, в предвоенные месяцы 1941 года располагался штаб 177-й стрелковой дивизии и происходило её формирование и пополнение из военнообязанных жителей города и окрестных районов.
Командовал дивизией в этот период полковник Андрей Фёдорович Машошин (1893—1964) — советский военачальник, будущий генерал-майор. Участник Первой мировой, Гражданской, Советско-финской и Великой Отечественной войн. Полный Георгиевский кавалер, имевший крайне необычную биографию.
В дивизии на Лужском рубеже воевал рядовым и сын А. Ф. Машошина Борис.
Дивизия прошла славный боевой путь. Её районами боевых действий были:
1941: Бои на Лужском оборонительном рубеже 
1941: Бои на Невском пятачке
1942: Любанская наступательная операция 
1943: Мгинская операция 
1944: Ленинградско-Новгородская наступательная операция 
1944: Новгородско-Лужская наступательная операция 
1944: Бои на Нарвском плацдарме 
1944: Выборгско-Петрозаводская операция 
1944: Выборгская операция
1945: Блокирование Курляндского котла
Пополнение дивизии в Боровичах шло по большей части опытными бойцами — участниками финской кампании. Данный факт оказал существенное влияние на боевые возможности дивизии на Лужском рубеже.
Немецкие источники из подразделений, атаковавших позиции 177-й сд, отмечают, что им пришлось столкнуться с «русскими элитными войсками».
Фридрих Хуземан (Friedrich Husemann) из 4-й полицейской дивизии писал в книге об истории своей дивизии: «В течение всего дня (10 августа 1941 г.) шли свирепые наступательные и оборонительные бои против русских элитных войск.
… Притоку раненых всё ещё не видно конца. Боже мой, весь батальон перебили, что ли?».
Ханс Пихлер (Hans Pichler) (военный врач 4-й полицейской дивизии) вспоминал эти бои так: «12.8.41. Русские обороняются как дикие звери…Они подпускают наших солдат на 10—15 метров и открывают шквальный пулемётный огонь из ранее незамеченных огневых точек.
Теперь мы понимаем, что здесь нам противостоят очень сильные и отборные элитные подразделения…Луга стала для нас Адом».
Andre Bonya из 4-й полицейской дивизии : «Стало очевидным, что русские дерутся до последнего патрона. Часто на отдельных участках приходилось подавлять сопротивление до тех пор, пока в живых не оставалось никого».
Памятники и мемориалы, посвящённые обороне Лужского рубежа
По воспоминаниям местных жителей:
«высоту, где расположена деревня Вяжище, немцам удалось взять ценой больших потерь. После боя весь склон и поле наверху были покрыты телами наших и немецких солдат».
177-я стрелковая дивизия Лужского участка обороны, прикрывая важнейшее направление на Ленинград через город Лугу и, имея перед собой три дивизии противника, занимала оборону на фронте 22 км, вместо положенных 10 км.
В течение июля — августа боровицкая 177-я стрелковая дивизия дралась против отдельных частей 1-й, 6-й и 8-й танковых дивизий вермахта, 269-й пехотной дивизии, 3-й моторизованной дивизии, 4-й полицейской дивизии.
Командир 4-й полицейской дивизии группенфюрер СС Артур Мюльферштедт был вынужден лично поддержать атаку своих солдат 10 августа 1941 г., во время которой он был убит разорвавшейся миной в полосе обороны 486 полка 177 стрелковой дивизии, возле деревни Смерди. Он оказался первым эсэсовским генералом, погибшим во 2-й мировой войне. До войны этот эсэсовец отвечал за безопасность проведения мероприятий с участием Гитлера.
Немецкий командующий генерал Рейнхардт ставит в известность генерала Ландграфа «Лужский рубеж — последнее препятствие перед Ленинградом», «Если дивизия еще сегодня достигнет преодоления лужского рубежа, выйдет экстренное сообщение, и решится судьба войны».
В архиве Министерства обороны СССР в формулярах 177-й стрелковой Любанской дивизии Волховского фронта есть запись:
«…За проявленный героизм и упорство в боях в течение сорока семи дней под городом Луга весь личный состав дивизии получил приветствие и благодарность в приказе Главкома Северо-Западного направления маршала Советского Союза тов. Ворошилова…»
По итогам боёв на Лужском рубеже в «Краткой Боевой характеристике 177 стр. дивизии» сказано:
«Решением Военного Совета Ленинградского фронта и личным указанием секретаря ЦК ВКП(б) товарища Жданова — 177 стрелковая дивизия как лучшая дивизия фронта, имеющая большой боевой опыт, к 18 октября 1941 года полностью была восстановлена»
Девяти боровичанам за подвиги в годы войны было
присвоено звание Героя Советского Союза.
Горожане работали на строительстве линии укреплений Боровичи-Перёдки-Хоромы-Волгино на правом берегу реки Мсты. К концу 1943 года были созданы две линии противотанковых рвов с дзотами и окопами. В населённых пунктах были построены траншеи для укрытия от воздушных налётов.
В годы войны сами Боровичи стали ближним тылом фронта и не узнали ни уличных боёв, ни артиллерийских обстрелов и перенесли лишь отдельные очень немногочисленные бомбёжки окраин. На городском кладбище захоронены курсанты аэроклуба и лётчики-инструкторы, погибшие 30 июля 1941 г. во время германской бомбардировки аэродрома в Боровичах (там базировался советский 288-й штурмовой авиационный полк).
Хотя ближайшая линия фронта находилась всего лишь в 30 километрах от Боровичей, отсутствие регулярных бомбёжек, вероятно, можно объяснить тем, что немецкая авиация фронта была очень плотно и очень долго занята снабжением по воздуху своих многочисленных окружённых войск, находящихся неподалёку от Боровичей в Демянском котле. А также сыграло свою роль то, что стратегически самый важный городской объект — комбинат огнеупоров «Красный керамик» был успешно эвакуирован, причём первая эвакуация самого ценного оборудования случилась уже в июле-августе, а вторая — в ноябре-декабре 1941 года. К тому же, немногочисленные на первоначальном этапе войны раненые немецкие пленные лечились в различных госпиталях города в почти равных условиях с советскими бойцами, а лагерные объекты с пленными были расположены во многих местах по окраинам.
Работа стратегического комбината огнеупоров была восстановлена уже в мае 1942 г. по решению Государственного комитета обороны. Создано новое технологическое оборудование, укомплектованы бригады заводов, шахт. В 1943 году завод произвёл 95 тысяч тонн огнеупоров, крайне необходимых для металлургического производства и создания оружия. Героический труд коллектива в годы войны был награждён Правительством страны Орденом Отечественной войны I степени.
«Боровичи стали подлинным городом-госпиталем. Здесь их развёрнуто 22», — так написал в своих дневниках знаменитый военный хирург Вишневский, много работавший в войну в городе. Под госпитали было отдано 10 школ, 5 жилых домов, 9 административных зданий.
Номера эвакуационных госпиталей, находившихся в Боровичах: 1103, 1176, 1326, 1400, 1409, 1970, 1973, 1987, 2018, 2019, 2069, 2344, 2547, 2747, 2750, 2755, 2762, 3103, 3743, 3810.
Большинство госпиталей были хирургического типа, несколько — смешанного типа, а также инфекционный, туберкулёзный, для психически больных и сортировочно-эвакуационный.
Самым тяжёлым периодом было лето 1942 года, когда поступили в госпиталь бойцы 2-й Ударной армии, вышедшие из окружения под Мясным Бором.
На поездах-летучках в город доставляли до тысячи раненых в сутки. По неполным данным, в госпитали поступило более 70 тысяч раненых. До 80 процентов бойцов возвращались на фронт. Четыре тысячи бойцов и офицеров умерли от ран.
Вся промышленность была переведена на военные рельсы. «Всё для фронта, всё для победы!»
Предприятия Боровичей в военные годы работали на фронт. В их числе: комбинат огнеупоров «Красный керамик», артели «Обувщик», «Красный Октябрь», «Труд», «Русская балалайка», механический завод № 17 и другие.
На предприятиях изготавливали приклады для оружия, катки для аэродромов, прицепные сани, зарядные ящики, понтоны. Было налажено производство корпусов  для мин и ручных гранат. Выпускались предохранители для противотанковых мин. Выпускали миномёты, снаряды, оборудование для походных хлебозаводов, котлы для приготовления пищи, армейские котелки, походные бани, печки-буржуйки для землянок, вязали свитера, подшлемники, обмотки, перчатки, шили гимнастёрки, брюки. Ликёро-водочный завод занимался производством зажигательных смесей.
Город принял детей-сирот в свои детские дома.
В 1949 году на городском кладбище устанавливается первый памятный обелиск советским воинам, умершим в Боровичских госпиталях (свыше 4 тысяч человек).
В феврале 1942 года на территории ИТЛ создан сборно-пересыльный пункт для бывших военнослужащих Красной Армии, попавших в плен или вышедших из окружения. В том же году пункт преобразован в лагерь-распределитель НКВД для военнопленных и становится одним из лаготделений лагеря № 270 для военных преступников под Боровичами в селе Ёгла.
Кроме них, в лагере было много интернированных в конце 1944 года солдат Армии Крайовой. Ёгольский лагерь не был только рабочим лагерем, здесь подлечивались и восстанавливали силы ослабленные. Восстановивших силы снова отправляли в рабочие лагеря, здесь же они занимались самообслуживанием, оборудованием лагеря и помогали колхозам. В с. Ёгла на сельском кладбище созданы памятные знаки умершим раненным из военнопленных в этих лагерях 306 немцам, 32 австрийцам и 30 венграм, мемориал интернированным и умершим от ран 96 жолнежам польской Армии Крайовой.
Во время войны в город были эвакуированы Ленинградская областная филармония, ленинградский областной театр оперетты, в котором с 1944 года выступала Галина Вишневская, областные театры драмы и кукольный, которые выступали перед ранеными, на сцене гортеатра, в соседних районах, выезжали на фронт. За отсутствие бомбёжек и активную концертную деятельность артистов в госпиталях города сами Боровичи получили среди раненных и курсантов окрестных военных спецшкол ироническое наименование «Маленький Париж».
В 1943—1947 годах была осуществлена реконструкция Вышневолоцкой водной системы, в ходе которой был построен пятикилометровый Ново-Тверецкий канал между Вышневолоцким водохранилищем и Тверцой. Если ранее большая часть вод Цны и Шлины направлялась в Мсту, то теперь воды были развёрнуты в Тверцу через новый канал для улучшения водоснабжения Москвы (что дало возможность увеличить на 5 % водозабор столицы). Это привело к тому, что Тверца стала гораздо более широкой и полноводной рекой, чем была исторически, и к обратному эффекту для Мсты, которая сильно обмелела.

#### Город в послевоенный период
После войны рассматривались планы построить в Боровичах металлургический комбинат с достройкой водохранилищ, ГЭС, каналов, шлюзов и развитием по ним судоходства. Но изыскания показали, что воду в водохранилищах будет не удержать, она просочится через пористые известняки.
16 сентября 1966 года в черту города был включён рабочий посёлок Вельгия (в 1959 году имел 5,4 тысяч жителей).
В Боровичах был крупнейший из двенадцати в Советском Союзе обозостроительный завод «Смена». Ещё в восьмидесятых годах XX века в месяц здесь выпускали до двух тысяч самых разных экипажей и телег: раздвижных, с автомобильными колёсами, на пневматическом ходу, одноконных и пароконных, с наклоном вперёд, для киностудий и на экспорт. Поставки шли на Дальний Восток, в Сибирь, Среднюю Азию, Белоруссию, Украину, ГДР. По количеству поданных вагонов на отгрузку продукции «Смена» часто соперничала со стратегически важным комбинатом огнеупоров — ведущим градообразующим предприятием Боровичей.
Постсоветский период оказался непростым для города. Численность населения
снизилась (с 63 000 чел. в 1989 г. до 48 700 в 2020 г.), ряд предприятий переживали
трудности или даже обанкротились, был заметен существенный рост преступности и социального
расслоения. Однако город сохранил
определённый динамизм и даже роль промышленного центра Северо-Запада России.
Положительно оценивают многие боровичане
деятельность В. Н. Огонькова, на протяжении 11 лет стоявшего во главе города — сначала в
качестве руководителя партийной организации, а затем городской и районной
администрации. После его смерти в 1999 г. ему было посмертно присвоено звание почётного
гражданина Боровичей, его именем назван городской молодёжный центр.
Распоряжением Правительства РФ от 29 июля 2014 года № 1398-р «Об утверждении перечня моногородов» городское поселение город Боровичи включено в категорию «Монопрофильные муниципальные образования Российской Федерации (моногорода), в которых имеются риски ухудшения социально-экономического положения».
В апреле 2019 Правительство России выпустило постановление о создании территории опережающего социально-экономического развития «Боровичи».
Это позволит к 2028 году диверсифицировать экономику города, снизить зависимость от градообразующего предприятия — ОАО «Боровичского комбината огнеупоров», повысить инвестиционную привлекательность города, создать около 1050 постоянных рабочих мест, привлечь более 3,2 млрд рублей инвестиций.
В 2019 году началась практическая реализация проекта «Умного города» России, который г. Боровичи, как участник проекта среди других конкурсно отобранных 36 городов, должен реализовать до 2024 года. Стандарт «Умного города» включает в себя цифровизацию городского управления, ЖКХ, транспортной системы, систем безопасности. Первая задача согласно этому проекту — внедрение цифровых платформ вовлечения граждан в городские процессы.
В 2020 году Боровичи победили среди других 300 участников во всероссийском конкурсе «Малые города России», организованном по поручению Президента РФ для создания комфортной городской среды.
Проект архитектурного бюро «М4» и главного архитектора Боровичей Елены Тимофеевой по благоустройству набережной Октябрьской революции
реализуют в 2020—2021 годах. Город по результатам конкурса получил до 70 миллионов рублей на проектную реконструкцию правобережной стороны набережной от моста Белелюбского вверх по течению реки.

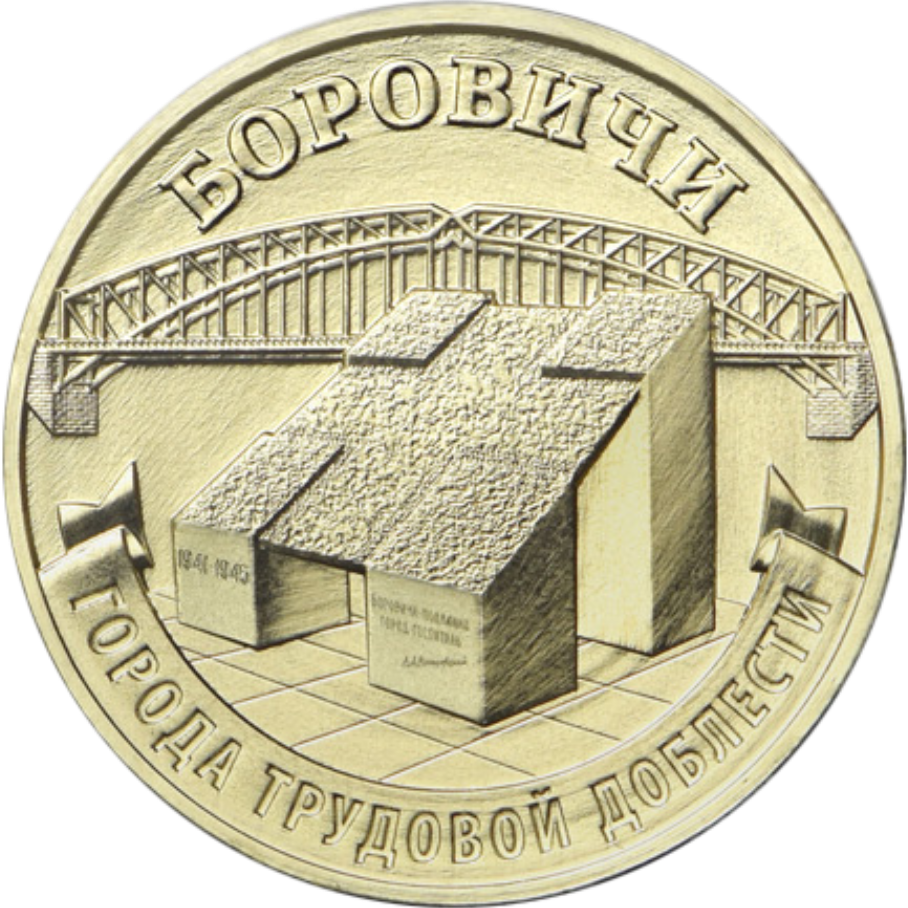
Монета 10 рублей 2021 года из серии "Города трудовой доблести: на переднем плане реверса монеты изображён памятник, посвящённый присвоению Боровичам звания Города трудовой доблести, на нём стилизованное изображение медицинского креста

В 2021 году Банк России открыл новую серию памятных десятирублёвых монет «Города трудовой доблести» выпуском монеты «Боровичи» тиражом 1 000 000 экземпляров.
В мае 2021 года Боровичи удостоены почётного звания «Литературный город России» согласно решению Секретариата Союза Писателей России.

### 250-летие города Боровичи
2020 год — год юбилея присвоения статуса города Боровичам в 1770 году по указу Императрицы Екатерины II.
Проведение 250-летнего юбилея города Боровичи должно стать катализатором социально-экономического развития, содействовать формированию нового, позитивного облика города, привлекательного для туризма и повышению качества жизни боровичан.
В связи со сложившейся ситуацией с коронавирусом, решением Совета депутатов города Боровичи от 25.08.2020 № 299 празднование 250-летия города Боровичи вторично перенесено, теперь на 2021 год.

## Достопримечательности

### Природоохранная зона «Горная Мста»

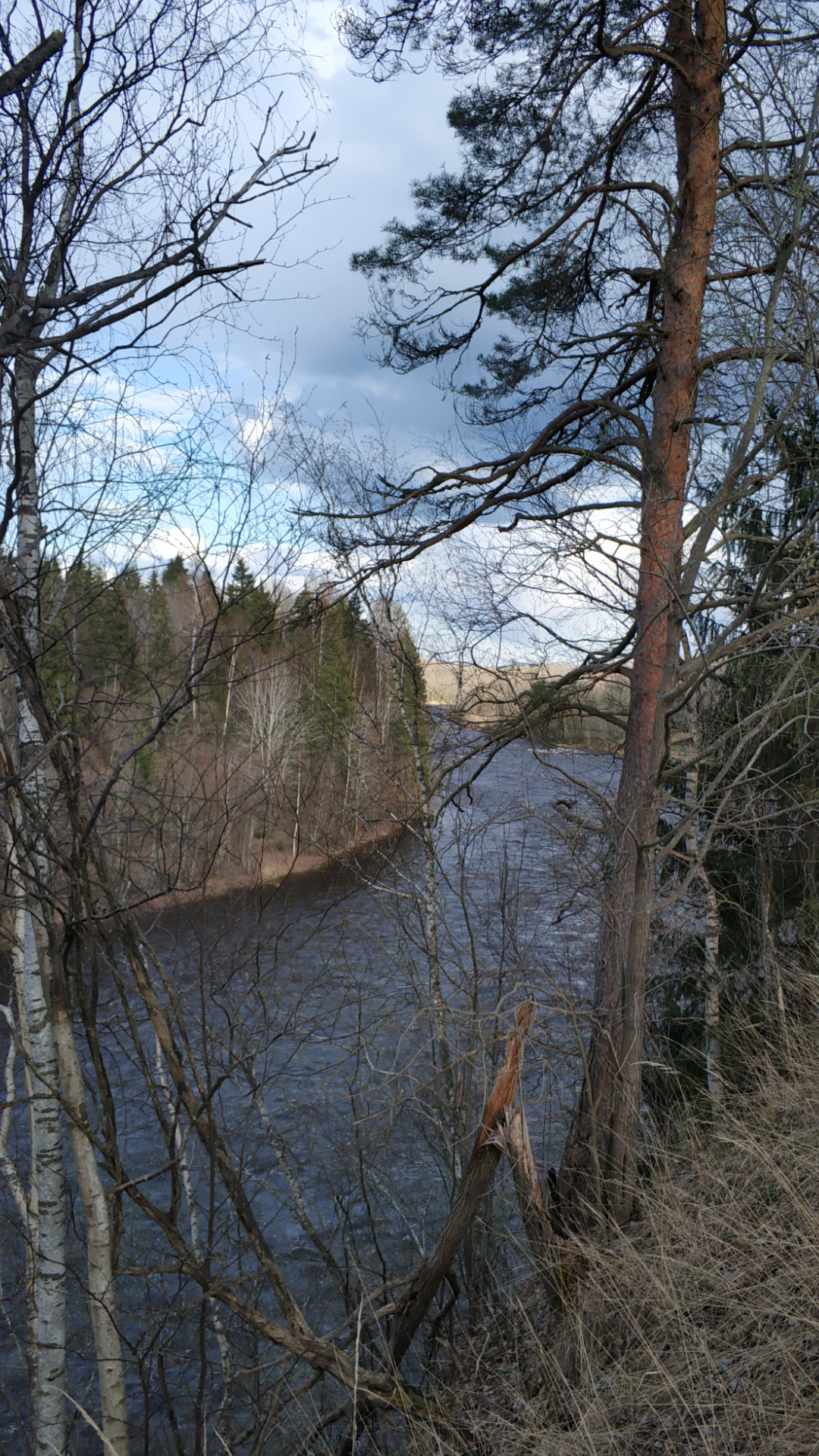
Участок Горной Мсты со спокойным течением

Участок реки Мста длиной 30 км между селом Опеченский Посад и Боровичами относится к природоохранной зоне «Горная Мста». Мстинские (Боровицкие) пороги — одно из самых популярных мест водного туризма в средней полосе России наряду с находящимся неподалёку Слаломным каналом на притоке Мсты реке Перетне в Окуловке. От села Опеченский Посад к Боровичам осуществляются сплавы на рафтах и байдарках. Наиболее бурная вода на Мсте весной, в апреле-мае.
Всего на Мсте насчитывается около 50 порогов и сливов, 30 из которых находятся на участке Опеченский Посад — Боровичи. Все они образованы на выходах плотных известняков. Наиболее известные пороги: Малый порог, Большой порог, Шивера у Понеретки, Лестница, Егла, Углинский.

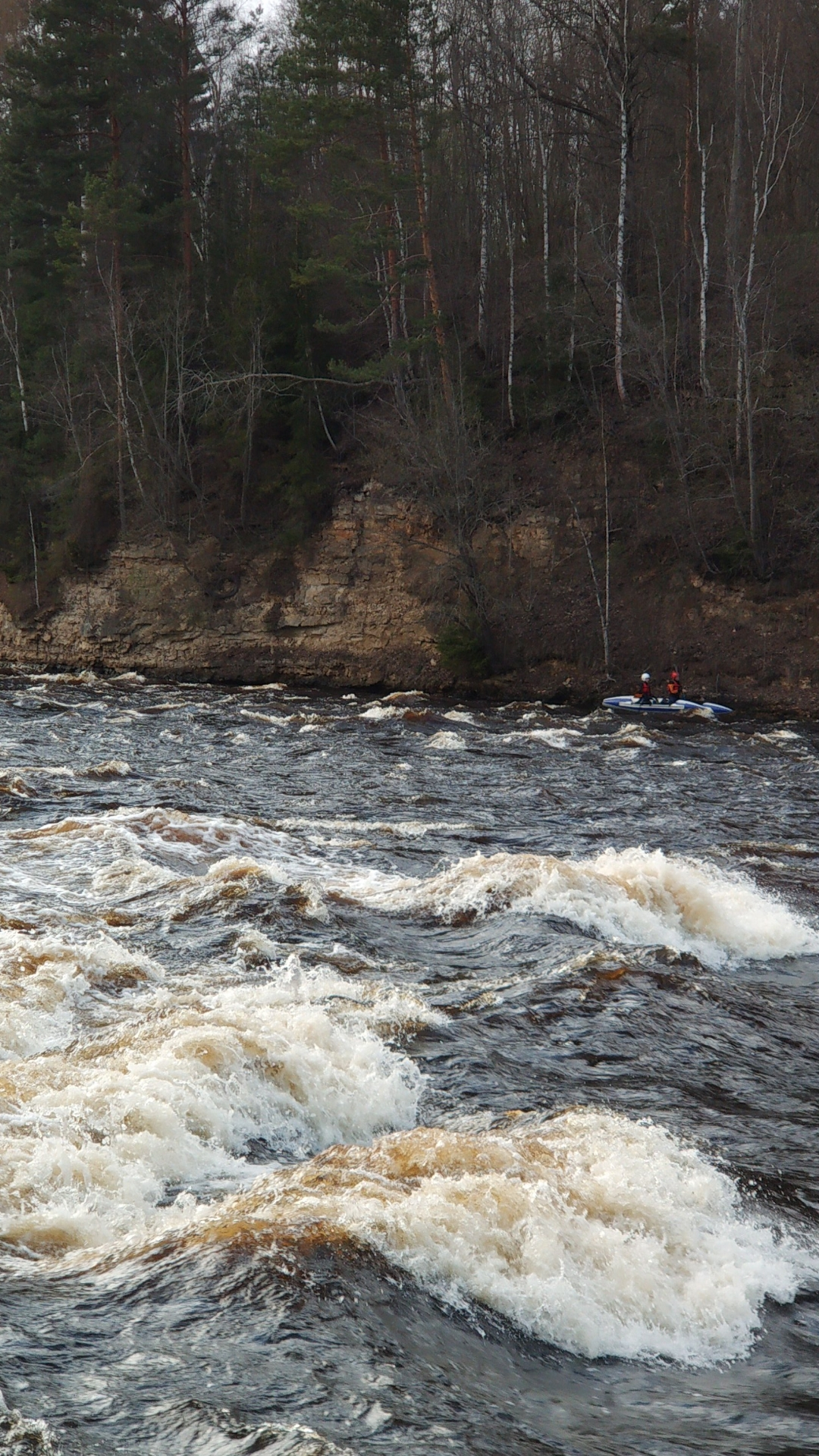
Дети-спортсмены тренируются на майской воде на
одном из Боровичских порогов

В природоохранной зоне также находится памятник природы, левый приток Мсты река Понеретка, которая образует одну из крупнейших пещерных систем в центральной части Русской платформы. В пещерной системе Понеретки есть подземные залы, лазы, озёра и ямы с водой, ходы, сифоны, уступы и даже галереи длиной в десятки метров и высотой в рост человека.
Пещера доступна лишь летом в межень или зимой в сильный мороз. Протяжённость пещеры 1430 м, глубина залегания 4 м, вторая категория сложности.

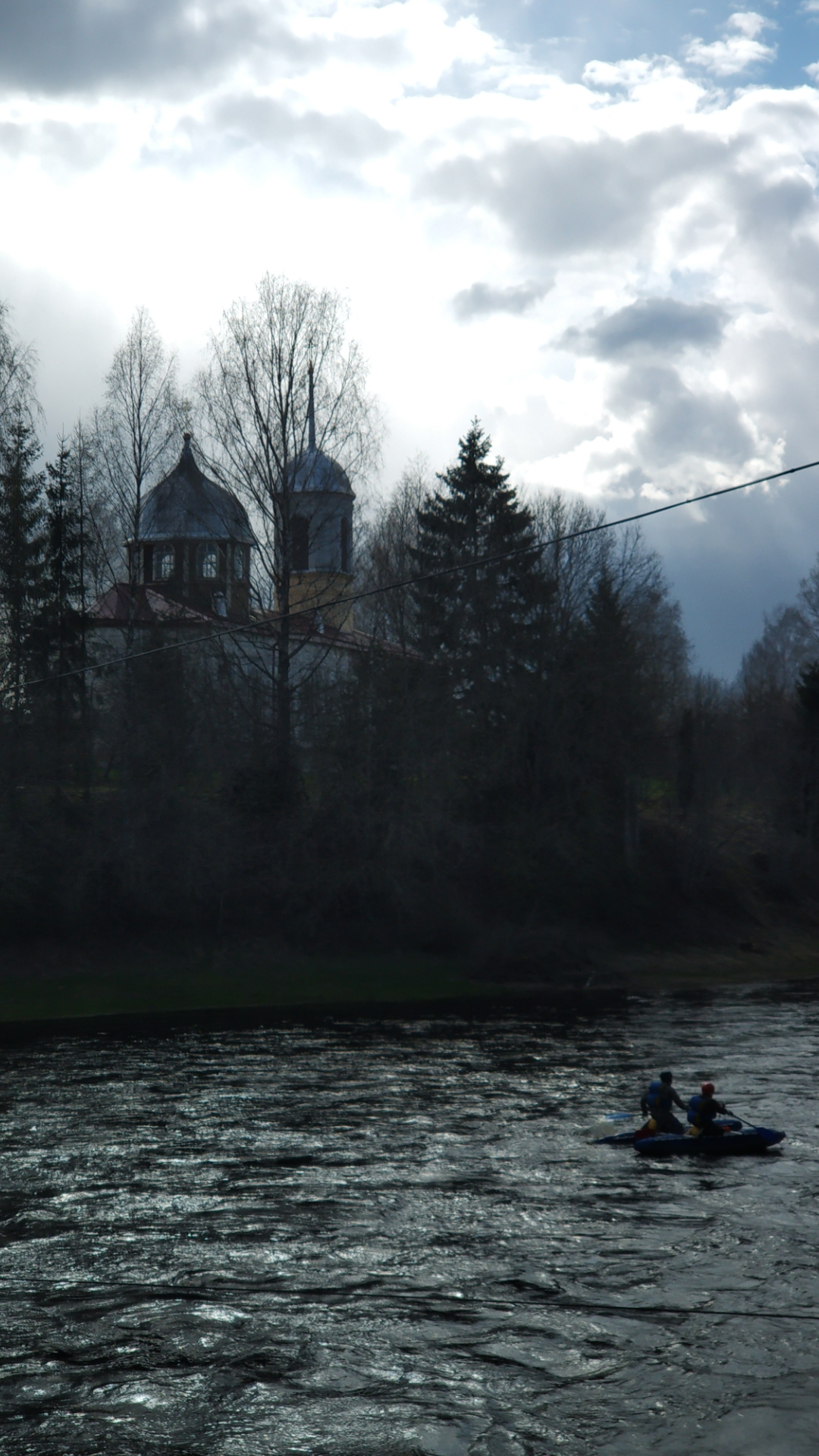
После прохождения последнего из Боровицких порогов

### Вокзал

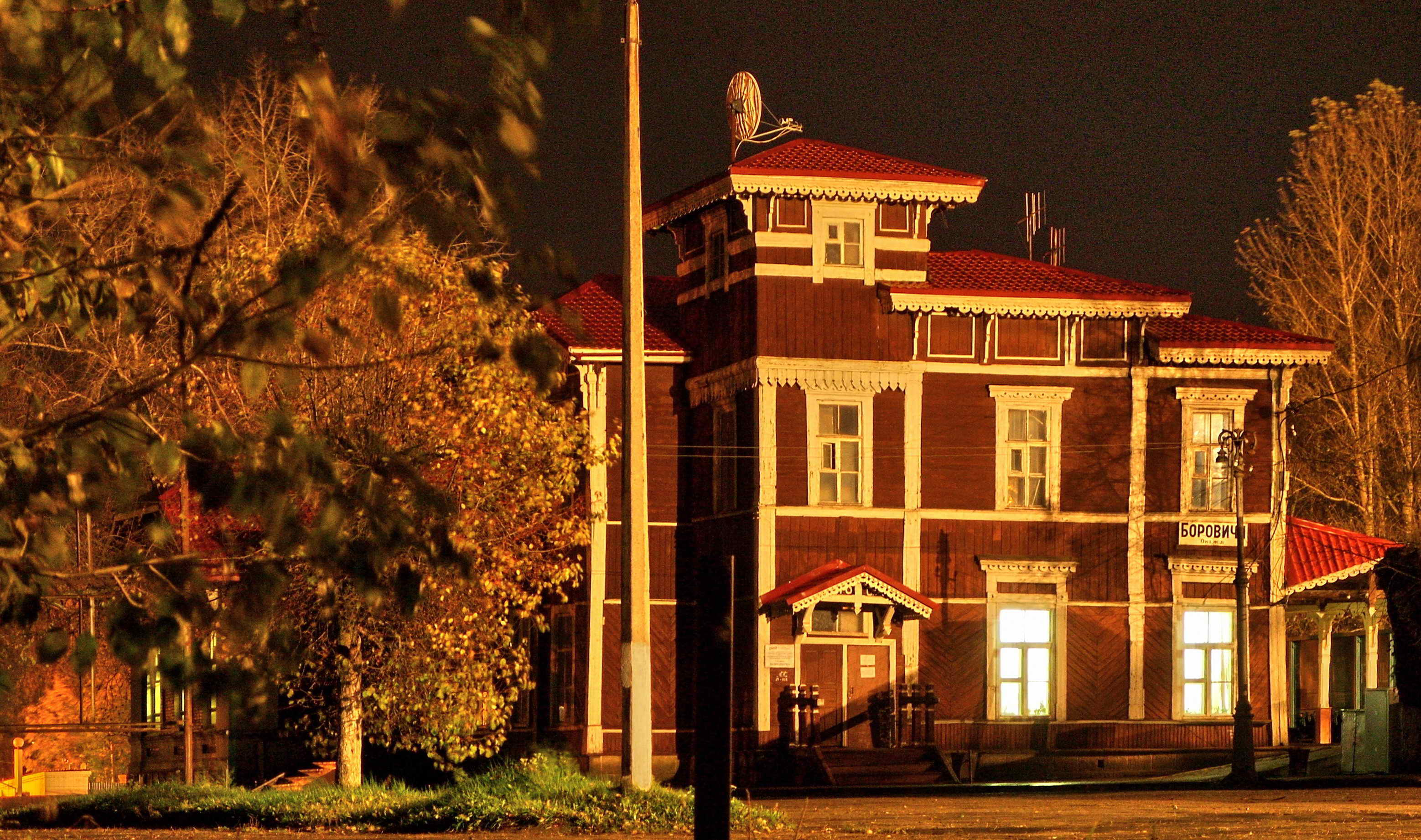
Боровичи. Вокзал осенним вечером

В 2022 году вокзал в Боровичах вошёл в пятёрку самых необычных мест России по версии научно-популярного издания National Geographic.

Боровичи являются конечной станцией на тупиковой линии Угловка — Боровичи. В городе сохранилось здание деревянного железнодорожного вокзала, построенного в 1876 году. Формирование вокзального комплекса определило расположение подъездных путей. Большая часть построек (главное здание вокзала, деревянная платформа с резной крышей, багажное отделение, водонапорная башня, склад, локомотивное депо) выстроена в одну линию вдоль путей. Редкий по сохранности комплекс сформировался в два основных строительных периода — в 1870-е годы и в начале XX века. Хорошо сохранился и используется по назначению, несмотря на малоинтенсивное пассажирское сообщение на линии Боровичи — Угловка. На станции Угловка делают остановку скоростные поезда «Сапсан» и другие поезда линии Москва — Санкт-Петербург.
Так как Боровичский железнодорожный вокзал сохранил исторический облик 1870-х годов, он был выбран в качестве места съёмок многих художественных фильмов и телесериалов (см. раздел «Город в кинематографе»).

### Мост Белелюбского (арочный мост)

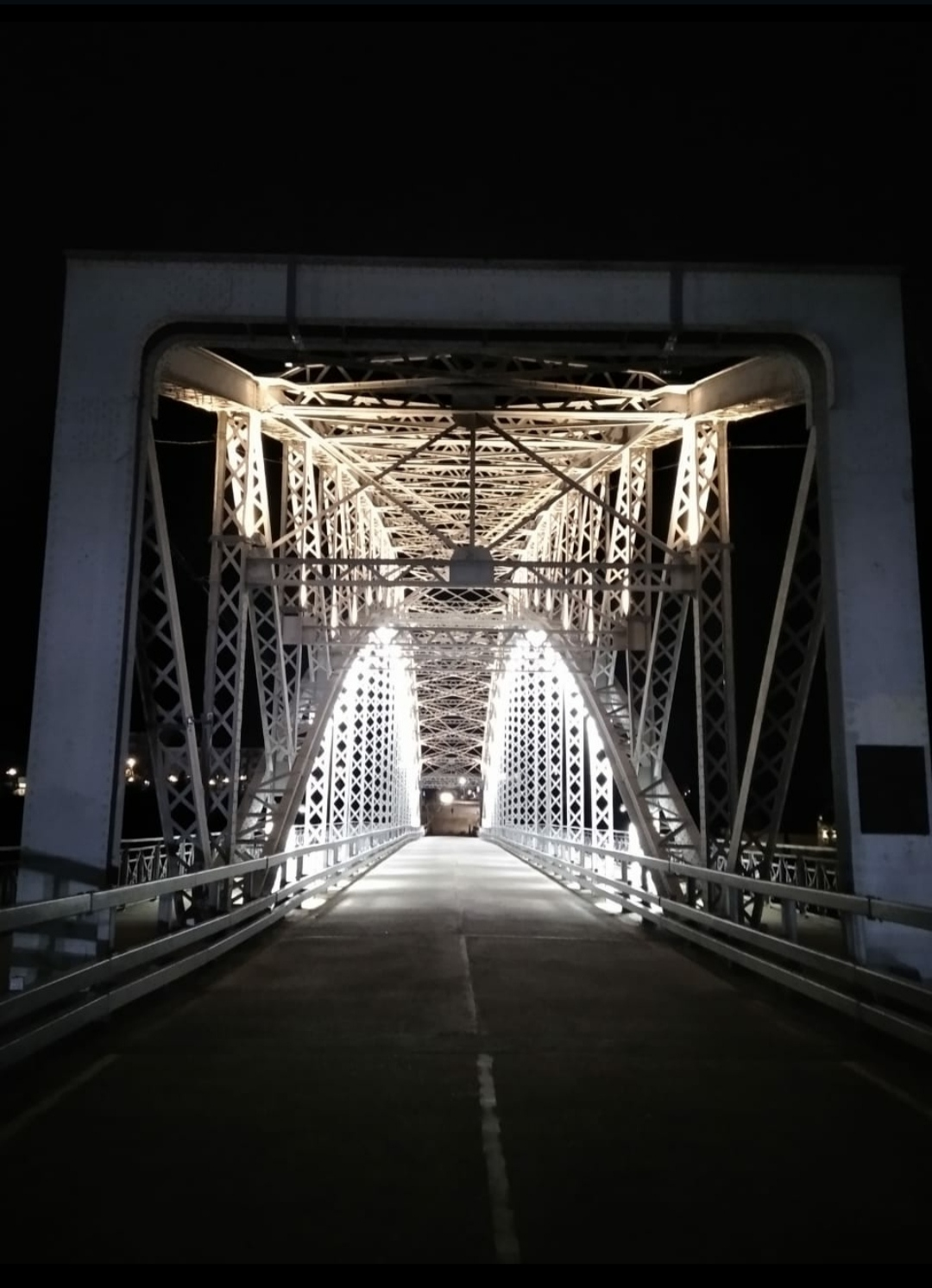
Мост Белелюбского ночью. Фото А. Новожилова

Основным разработчиком конструкции моста, построенного в 1905 году, был классик мирового мостостроения Николай Аполлонович Белелюбский, но значительную долю работы выполнил молодой тогда архитектор и инженер-мостостроитель Анджей Пшеницкий, будущий автор Дворцового моста в Петербурге (спроектированного в 1908 году), дизайн которого имеет определённые общие художественные образы с мостом в Боровичах, особенно в ночное время, когда знаменитый Дворцовый мост начинает разводиться.

### Свято-Духов монастырь

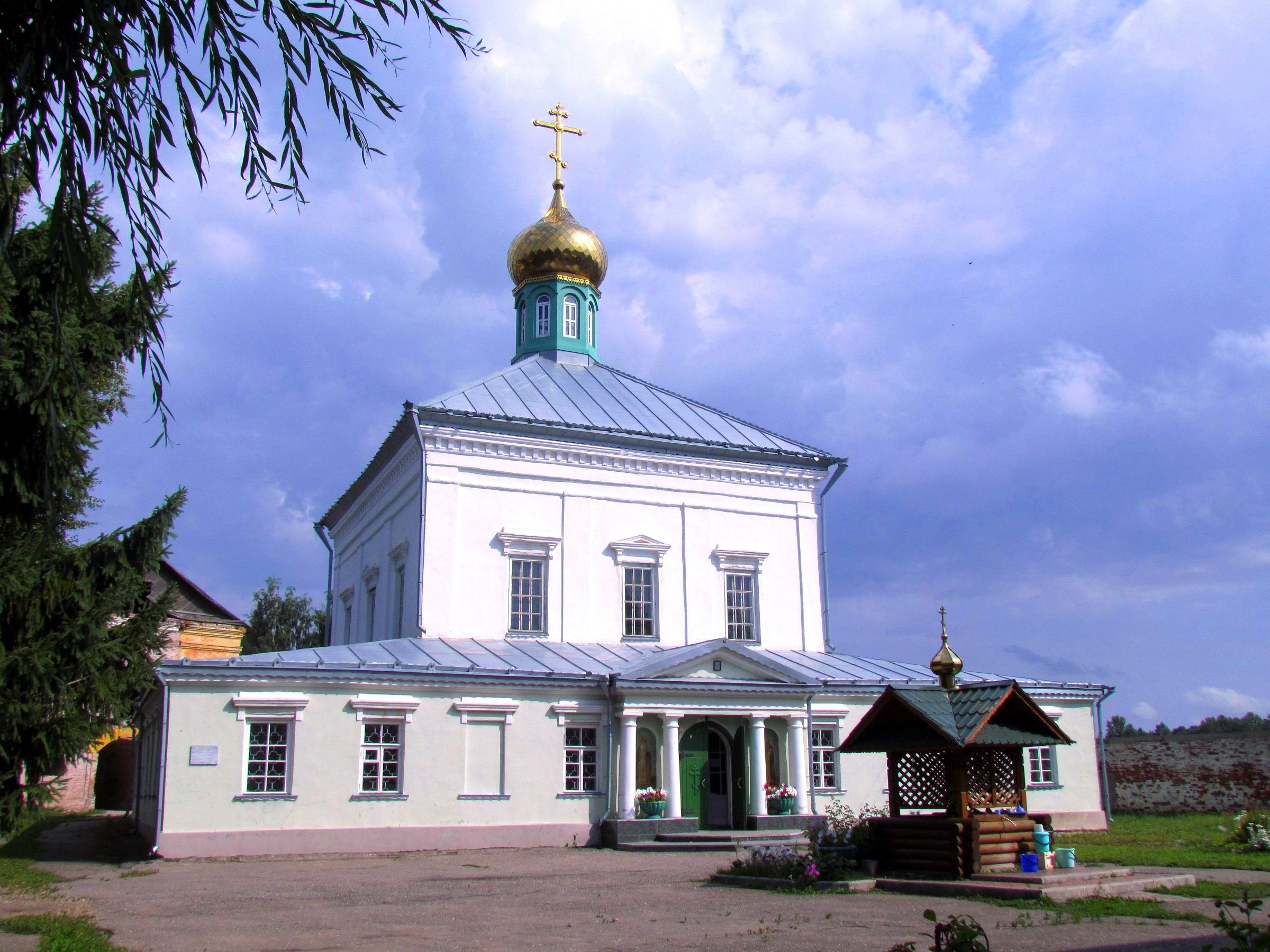
Боровичи. Собор Сошествия Святого Духа

Свято-Духов монастырь был основан в излучине реки Мсты, на северной окраине села Боровичи, где река прибивала к берегу тела жертв порогов. Монахи взяли на себя христианскую миссию их захоронения. Монастырь являлся важным видовым ориентиром в застройке села, а затем города. Точная дата основания монастыря остаётся неизвестной. Однако надпись на раке Якова Боровичского гласила, что монастырь основан в 1327 году, а каменная соборная церковь в нём (ныне не сохранившееся) построена в 1345 году. Самое раннее достоверное письменное упоминание о монастыре относится к 1572 году. Все монастырские постройки в 1582 году были деревянными.

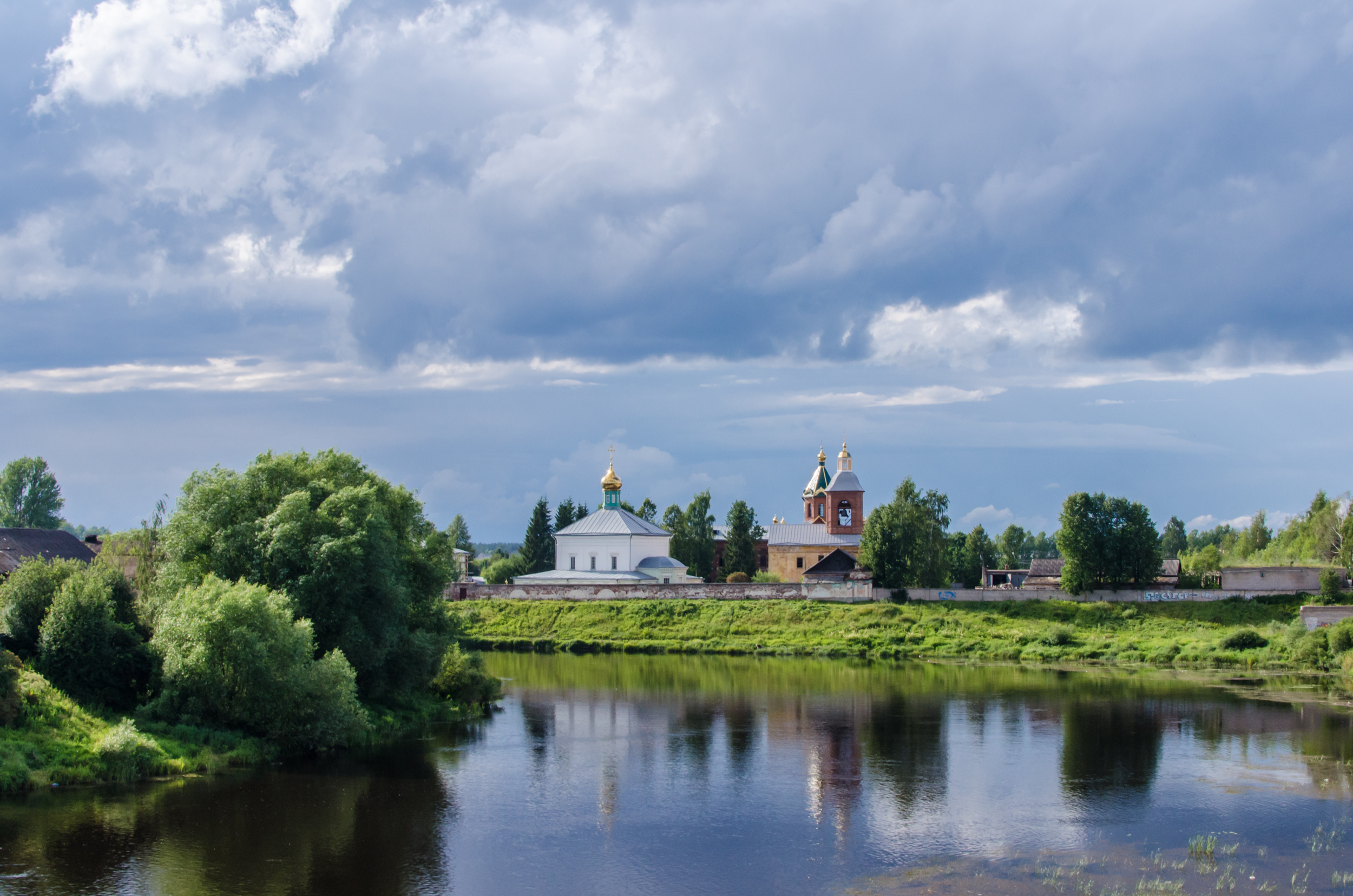
Монастырь на Мсте

До 1657 года в монастыре покоились мощи отрока св. Иакова Боровичского, ранее прибитые к берегу на льдине в этих местах в 1540 году. За период с конца XVII века до 1765 года монастырский комплекс во многом обновляется.

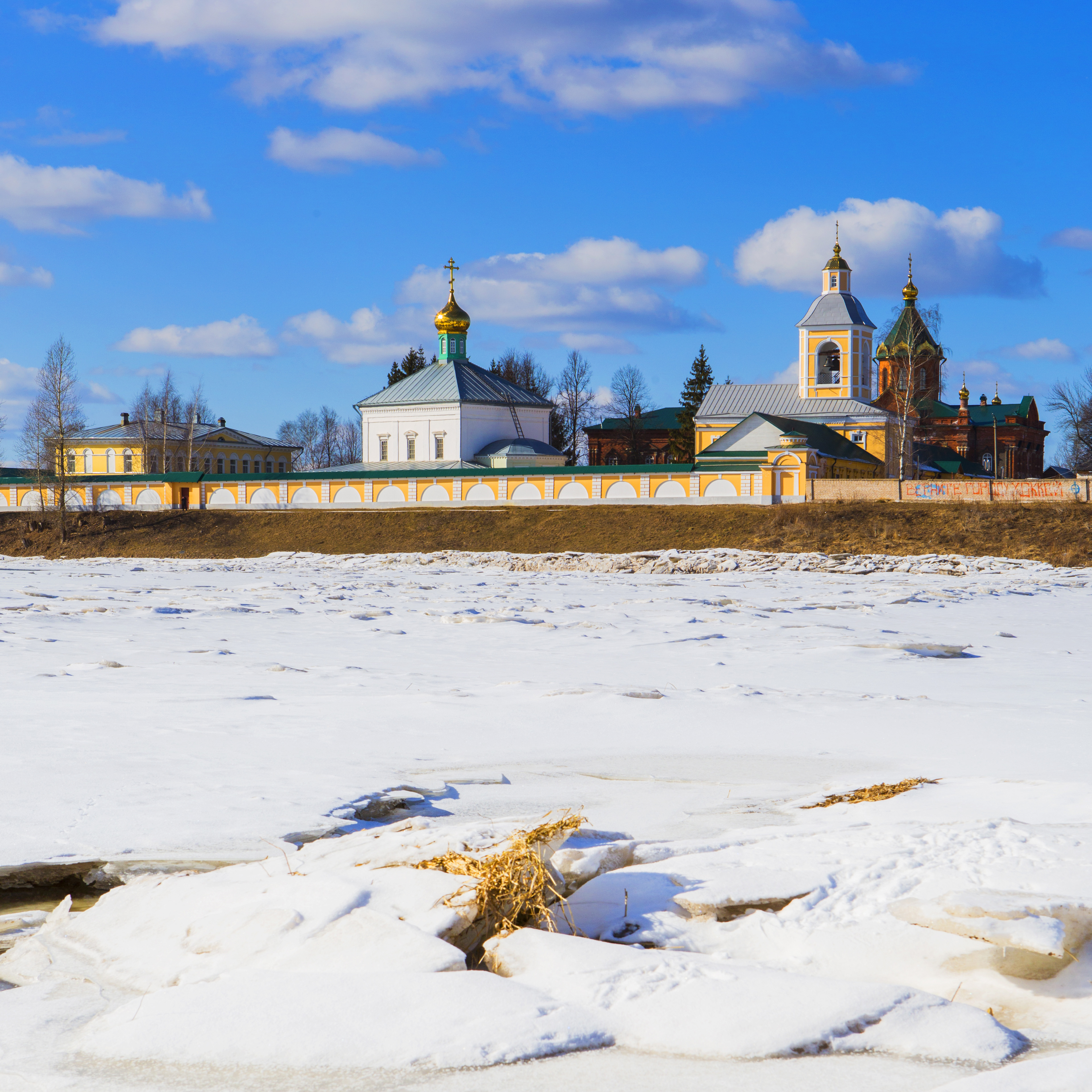
Боровичи. Комплекс монастыря в настоящее время

Окончательно сформировался монастырский ансамбль к 1870-м годам. После того как монастырь закрыли в 1927 году, разобрали главы церквей. В 1998 году комитетом по управлению государственным имуществом Новгородской области принято решение передать в безвозмездное пользование Новгородскому Епархиальному управлению комплекс Свято-Духова монастыря для использования по первоначальному назначению. В настоящее время монастырь восстанавливается.

### Усадьба купцов Митрофановых
Архитектурный ансамбль в историческом центре города, возведённый 1857 году; является объектом культурного наследия регионального значения.

### Голубое озеро (Голубая лагуна)
Местные жители называют его «Новгородские Мальдивы». Здесь глиняное дно и кристально-чистая голубая вода. Находится всего в нескольких километрах от города, вблизи посёлков Волгино и Шахтёрский.

### Культовые сооружения города

#### Кафедральный собор Успения Пресвятой Богородицы

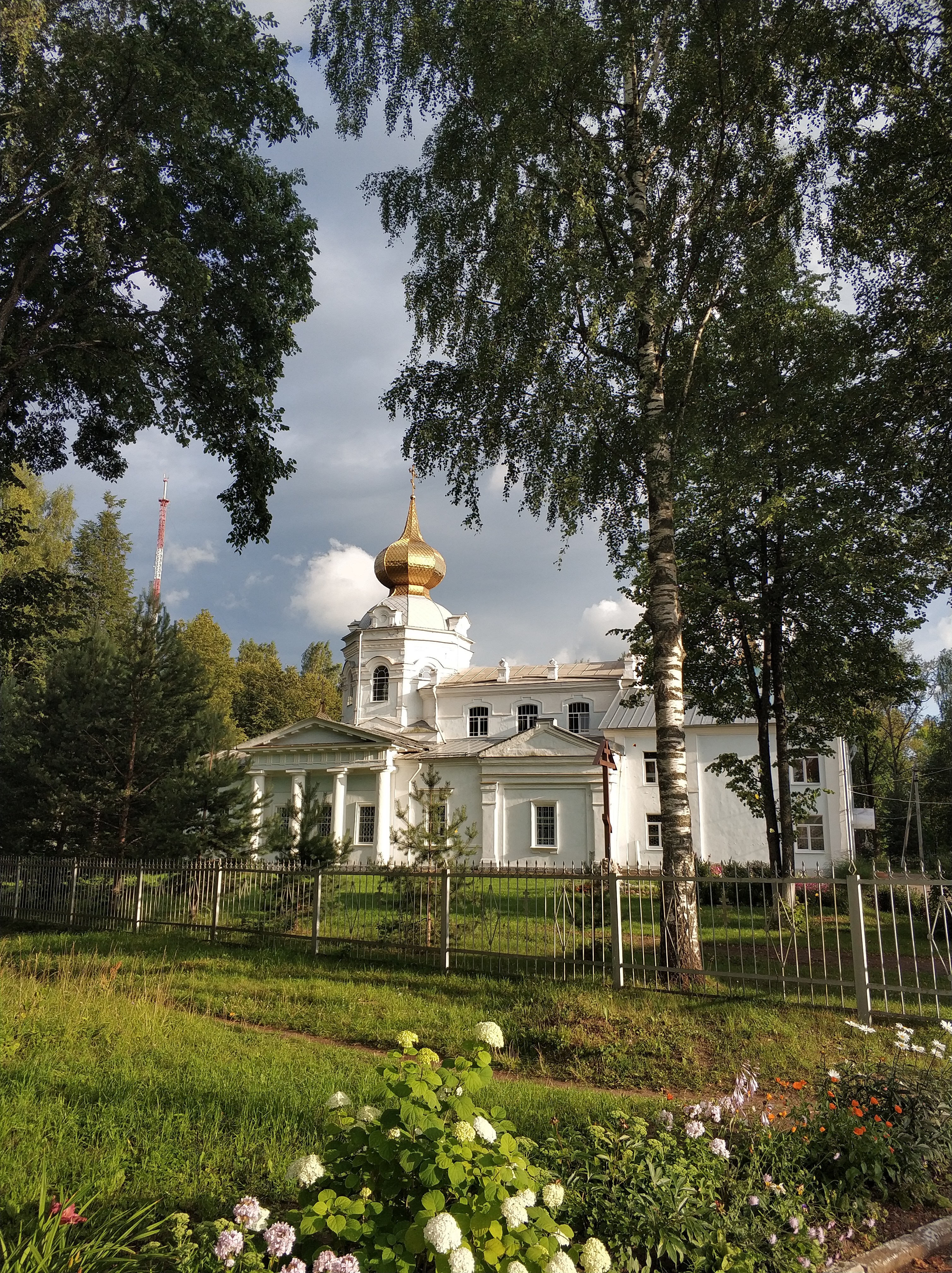
Боровичи. Кафедральный собор Успения Пресвятой Богородицы Боровицкой Епархии.

Строительство церкви началось в 1798 году и продолжалось до середины XIX века. В 1901 году рядом с церковью была построена кирпичная колокольня, разрушенная в 1941 году. В том же году было оформлено закрытие храма (в 1930-х годах он принадлежал обновленцам). Возвращён верующим в 1944 году, изъят в начале 1960-х годов. Вновь возвращён верующим в начале 1990-х годов. С 2011 года в связи с образованием Боровичской епархии собор стал кафедральным.

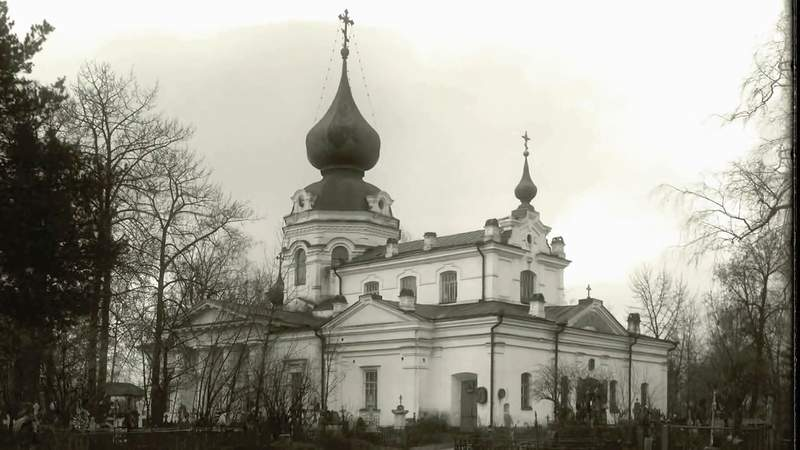
Первоначальный вид Успенского собора в Боровичах. Отсутствуют боковые пристройки 1960-х годов, изуродовавшие памятник архитектуры.

## Туристическая индустрия

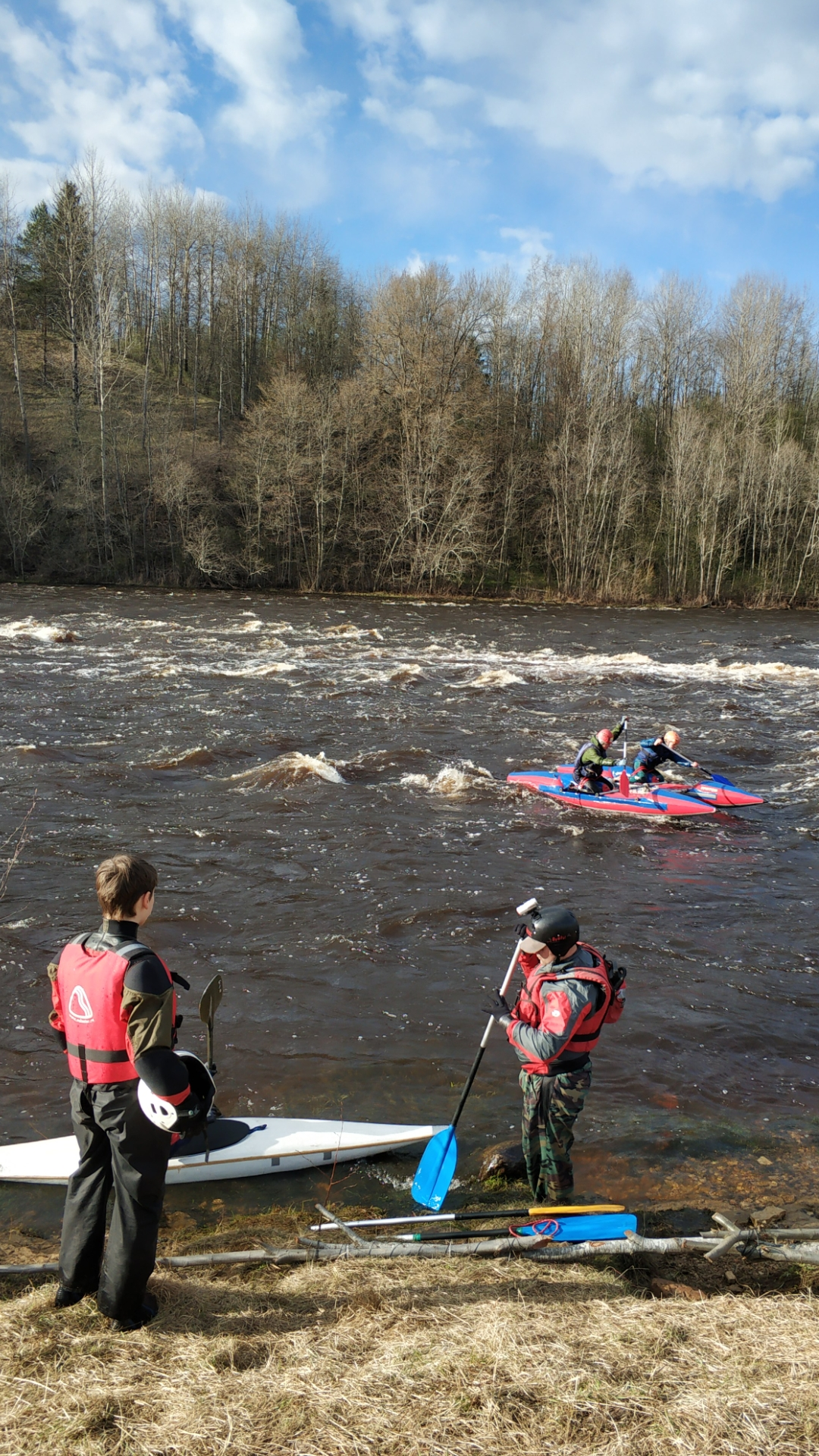
Детская команда готовится к спуску в мае по Боровицким порогам

ООО «Горная Мста» — занимается непосредственной организацией водного катания на Боровицких порогах и дополнительными комплексными услугами — посещением окрестных достопримечательностей, культурных объектов и бронированием отелей, трансфером Окуловка (остановка «Сапсанов») — Опеченский посад (стартовое место для катания на порогах). На прибрежной территории кемпинга ООО «Горная Мста» в селе Ровное находится музей Лоцманов Боровицких порогов и Палеонтологии Горной Мсты. Там же находится памятник Лоцманам.

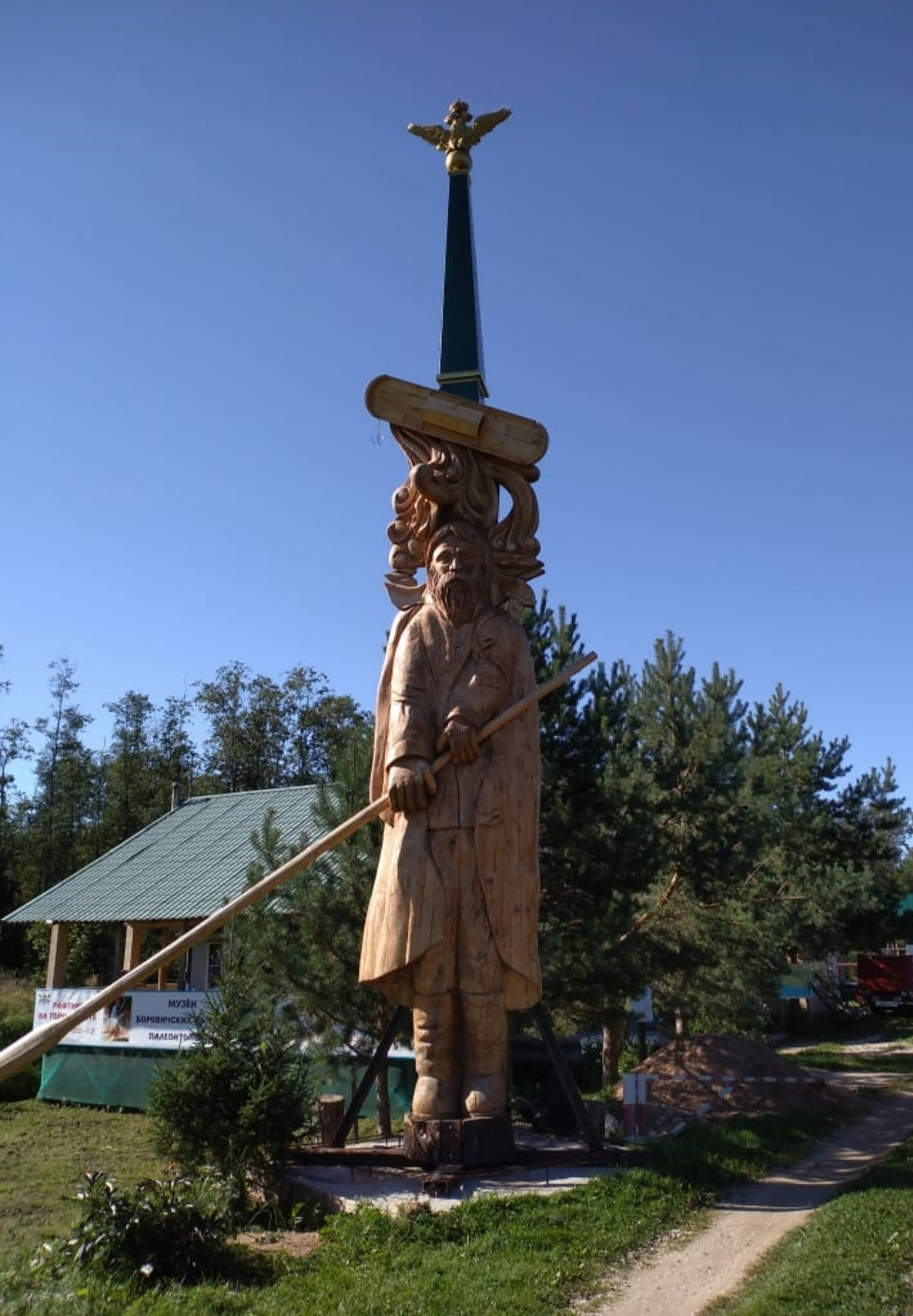
Семиметровая деревянная фигура лоцмана у въезда на территорию Музея Лоцманов в селе Ровное. Над головой лоцмана расположена барка (вид на неё сверху), и путевой императорский столб

### Фудкорт вусадьбе купцов Митрофановых
Сейчас в историческом здании купцов Митрофановых на первом этаже расположен ресторан итальянской кухни Antonio, который имеет международный сертификат «Ospitalità Italiana 2022—2023» (Итальянское гостеприимство 2022—2023), а на втором — вечерний ресторан авторской кухни Most. Во дворе усадьбы представлена летняя терраса ресторана Antonio, Antonio Garden — сад с камерными ужинами и собственная оранжерея с огородом и садом, где выращивают зелень, ягоды и овощи. С террасы открывается вид на реку Мсту и Троицкий собор.

### Фестиваль «Крошево»

Команда Antonio Family с 2019 года проводит в Боровичах в сентябре большой гастрономический фестиваль «Крошево», суть которого в популяризации традиций предков. Из поколения в поколение по осени местные жители рубили крошево — тёмно-зелёные капустные листья, которые впоследствии заквашивали.
Крошево это основа для капустных щей, а Боровичи считаются главным городом России по так называемым «серым» щам.
Фестиваль проходит масштабно: с конкурсами, концертами и всякими активностями на тему главного овоща Северо-Запада России. Программа и даты проведения публикуются на официальном сайте фестиваля: https://kroshevo-fest.ru/

### Аквапарк «Олимп»
Аквапарк «Олимп» с многочисленными водными горками и водными аттракционами расположен в центре города Боровичи в живописном месте на берегу реки Мста. Построенный в 2006 году аквапарк является одним из крупнейших и доступнейших экономически на северо-западе России. Аквапарк разделён на зоны для взрослых и детей. Имеются многочисленные водные горки и водные аттракционы. Банный комплекс включает в себя бани разных народов мира.

## Город в кинематографе
Город Боровичи можно увидеть в фильмах:
- Короткометражный художественный фильм «Барабаниада» . Киностудия «Ленфильм» . Режиссёр Сергей Овчаров. 1981 год.
- Художественный фильм «Я тебя никогда не забуду», режиссёр Павел Кадочников, 1983
- Документальный фильм «Опыты. Записки провинциала»[82]. Режиссёр Валерий Наумов, 1986 год.
- Художественный фильм «Серебряные струны», режиссёр Павел Кадочников, 1987
- Сериал «Конь Белый», режиссёр Гелий Рябов, 1993
- Документальный фильм «Borowitschi» («Боровичи»). Режиссёр Виола Стефан, сценарист Виктор Косаковский, Германия, 1996 год.
- Художественный фильм «Тихие омуты», режиссёр Эльдар Рязанов, 2000
- Документальный фильм «Вопрос Отечеству» (студия «Мастерская Игоря Шадхана») посвящённый знаменитому русскому промышленнику Николаю Ивановичу Путилову, 2004
- Художественный фильм «Статский советник», режиссёр Филипп Янковский, 2005
- Сериал «Дорогой мой человек», режиссёр Егор Абросимов, 2011
- Документальный фильм «Боровичи — любимый город». Телекомпания «Мста» 2016 год.
- Документальный фильм «Новгородский фотоальбом. Уездный город Боровичи».2016 год[83]
- Документальный фильм «Новгородский фотоальбом. Город Боровичи. Начало».2017
- Документальный фильм «Новгородский фотоальбом. Екатерининская улица».2017
- Документальный фильм «Новгородский фотоальбом. Боровичи. Левобережье».2017 год
- Документальный фильм «Новгородский фотоальбом. Кончанское Суворовское».2015 год
- Документальный фильм «Музей Истории г. Боровичи и Боровичского. края. ч.1,ч.2.» 2015 год
- Документальный фильм "Новгородский фотоальбом. Екатерининская и Весёлая горки ". Фильм о месте, где хранилась Боровицкая императорская яхта Екатерины 2. 2016 год
- Документальный фильм «Новгородский фотоальбом. Депутат Матвей Шульгин» 2017.

## Научно-исследовательское судно «Боровичи»
Входило в специальный отряд кораблей «Служба космических исследований» и предназначалось для обеспечения работ по исследованию космического пространства и изучению верхних слоёв атмосферы отдела морских экспедиционных работ АН СССР. Фактически судно было переоборудовано из лесовоза в 1967 году на ленинградском Балтийском заводе в телеметрические судно для обеспечения советской секретной программы пилотируемого облёта Луны. 22 сентября 1968 года судно «Боровичи» первым обнаружило в Индийском
океане советский космический корабль «7К-Л1» № 9; который в открытой печати именовалась «Зонд-5», на этой станции были первые живые существа Земли, совершившие межпланетный космический полет и облетевшие Луну — черепахи.

## Люди, связанные с городом

### Почётные граждане города
- Александр Аркадьевич Суворов (1804—1882) — князь Италийский, граф Рымникский, внук генералиссимуса Александра Васильевича Суворова.
- Шульгин Матвей Яковлевич (1859—1933) — боровичский городской голова в 1893—1905 гг., член III Государственной думы от Новгородской губернии.

### Уроженцы города и района
- Путилов Николай Иванович (1820—1880) — морской офицер, математик, инженер, предприниматель, сооснователь Обуховского завода, основатель Путиловского завода, создатель Морского канала и морского порта в Санкт-Петербурге.
- Кузнецов Алексей Александрович (1905—1950) — советский государственный и партийный деятель, один из главных руководителей Ленинграда в период Блокады, первый секретарь Ленинградского обкома и горкома партии в 1945—1946 годах. Член военного совета Балтийского флота в ВОВ.
- Романов Григорий Васильевич (1923—2008) — инженер-судостроитель, в дальнейшем видный советский государственный и партийный деятель, первый секретарь Ленинградского обкома КПСС (1970—1983), член Политбюро ЦК КПСС (1976—1985), секретарь ЦК КПСС (1983—1985 гг.).
- Миклухо-Маклай Николай Николаевич(5 (17) июля 1846, Языково-Рождественское,Боровичский уезд, Новгородская губерния — 2 (14) апреля 1888, Санкт-Петербург) — русский всемирный путешественник, этнограф, антрополог, биолог, изучавший коренное население Юго-Восточной Азии, Австралии и Океании
- Воробьёв Лев Васильевич (1931—2010) — советский космонавт[85].
- Аничков Иван Васильевич (1863—1921) — русский учёный, археолог, этнограф, краевед. Брат Е. В. Аничкова.
- Аничков, Евгений Васильевич (1866—1937) — историк литературы, критик, фольклорист, прозаик.
- Аничков Игорь Евгеньевич (1897—1978) — российский и советский лингвист, профессор, доктор филологических наук. Сын Е. В. Аничкова.
- Кокорин Анатолий Александрович (1921—1941) — Герой Советского Союза[86].
- Павлов Лаврентий Фёдорович — Герой Советского Союза[87].
- Павлов, Лавр Петрович (1922—1944) — советский лётчик, Герой Советского Союза.
- Баскаков, Азарий Александрович (1922—1995) — советский хоккеист и футболист..
- Молодчиков Владимир Николаевич (1914—1960) — Герой Советского Союза[88].
- священномученик Варсонофий (Лебедев Василий Петрович) (1871—1918) — епископ Русской православной церкви, епископ Кирилловский, викарий Новгородской епархии.
- Епископ Дими́трий (Сперовский Николай Андреевич) (1865—1923, по др. сведениям, в 1925) — епископ Русской православной церкви, епископ Рязанский и Зарайский, искусствовед.
- Игумения Таисия (Солопова Мария Васильевна) (1842—1915) — настоятельница Иоанно-Предтеченского Леушинского первоклассного женского монастыря, подвижница Русской православной церкви.
- Андреев Юрий Иванович (1936—2018) — народный артист Карелии, сценарист и режиссёр театра кукол в Петрозаводске.

### Люди, связанные с городом и районом
- Сердюков Михаил (при рождении Бароно Силингинов или Бароно Имегенов; 1678[89]—1754) — российский купец монгольского происхождения, судостроитель, гидротехник-самоучка, известный спасением и развитием Вышневолоцкой водной системы — важнейшей транспортной артерии России в XVIII веке и первой половине XIX века, сыгравшей исключительную роль в строительстве и развитии новой имперской столицы — Санкт-Петербурга и её продовольственной безопасности. Фактический создатель крупнейшей гидротехнической системы Европы XVIII века и, следовательно, главное лицо в истории города Боровичи, развитие и расцвет которого состоялись благодаря особо значительной роли его жителей в функционировании вышеупомянутой стратегической водной транспортной системы России XVIII—XIX веков.
- Нобель Эммануил Эммануилович (1801―1872) ― шведский и русский инженер, архитектор, изобретатель и промышленник. Основатель промышленной династии Нобелей. Основатель производства огнеупоров в Боровичах, спасшего экономику города после прекращения транзитного движения по Вышневолоцкой водной системе.
- Суворов Александр Васильевич (1730—1800) — великий русский полководец, военный теоретик, национальный герой России.
- Лядов Анатолий Константинович (1855—1914) — русский композитор, дирижёр и педагог, профессор Петербургской консерватории. Лядовские места в окрестностях Боровичей — это усадьбы Пестрецово (1870-е гг.), Горушка (1879—1883 гг.), Полыновка (1884—1914 гг.). В 1884 году композитор получил в приданое за женой Надеждой Ивановной Толкачёвой часть большого дома в усадьбе Полыновка Хоромской волости, где и проводил летние месяцы в течение трех десятилетий. Умер в усадьба Полыновка в 1914 году.
- Рерих Николай Константинович (1874—1947) — русский художник, сценограф, философ-мистик, писатель, путешественник, археолог, общественный деятель.
- Бианки Виталий Валентинович (1894—1959) — советский писатель, автор многих произведений для детей. Жил в деревне Узмень продолжительное время. До нашего времени сохранился его дом.
- Вишневский Александр Александрович (1906—1975) — советский хирург, учёный, доктор медицинских наук, профессор, главный хирург Министерства обороны СССР. В качестве главного хирурга Волховского фронта во время ВОВ часто бывал и работал в боровичских госпиталях.
- Белелюбский Николай Аполлонович (1845—1922) — русский инженер и учёный в области строительной механики и мостостроения.
- Пшеницкий Андрей (Анджей) Павлович (пол. Andrzej Pszenicki; (1869—1941) — российский и польский архитектор, инженер-мостостроитель польского происхождения, соавтор Белелюбского моста, автор Дворцового моста в Санкт-Петербурге.
- Засодимский Павел Владимирович (1843—1912) — русский писатель. Последние годы жизни жил в селе Опеченский Посад, где и умер и был похоронен у стен церкви Успения Пресвятой Богородицы.
- Шишков Вячеслав Яковлевич (1873—1945) — российский и советский писатель, автор романа «Угрюм-река». Лауреат Сталинской премии первой степени. Работал в молодости на Вышневолоцкой водной системе в Опеченском посаде. Единственный из всех советских писателей наотрез отказался что-либо писать о Беломорканале, после участия в групповой поездке советских писателей на строительство канала, ведущегося силами заключенных северных лагерей.
- Конарев Михаил Устинович (1902—1984) — директор Боровичского комбината огнеупоров имени В. И. Ленина, Герой Социалистического Труда.
- Волкович Тимофей Иванович (1899—1981) — советский военачальник, генерал-майор.
- Вишневская Галина Павловна (1926—2012) — советская, российская оперная певица (сопрано), актриса, театральный режиссёр, педагог. Народная артистка СССР. Полный кавалер ордена «За заслуги перед Отечеством». В официальной биографии говорится, что Вишневская с 1947 по 1952 годы работала в Ленинградской областной филармонии, но сохранились архивные документы, показывающие, что в эти годы она числилась и в составе Новгородской филармонии, располагавшейся с 1944 по 1959 годы в здании ГДК в Боровичах.[источник не указан 2342 дня]

## Промышленность

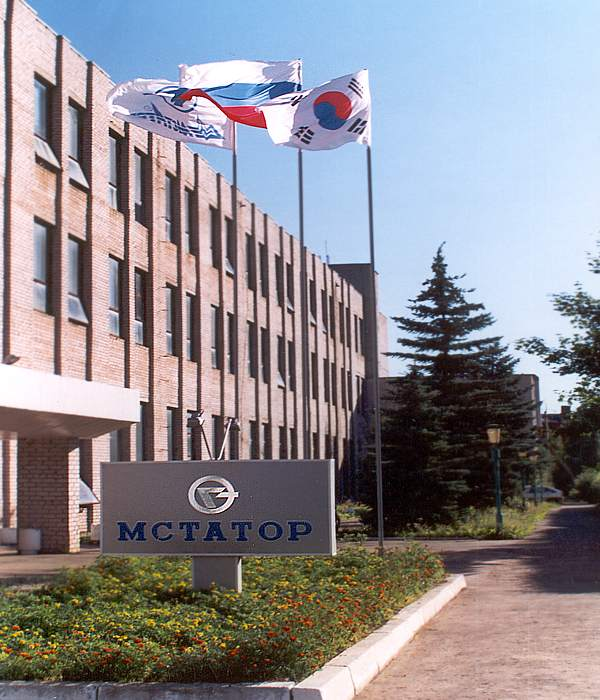
ОАО «Мстатор»

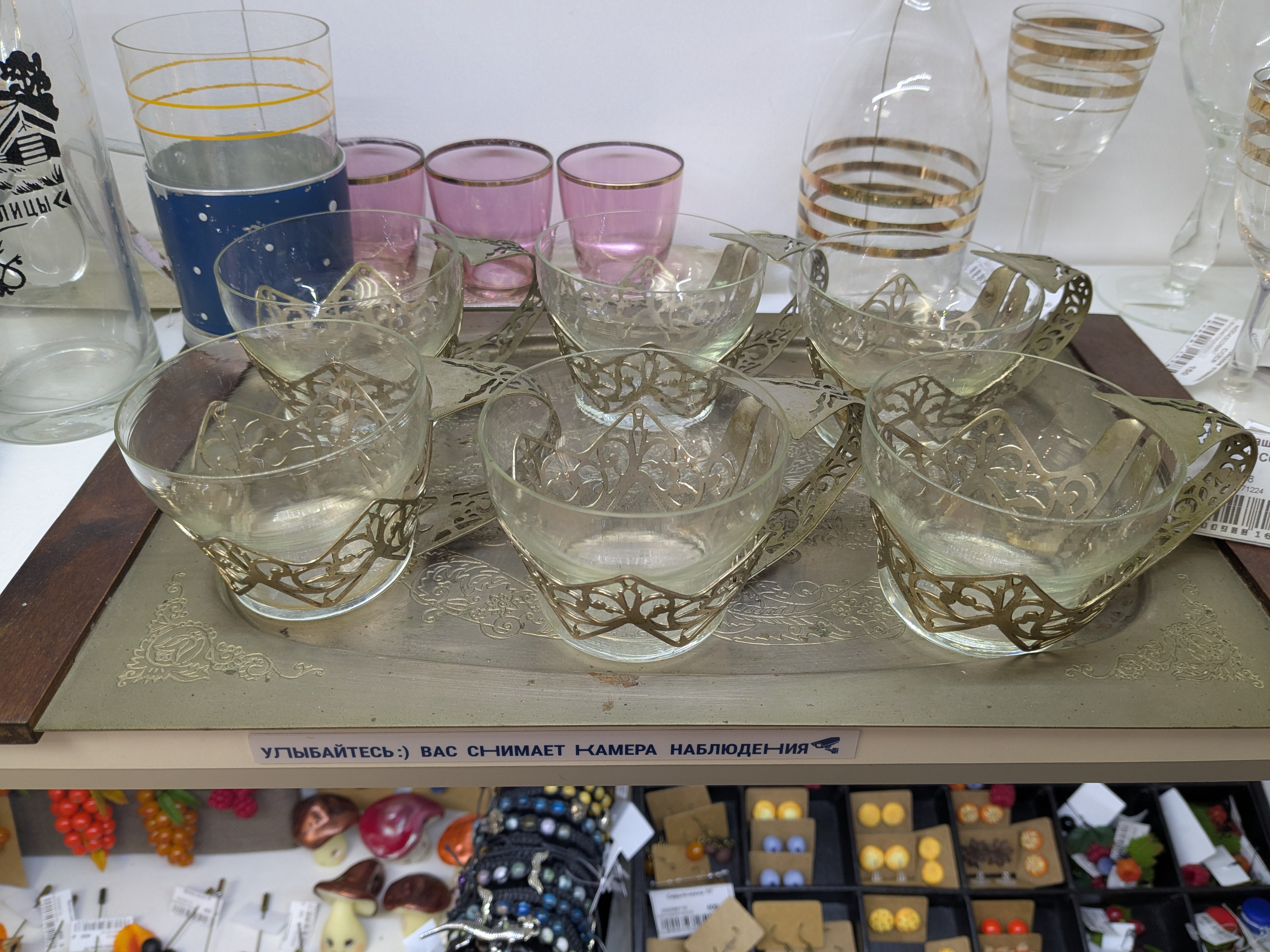
Чайный набор, произведённый в Боровичах («Завод „Горизонт“»)

В городе действует ряд крупных предприятий средней, лёгкой и пищевой промышленности:
- ОАО «Боровичский комбинат огнеупоров» — градообразующее предприятие города, производство огнеупорных изделий и пропантов, старейшее огнеупорное предприятие страны. Основой его развития послужили запасы огнеупорных глин Боровичско-Любытинского месторождения Новгородчины. Номенклатура продукции включает в себя производство формованных огнеупоров, неформованных огнеупорных материалов, керамических пропантов. На 2022 год на заводе задействовано более четырёх тысяч сотрудников. В 2023 году предприятие произвело 350 тысяч тонн пропантов[91][92].
- ЗАО «Боровичи-мебель»[93].
- Боровичская картонно-бумажная фабрика — производство со столетней историей. Занимается производством картона и на 2024 год является региональным лидером в этой области. Производство безотходное, в год осуществляется переработка около 100 тысяч тонн макулатуры. К 2026 году планируется модернизация фабрики, в результате которой будет создано 50 дополнительных рабочих мест, объём предполагаемых инвестиций — 1 миллиард рублей[94].
- ЗАО «Боровичский мясокомбинат» — производство колбасных изделий и полуфабрикатов[95].
- ОАО «Боровичский молокозавод» — производство молочной продукции[96].
- ЗАО «Боровичский комбинат строительных материалов» — производство красного кирпича, тротуарной плитки и др. строительных материалов[97].
- ОАО «Боровичский завод „Полимермаш“» — одно из направлений работы предприятия — изготовление оборудования для деревообработки[98].
- АО «Боровичский завод железобетонных изделий» — занимается выпуском фундаментных подушек, железных плит, бетонных лестничных ступеней и так далее[90][99].
- «МЯКИШИ» — фабрика детских игрушек. В 2023 году выручка предприятия составила 300 миллионов рублей. По состоянию на 2024 год на фабрике задействовано 220 человек[100].

В 2028 году компания «Ориент Продактс» планирует открыть в Боровичах производство хлебцев и снеков. Соответствующее соглашение подписано 6 июня 2024 года на Петербургском экономическом форуме. Предполагаемый объём инвестиций составляет 650 миллионов рублей, фабрика обеспечит 140 рабочих мест.
- ОАО «Мстатор» (бывший «Завод „Горизонт“») — производитель электромагнитных компонентов на основе аморфных и нанокристаллических материалов.

## Культура

### Музей истории города Боровичи и Боровичского края
Расположен в исторической части города, в доме купца I гильдии М. Я. Шульгина, городского головы (1894—1906). Экспозиции насчитывает более 2 тыс. экспонатов, охватывающих период от эпохи неолита до революционных событий 1917 года.

### Центр культурного развития «Боровичи»
Муниципальное бюджетное учреждение культуры «Центр культурного развития „Боровичи“» открыт в 2018 году. Основными направлениями в работе являются организация культурно-досуговой деятельности, создание и организация работы творческих коллективов, любительских объединений, кружков, студий, клубов по интересам различной направленности, осуществление кинопоказа.
В настоящее время в Центре культурного развития «Боровичи» осуществляют свою деятельность 20 творческих объединений, 7 из них имеют звание «народный», а также «образцовый» самодеятельный коллектив.
В 2020 году исполнился один год проекту «Живой рояль» в рамках которого ежемесячно проводятся вечера классической музыки. В реализации этого проекта огромную поддержку оказывает Боровичская школа искусств им. А. К. Лядова.
Для посетителей Центра культурного развития «Боровичи» открыт детский уголок, работает кафе-бар и кинотеатр «КиноПарк».

### Детская школа искусств имени А. К. Лядова
В муниципальном бюджетном учреждении дополнительного образования «Боровичская ДШИ» обучается более 500 учеников. Работает 28 квалифицированных преподавателя в различных направлениях. Все классы специально оборудованы. Концертный зал на 120 мест. Выставочный зал. Нотная библиотека, фонотека, коллекция видеофильмов об искусстве, художественный фонд.

### Межпоселенческое культурно-библиотечное объединение
Муниципальное бюджетное учреждение культуры «Межпоселенческое культурно-библиотечное объединение» образовано в 2019 году на основе трёх учреждений: МБУК «Межпоселенческое социально-культурное объединение», МБУК «Межпоселенческая централизованная библиотечная система», МБУК «Перёдский социально-культурный комплекс».
МБУК «МКБО» включает 39 учреждений, из них 16 сельских Домов культуры, 3 сельских клуба, а также 18 библиотек, расположенных на территории сельских поселений Боровичского района и две библиотеки — в городе Боровичи.

### Городская централизованная библиотечная система
В 1978 году было создано муниципальное бюджетное учреждение культуры «Боровичская городская централизованная библиотечная система». В структуру МБУК «Городская ЦБС» входят: центральная городская библиотека, детская библиотека и 4 библиотеки-филиала, расположенных в районах города Боровичи.

### Межпоселенческий Дом народного творчества
Учреждение основано в ноябре 1957 года как Дом культуры Промкооперации, с октября 1960 года реорганизован в Районный Дом культуры, с 1992 года работал как культурно-оздоровительный центр «Ровесник». В 2004 году реорганизован в муниципальное автономное учреждение культуры «Межпоселенческий Дом народного творчества».
Приоритетными направлениями учреждения являются возрождение и поддержка традиций народной культуры, поиск и поддержка мастеров декоративно-прикладного творчества, сохранение и эффективное использование культурного наследия, а также реализация потребности творческого самовыражения и творческой самодеятельности людей, патриотическое воспитание подрастающего поколения, сохранение и развитие русской народной культуры на территории Боровичского муниципального района.

## Образование

### Школы
| №             | Адрес                   | Углублённое изучение               | Сайт                                                 |
| ------------- | ----------------------- | ---------------------------------- | ---------------------------------------------------- |
| МАОУ СОШ № 1  | Коммунарная ул., 46     | обществознание                     | ссылка                                               |
| МАОУ СОШ № 2  | Ленинградская ул., 95   |                                    | ссылка                                               |
| МАОУ НОШ № 3  | ул. Гоголя, 65          |                                    | ссылка. Архивировано из оригинала 6 мая 2017 года.   |
| МАОУ СОШ № 4  | Школьный бульв., 10     |                                    | ссылка. Архивировано из оригинала 25 июня 2013 года. |
| МАОУ СОШ № 7  | Ботаническая ул., 9     |                                    | ссылка                                               |
| МАОУ СОШ № 8  | Гончарная ул., 33       | математика, английский язык        | ссылка                                               |
| МАОУ СОШ № 9  | Кооперативная ул., 51   |                                    | ссылка (недоступная ссылка — история).               |
| МАОУ СОШ № 11 | Парковая ул., 1         | экономика, биология                | ссылка                                               |
| МАОУ СОШ № 12 | Пушкинская ул.          | школа с производственным обучением |                                                      |
| МАОУ Гимназия | ул. Софьи Перовской, 90 | английский язык                    | ссылка                                               |

## Города-побратимы
Город Боровичи является городом-побратимом следующих городов:
| Страна    | Город-побратим            | Год установления связи |
| --------- | ------------------------- | ---------------------- |
| Эстония   | Хаапсалу                  | -                      |
| Финляндия | Суолахти                  | -                      |
| США       | Бингемтон (штат Нью-Йорк) | -                      |

Примечательно, что в курортном эстонском городе — Хаапсалу (население 9946 жителей) находится родовой замок Эверта Карлссона Горна, где он и появился на свет в 1585 году. (См. раздел «История. Боровицкая битва»).

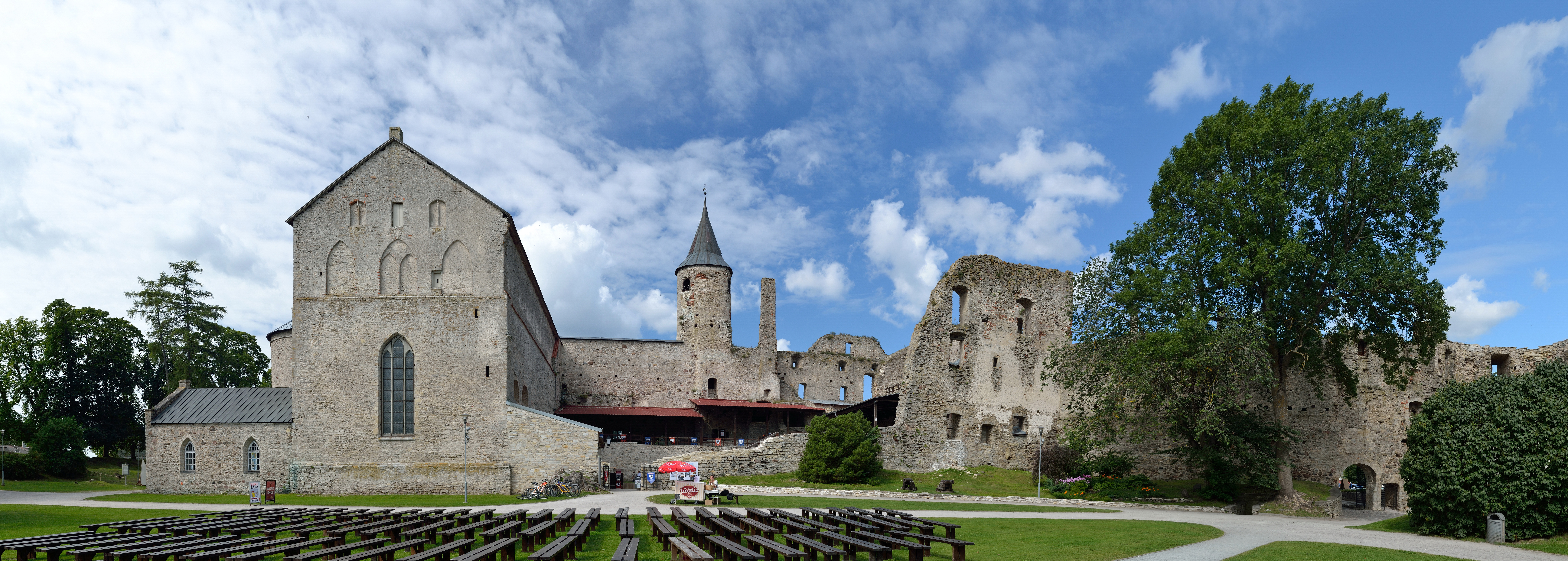
Замок Хаапсалу

На разобранных путях бывшей станции Хаапсалу продолжает действовать железнодорожный музей. Здесь находится знак Нулевого километра Эстонских железных дорог.

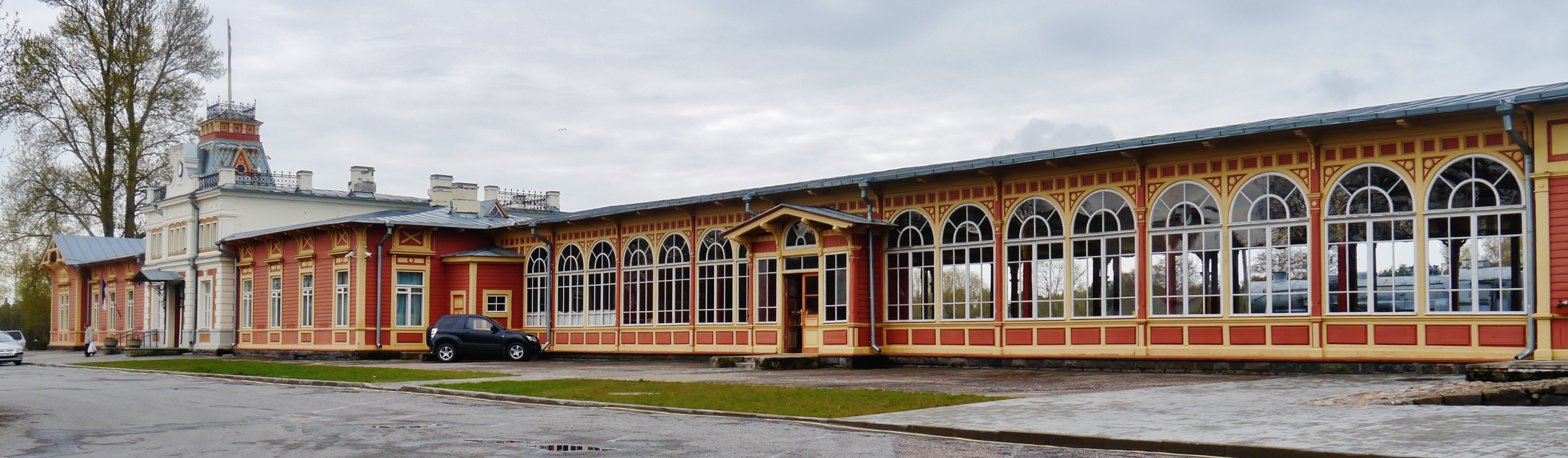
Вокзал-музей в Хаапсалу

Великий русский композитор П. И. Чайковский работал в Хаапсалу над оперой «Воевода» на отдыхе в 1867 году.

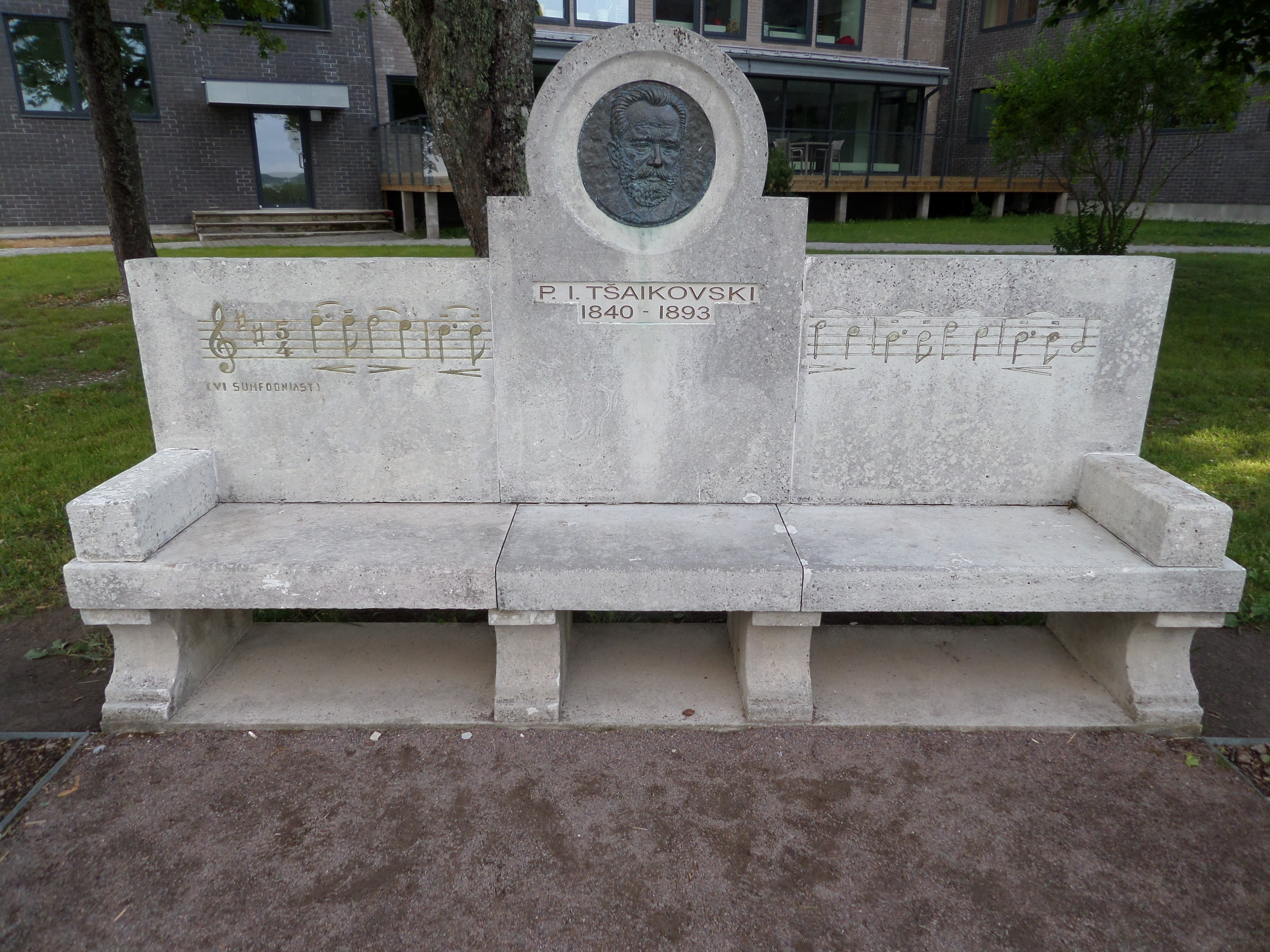
Мемориальная интерактивная музыкальная скамья, посвящённая композитору

В финском городе-побратиме Суолахти с населением 5385 жителей находится 45 километровый лесосплавный канал Кейтеле-Пяйянне с пятью шлюзами,
построенный в 1990—1993 советским и российским «Зарубежтрансстроем». На старинном деревянном вокзале Суолахти ныне расположен ресторан.

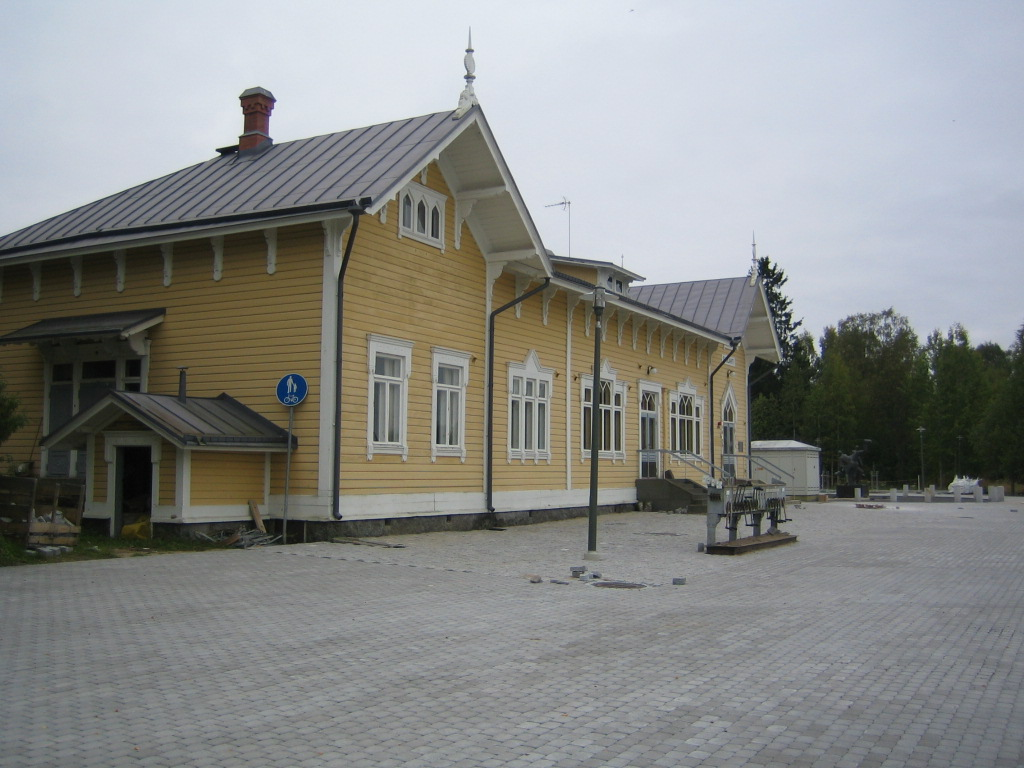
Ресторан в бывшем здании вокзала

А в депо станции создан железнодорожный музей со старыми паровозами, дрезинами и мототриссами, которые иногда катают гостей.

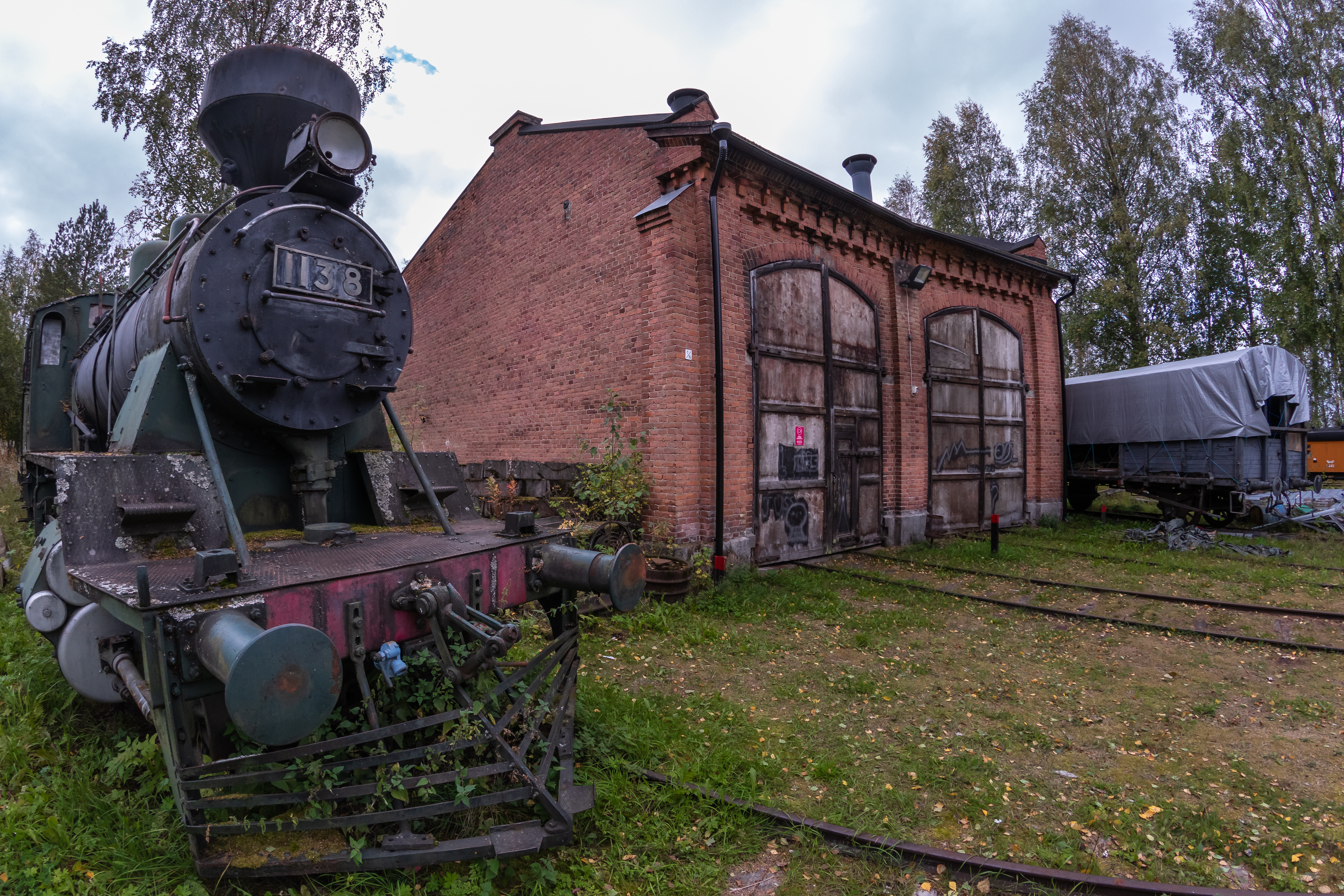
Железнодорожный музей на станции Суолахти

Американский город-побратим Бингемтон в штате Нью-Йорк с аналогичным Боровичам населением в 47 699 человек называется неофициально «Жемчужным» городом в «Долине возможностей» за красоту его старинных особняков и бурный промышленный рост в XX веке, привлёкший множество иммигрантов, особенно в сигарную, обувную и фотохимическую промышленность. В городе была основана корпорация IBM, создавшая первый промышленно выпускавшийся стандартный персональный компьютер и лётный авиасимулятор.
Бингемтон считается карусельной столицей мира, так как тут сохранились целых 6 очень редких старинных каруселей. Вдоль реки Саскуэханна в городе и окрестностях проложены прогулочные и велосипедные дорожки. На старом железном мосту проводятся фестивали под открытым небом.

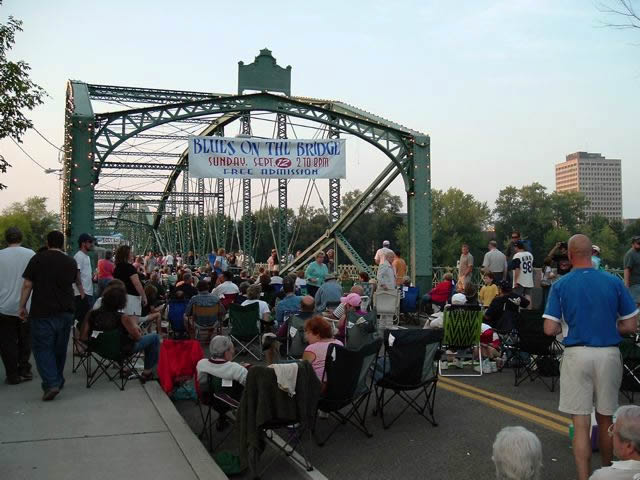
Джазовый фестиваль Blues on the Bridge

В городе с 1875 года существует свой зоопарк, есть ботанический сад, Планетарий, Научно-развлекательный Робертсоновский центр с большой железнодорожной экспозицией и аттракционами. Есть своя оперная труппа, которая даёт полноценные костюмированные спектакли в главном концертном зале города.
С 1955 года в городе существует Филармония с профессиональным симфоническим оркестром.

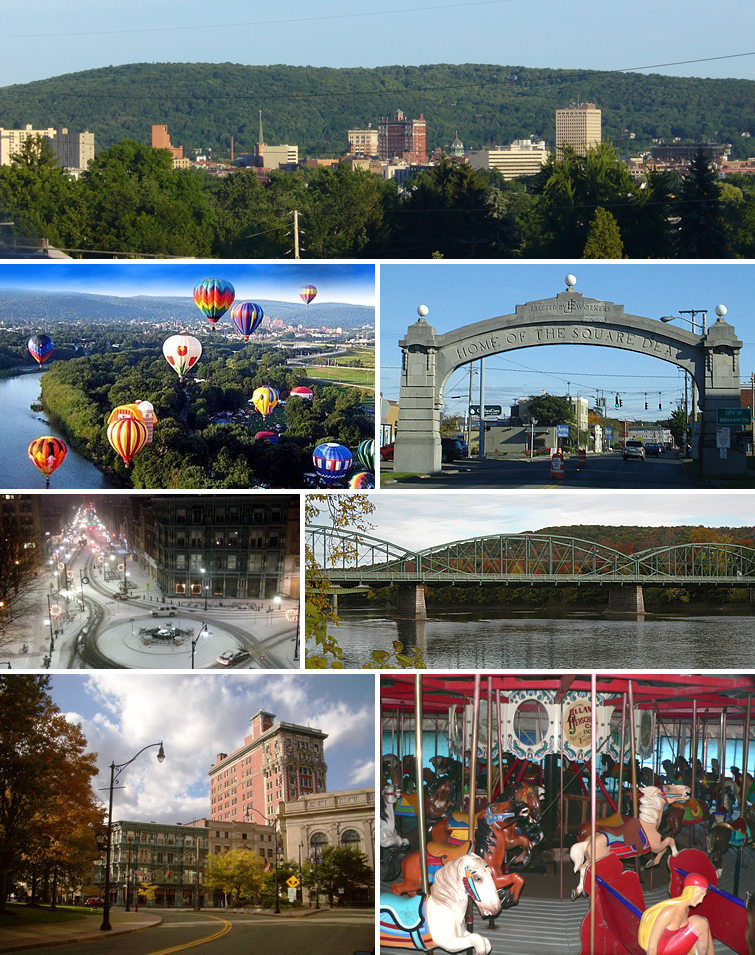

Забавным городским событием является ежегодный совместный фестиваль воздушных шаров и особых местных кисленьких шашлыков «Спиди» (Spiedie), который привлекает в город на праздник более 100 000 туристов. В английском названии сильно маринованного (изначального свиного) шашлыка обыгрывается слово «скорость». Примечательно, что подобные по вкусу сильно маринованные кисловатые свиные шашлыки уже заранее готовыми продавали в СССР на вокзалах пассажирам в дальнюю дорогу, так как они дольше сохранялись без холодильника.

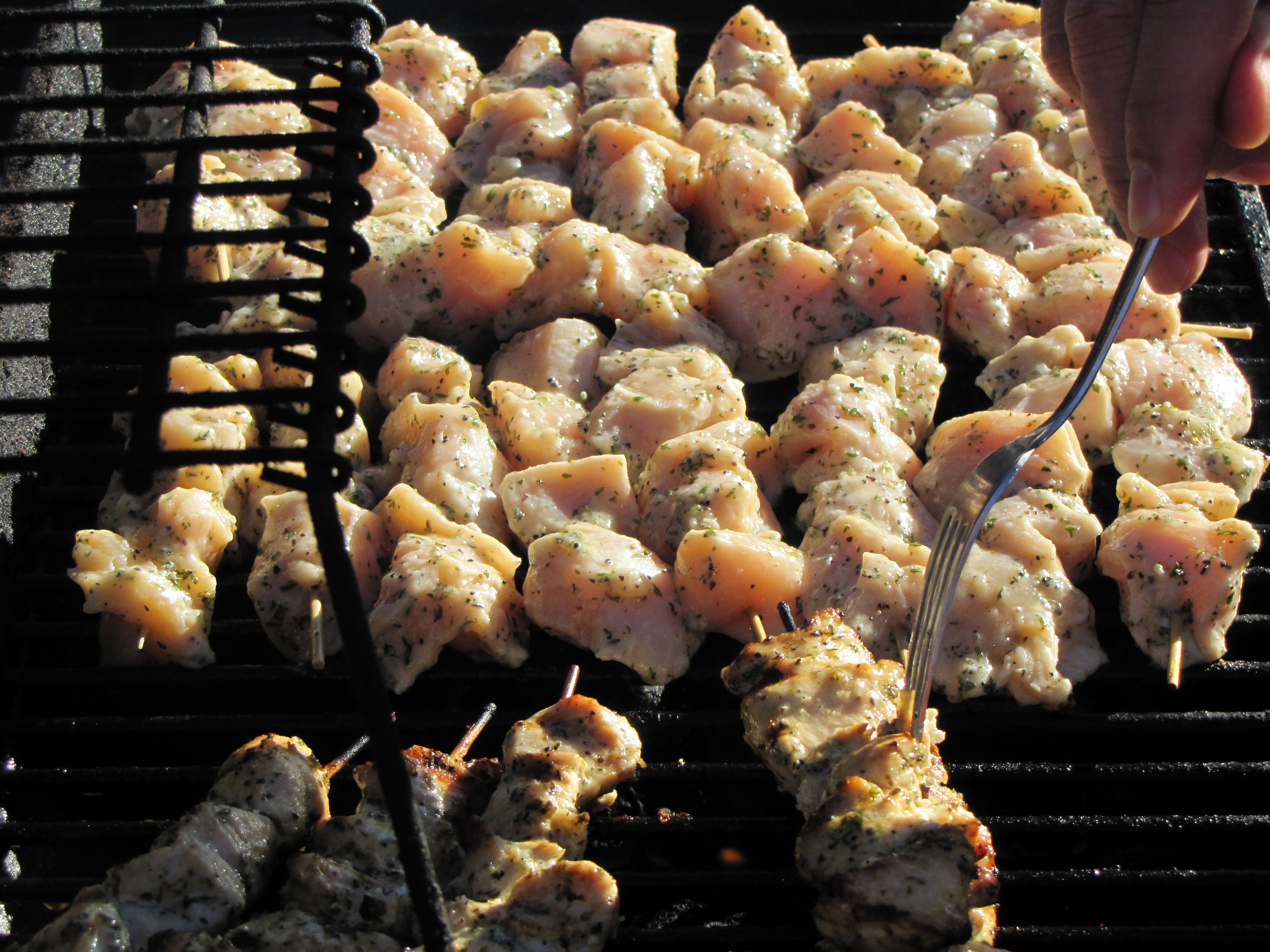
Жарка «Спиди» на гриле

В Битгемтоне находится штаб-квартира очень крупной сетевой розничной компании «Boscov», чьи огромные торговые моллы раскиданы по всему Северо-Востоку США, эта компания была основана выходцами из России в начале XX века.

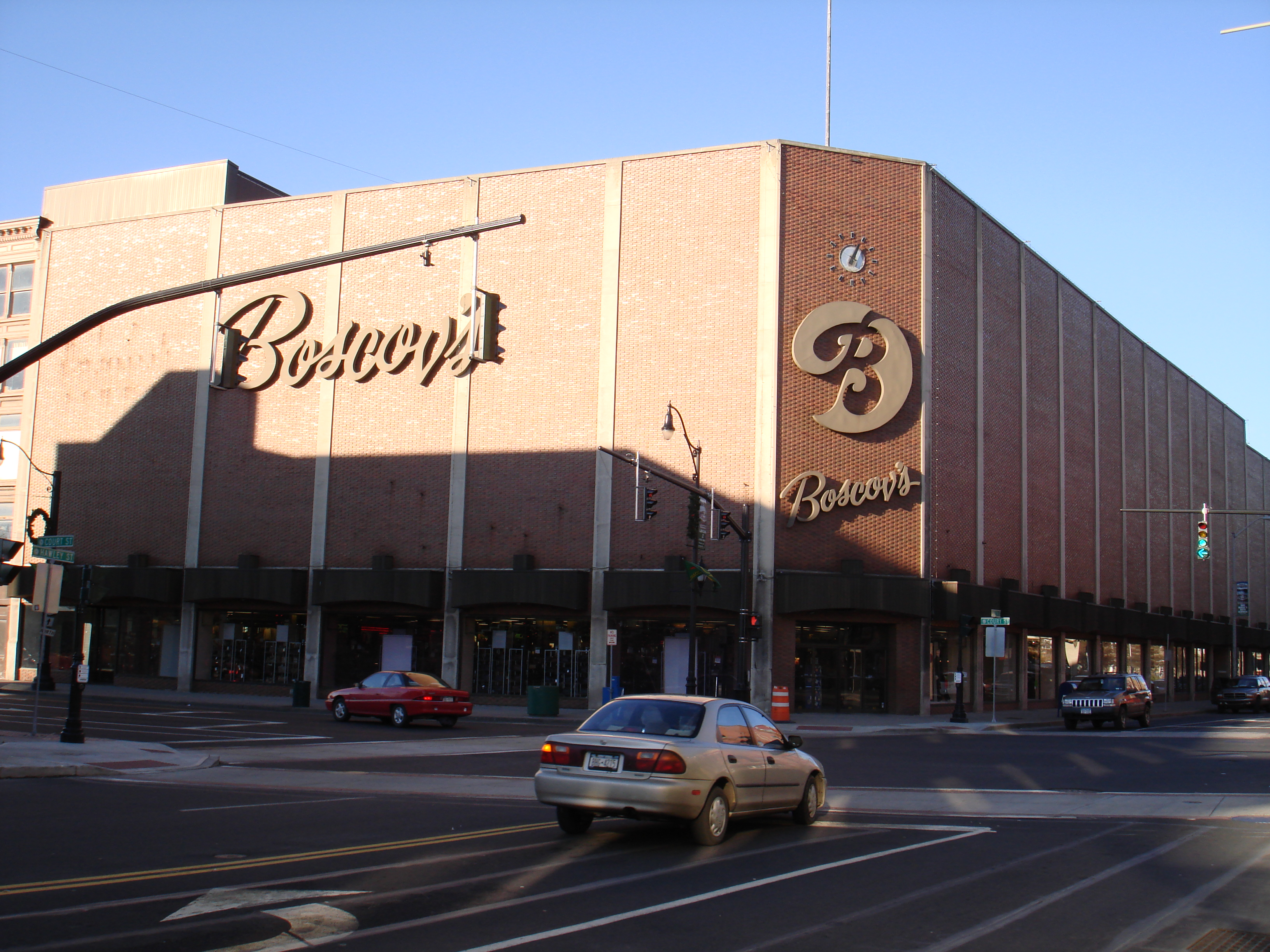
Boscov's Торговый молл компании Boscov

Хорошо известен Бингемтонский университет-
государственный исследовательский университет с кампусами в Бингемтоне, Вестале и Джонсон-Сити в штате Нью-Йорк, США. В рейтинге U.S. News & World Report за 2018 год Бингемтонский университет занял 87-е место среди более чем 3 000 вузов США.
С момента своего основания в 1946 году школа превратилась из небольшого гуманитарного колледжа в крупный исследовательский университет. Он классифицируется как имеющий рейтинг «R1: докторские университеты — очень высокая исследовательская деятельность».

## Главные улицы

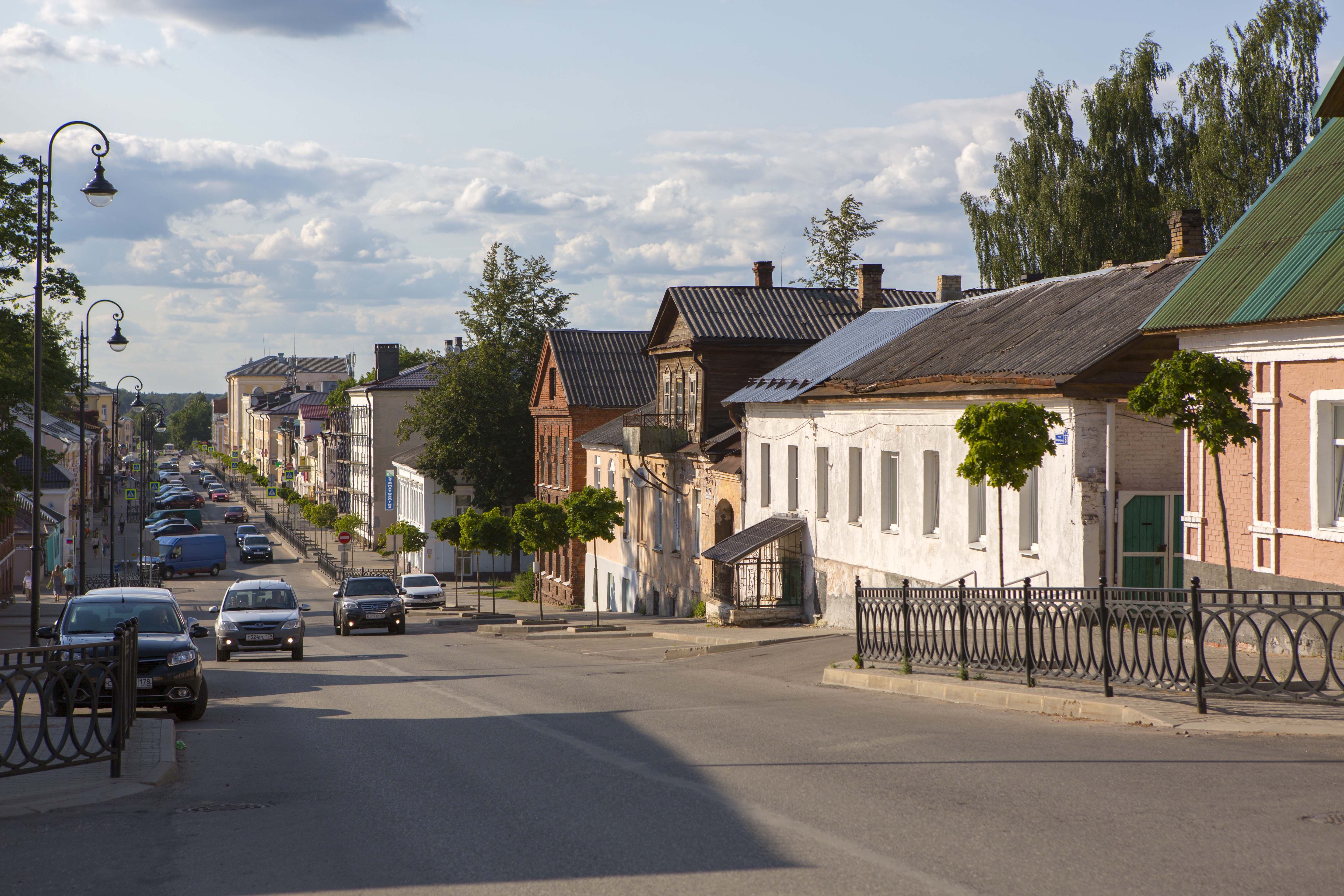
Коммунарная улица

Со времени распада Советского Союза в 1991 году ни одной из центральных улиц города не вернули исторические названия.
- Ленинградская улица
- улица Подбельского
- Коммунарная улица
- улица Софьи Перовской
- Пушкинская улица
- улица Карла Либкнехта
- улица Декабристов
- Сушанская улица
- Парковая улица
- улица Гоголя
- улица А. Кузнецова
- Окуловская улица

## Спорт в Боровичах
- Боровичи (хоккейный клуб)

Стадионы:

Команда по хоккею с мячом

- «Металлург» (снесён, вместо него построен «Ледовый дворец»)
- «Волна»

Физкультурно-оздоровительные комплексы:
- «Ледовый Дворец „Металлург“»[103]
- «Олимп» с находящемся в нём «Аквапарком» с многочисленными водными горками
- «Элегия»
- КСК «Сосновка»
- КСК «Эрнест»

## Пенитенциарное учреждение
В городе осуществляет деятельность лечебное учреждение для отбывания наказания и лечения осуждённых (мужчин), болеющих туберкулёзом № 3 УФСИН России по Новгородской области.
Образовано в 1939 году как Мстинский исправительно-трудовой лагерь при Управлении строительства ГЭС на реке Мста. В феврале 1942 года на территории ИТЛ создан сборно-пересыльный пункт для бывших военнослужащих Красной Армии, попавших в плен или вышедших из окружения. В том же году пункт преобразован в лагерь-распределитель НКВД для военнопленных и становится одним из лаготделений лагеря № 270, позднее лагерь для военных преступников. В 1951 году преобразован в ИТК-8. С 1953 года — ИТК-3. С 1964 года — колония строгого режима для больных туберкулёзом, с 1965 года — межобластная колония для больных туберкулёзом. С 2005 года — лечебно-исправительное учреждение № 3.
В 1998 году на территории учреждения построен храм для нужд верующих. В 2009 году было построено новое двухэтажное здание общежития на 100 человек.

## Видеографические материалы
Боровицкие пороги в мае. Вид от первого лица.
Вид Боровичей с воздуха.
Оценочный обзор ресторанов Боровичей от российского фудблогера.
Телевизионное шоу "Вася накормит" снятое в Боровичах и посвящённое серым щам.